# Kapellen van de Sint-Servaasbasiliek
Met de kapellen van de Sint-Servaasbasiliek worden de circa twintig kapellen bedoeld, die onderdeel zijn of waren van het Sint-Servaascomplex in de Nederlandse stad Maastricht. Behalve de huidige negen zij- en transeptkapellen in de kerk zelf, omvat het overzicht twee niet meer als zodanig in gebruik zijnde transeptkapellen, een kapel in het westwerk, twee kapellen in de kruisgang en drie kapellen, die in de negentiende eeuw of eerder zijn afgebroken. De ondergrondse 'kapellen' of crypten blijven hier buiten beschouwing, evenals de lang verdwenen cella memoriae, de grafkapel waarmee de geschiedenis van de kerk ooit begon.

## Geschiedenis
Over de kapellen en altaren van de Sint-Servaasbasiliek is nooit een allesomvattende studie verschenen, hoewel begin twintigste eeuw veel bronnenonderzoek is gedaan door de Maastrichtse archivaris Pierre Doppler. De geschiedenis van de meeste kapellen is grotendeels in het duister gehuld, zowel de bouwgeschiedenis als het gebruik ervan. Een terugkerend probleem vormen de vage en ambigue plaatsaanduidingen in de bronnen, zoals antiqua capella (oude kapel), capella lateralibus (zijkapel) of capella in ambitu (kapel in de ommegang). Van veel historische altaren is de exacte locatie onbekend, te meer omdat deze nogal eens werden verplaatst. Het hierna volgende overzicht moet daarom met de nodige voorzichtigheid worden benaderd.
Van de voorlopers van de huidige Sint-Servaaskerk zijn sinds de archeologische opgravingen in de jaren 1980 de plattegronden min of meer bekend. De eerste, de cella memoriae uit de vierde eeuw, was in feite niet meer dan een laat-antieke gedachteniskapel op het graf van bisschop Servatius. De twee daarop volgende driebeukige basilica's hadden voor zover bekend geen aparte kapellen. De huidige romaanse kerk die in 1039 werd ingewijd en daarna vele malen is herbouwd, bezat aanvankelijk evenmin kapellen. Onder proost Humbertus werd de kerk in het derde kwart van de 11e eeuw uitgebreid met een viertal kapellen. Op het in 1988 ontdekte grafkruis van Humbertus staat vermeld dat tijdens zijn bewind "drie kapellen aan de zijkanten en één aan de westzijde" (capellis III. lateralibus [et] una occidentali) tot stand kwamen. Volgens verschillende kunsthistorici kan de westelijke kapel vereenzelvigd worden met het westkoor in het westwerk. De drie zijkapellen zouden betrekking hebben op de twee nog bestaande transeptkapellen en de verdwenen Maternuskapel. Op het grafkruis van Humbertus is tevens te lezen dat hij "heel de kruisgang" (toto claustro) liet vernieuwen, inclusief de kapittelzaal (capitolio) en de sacristie (vestiario), waarmee waarschijnlijk de Dubbelkapel is bedoeld.

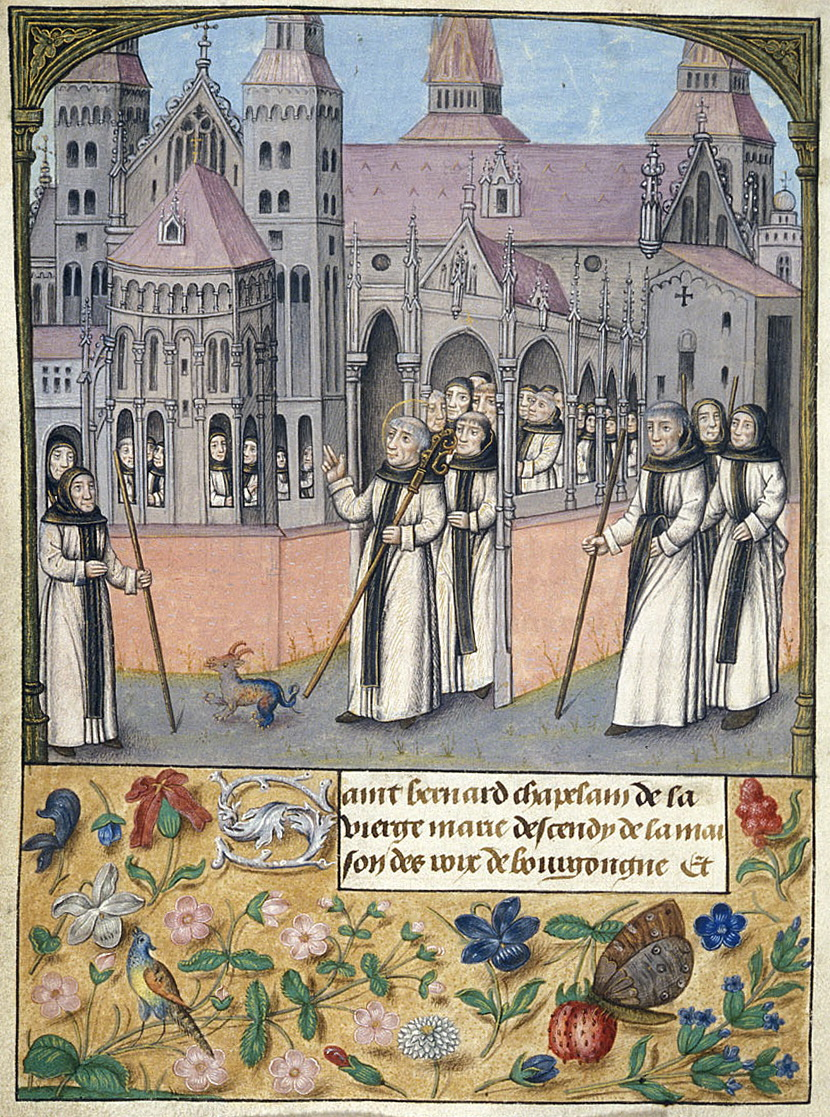
De Sint-Servaaskerk op een 15e-eeuwse illuminatie (British Library, Londen). Midden: Koningskapel. Rechts: Dubbelkapel. Uiterst rechts: toren Livinuskapel?

Zoals in alle middeleeuwse kerken stonden ook in de Sint-Servaaskerk geen kerkbanken. Bij elke pijler in het kerkschip bevond zich tot 1608 een altaar, waar regelmatig missen werden opgedragen. Deze tien pijleraltaren, met het hoogaltaar en westwerkaltaar, zijn door sommige auteurs gelijkgesteld met de twaalf altaren die bij de kerkwijding in 1039 door twaalf bisschoppen werden gewijd. De pijleraltaren zijn echter vermoedelijk jonger dan de zes altaren die in een oorkonde uit 1285 genoemd worden, en de lijst van "zeven oude altaren" uit 1369, waarvan er in elk geval vier niet bij een pijler maar in een kapel of crypte stonden: het Agatha-altaar in de proostenkapel, het altaar van Johannes de Evangelist in de "oude kapel" (Maternuskapel?) en twee niet nader omschreven altaren in de crypte en de kapittelzaal (Dubbelkapel). In de Ordinarius chori van de kerk, een liturgisch boek uit omstreeks 1285, worden de volgende altaren genoemd: het hoofdaltaar, een altaar gewijd aan Sint-Andreas "onder het kruis", een Sint-Catharina-altaar naast het Bergportaal (een voorloper van de doopkapel?), een Johannesaltaar in de "oude kapel" en drie altaren gewijd aan Sint-Laurentius, Sint-Nicolaas en Sint-Martinus (van Tours) op een niet nader omschreven locatie. Geopperd is dat deze oude altaren nog uit de tijd van Humbertus stammen. Op het grafkruis wordt namelijk vermeld dat hij, naast de vier kapellen, de kerk verrijkte met vaste altaren uit één stuk (solidis [et] i[n]tegris altarib[us]).

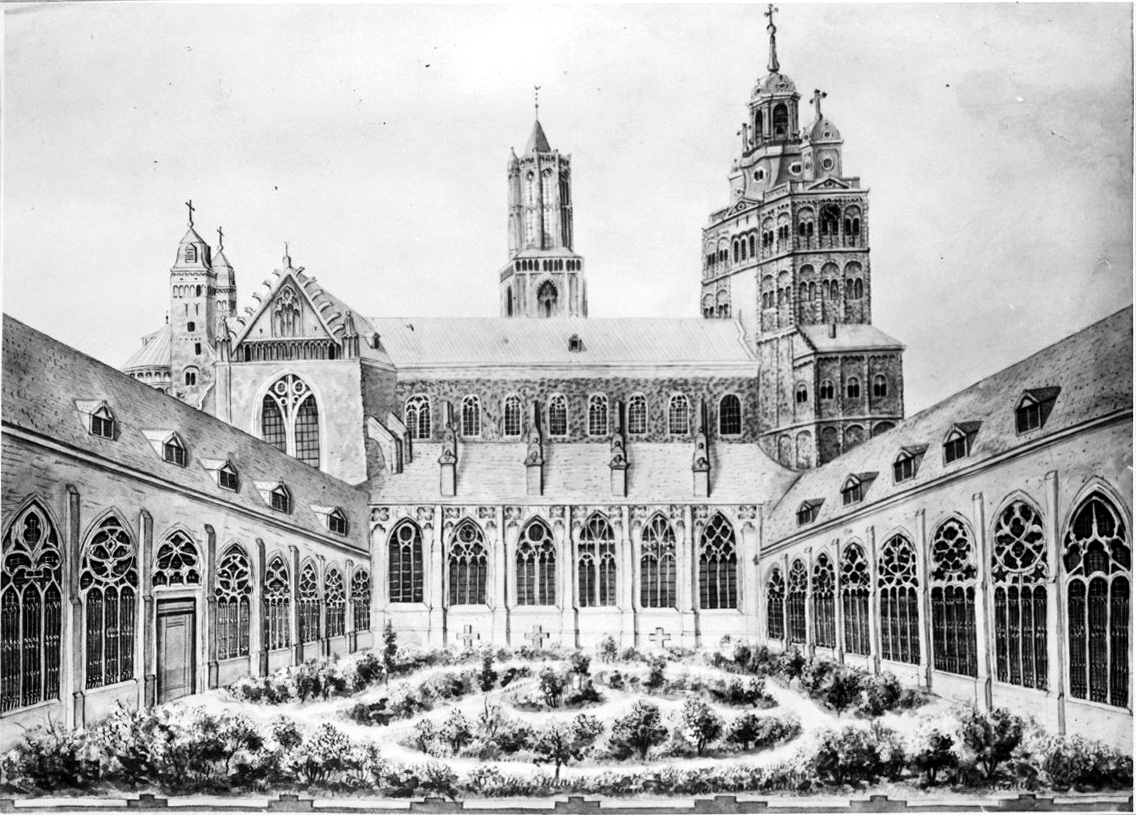
Noordelijke kapellen vanaf de pandhof (Van Gulpen, ca. 1850)

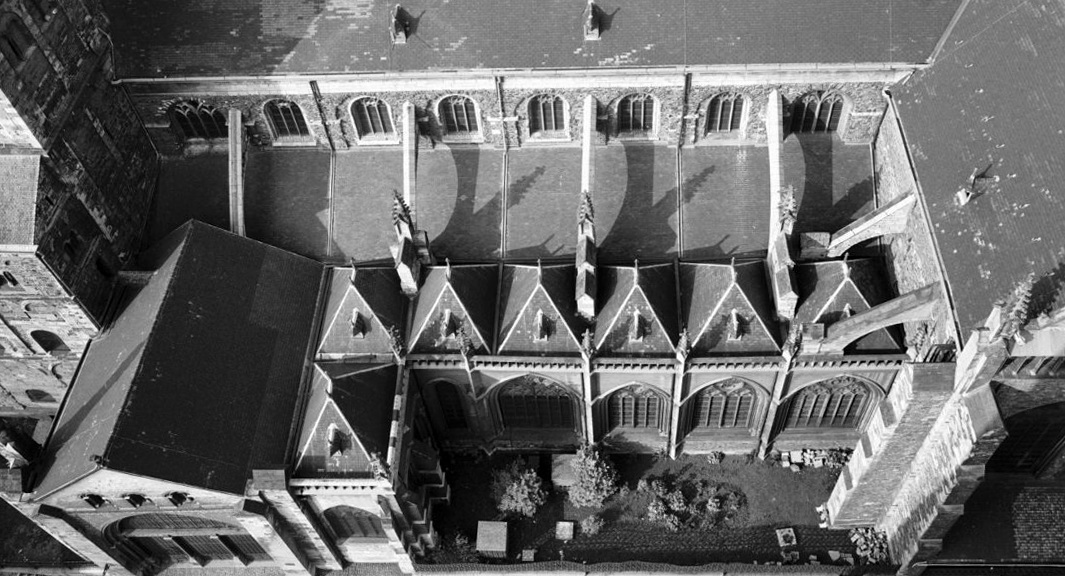
Zuidelijke kapellen vanaf de Sint-Janstoren, 1962

In 1380 telde de kerk al 24 altaren en dat aantal nam in de eeuw daarna nog toe. Om al deze altaren een plek te geven, werden in de 14e en 15e eeuw aan de noordzijde van de noordbeuk en aan de zuidzijde van de zuidbeuk in totaal twaalf zijkapellen aangebouwd, aan elke zijde zes. De kapellen werden in gotische stijl opgetrokken uit Limburgse mergel. Het oorspronkelijk patrocinium van de kapellen is in de meeste gevallen niet bekend. Zo werd in 1462 een altaar gesticht, waarschijnlijk in een zijkapel, gewijd aan Maria, Johannes de Doper, Sint-Servaas en Sint-Antonius, maar niet bekend is of deze kapel dezelfde is als de in 1556 genoemde Antoniuskapel of de huidige kapel met die naam. Een van de noordelijke zijkapellen was in 1482 gewijd aan de Heilige Maagd, Sint Barbara en Sint-Petrus, maar welke precies werd niet vermeld.
Na de opheffing van het kapittel in 1797 werd vrijwel alles wat los en vast zat aan de kerk verkocht, gestolen of vernield. Toen de parochie in 1804 weer bezit kon nemen van de kerk, trof men een desolaat gebouw aan, dat opnieuw ingericht moest worden. De lokale amateurhistoricus Martinus van Heylerhoff meldde dat in deze tijd de Koningskapel en de Maternuskapel gesloopt werden en dat het aantal zijkapellen door het wegbreken van tussenmuren gereduceerd werd van twaalf tot zes. Bij de grote restauratie onder leiding van architect Pierre Cuypers eind 19e eeuw kregen de meeste kapellen een uitbundige neoromaanse of neogotische decoratie. Een eeuw later, bij de restauratie van de jaren 1980, werd bijna de gehele kerk ontdaan van wat men toen de "Cuypers-uitmonstering" noemde, met uitzondering van de transeptkapellen en een aantal zijbeukkapellen.

## Transeptkapellen
Het transept met de Vrijthofportalen en transeptkapellen kwam tot stand tijdens de 11e-eeuwse bouwcampagne van proost Humbertus. Uit dezelfde bouwperiode stammen de Dubbelkapel en de afgebroken Maternuskapel, die in de laatste paragrafen besproken worden. Tezamen vormen ze de imposante oostpartij van de kerk aan het Vrijthof. De twee transeptkapellen werden rond 1450 voorzien van een stenen gewelf en zijn in hun neoromaanse gedaante min of meer ongewijzigd bewaard gebleven. De portalen kregen omstreeks 1990 hun oorspronkelijke functie terug.

### Kapel van de HH. Eligius en Marcoen

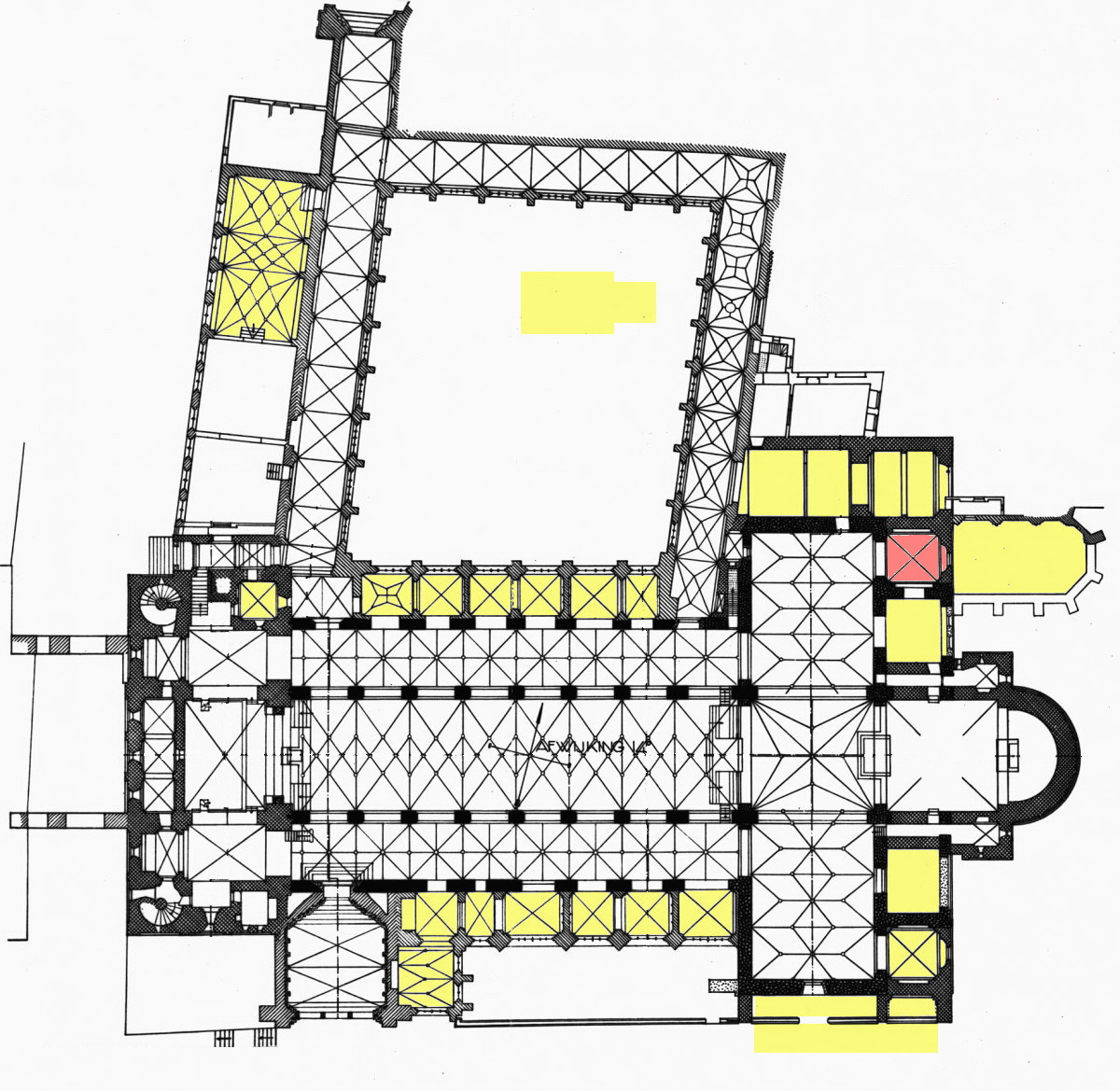
Locatie van de kapel

De noordelijke transeptkapel, ooit niet veel meer dan een doorgang naar de Koningskapel, is tegenwoordig gewijd aan de heiligen Eligius en Marcoen. Deze Franse heiligen herinneren aan de vele Franse pelgrims die in de late middeleeuwen naar Maastricht kwamen en voor wie de Koningskapel primair bedoeld was. De devotie was oorspronkelijk gevestigd in de Dominicanenkerk en werd waarschijnlijk begin 19e eeuw overgebracht naar de Sint-Servaaskerk. Het Sint-Marcoenfeest werd gevierd met een octaaf, waarbij pelgrims geneeskrachtig Sint-Marcoenwater konden scheppen uit een tonnetje in de kruisgang. Sint-Eligius of Elooij was de schutspatroon van de (edel)smeden. Zijn beeld stond aanvankelijk in de meest oostelijke zijkapel van de noordbeuk (de huidige kapel van Onze Lieve Vrouw, Zetel der Wijsheid) en verhuisde omstreeks 1880 naar deze locatie. Toen kreeg de kapel de neoromaanse wandschilderingen van Joseph Lücker en zoon, passend in het totaalplan voor de kerk van architect Pierre Cuypers. Naast scènes uit de levens van Eligius en Marcoen zijn hier koning Lodewijk IX van Frankrijk (Saint-Louis) en de heilige Dominicus afgebeeld. De kleurige tegelvloer en het glas-in-loodvenster met grisaillemotieven van Atelier F. Nicolas en Zonen uit Roermond passen bij de laat-19e-eeuwse inrichting. Het neoromaanse altaar is geïnspireerd door het westwerkaltaar elders in de kerk. De beelden van de heiligen Eligius en Marcoen dateren uit de 16e eeuw en worden sinds 2000 op stilistische gronden toegeschreven aan Jan van Steffeswert. Ze staan op kleurig beschilderde zuilen en worden bekroond door neogotische baldakijnen.

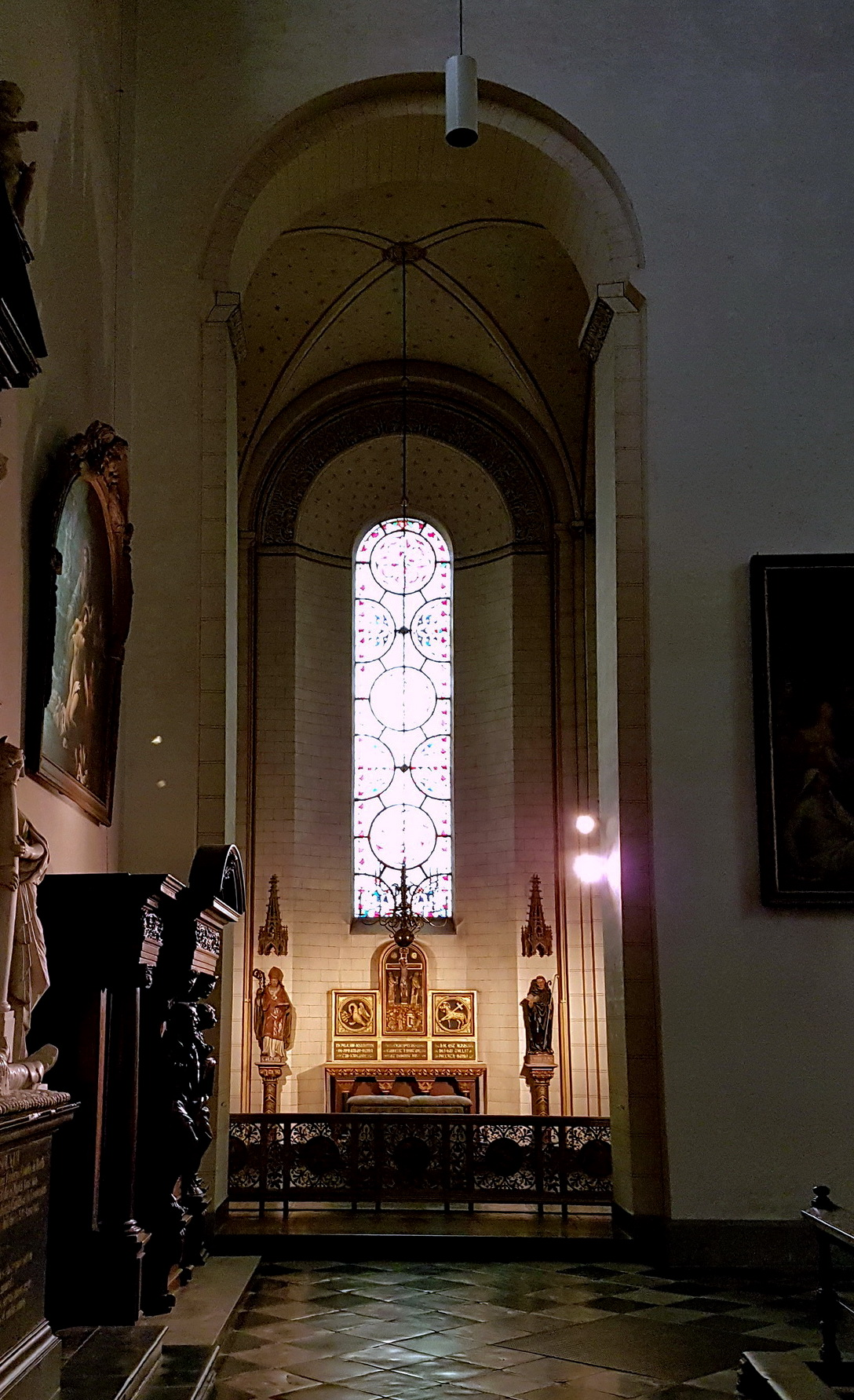
Zicht op de kapel vanuit het noordertransept
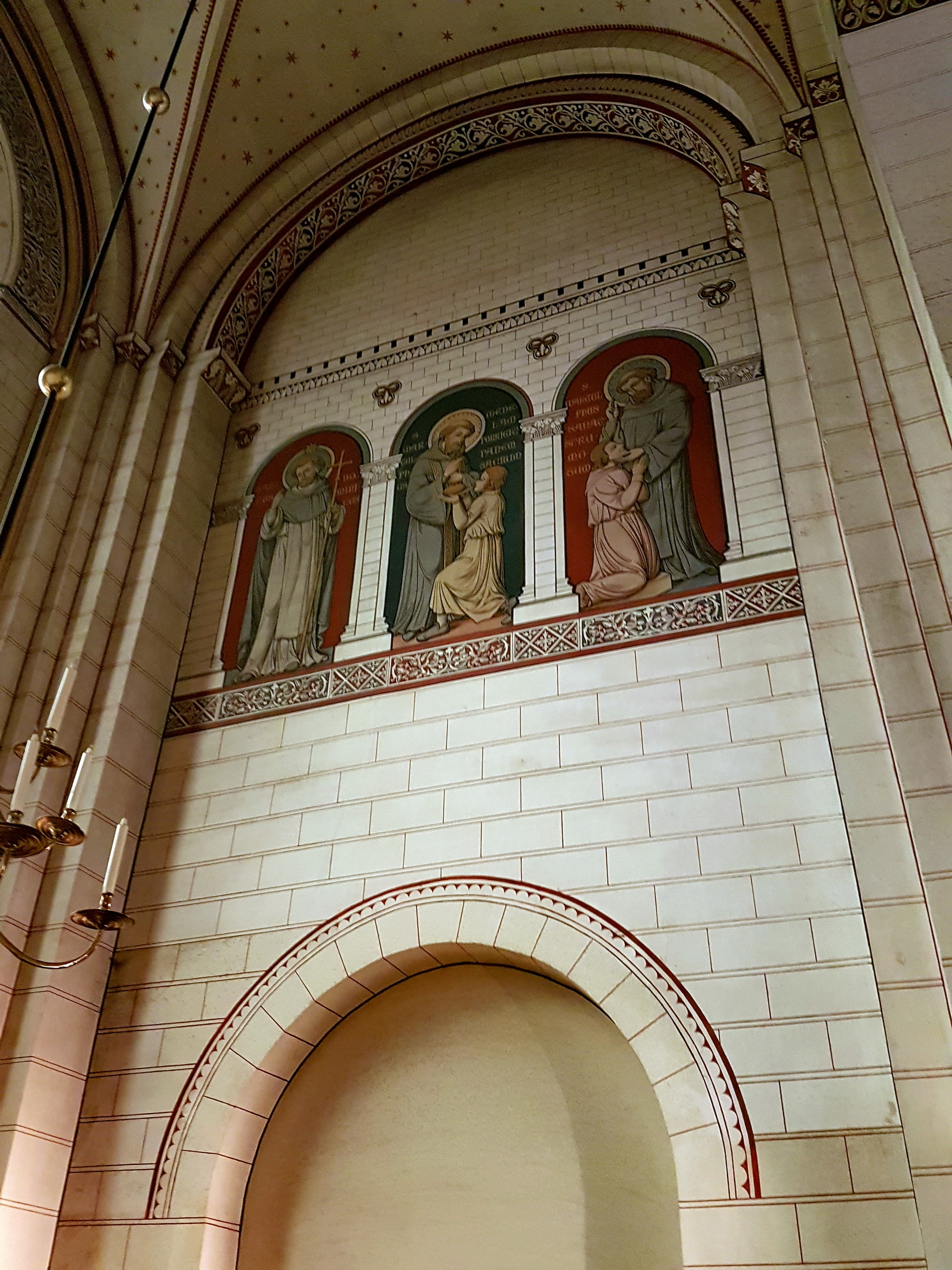
Zuidelijke wand met muurschildering Sint-Marcoen
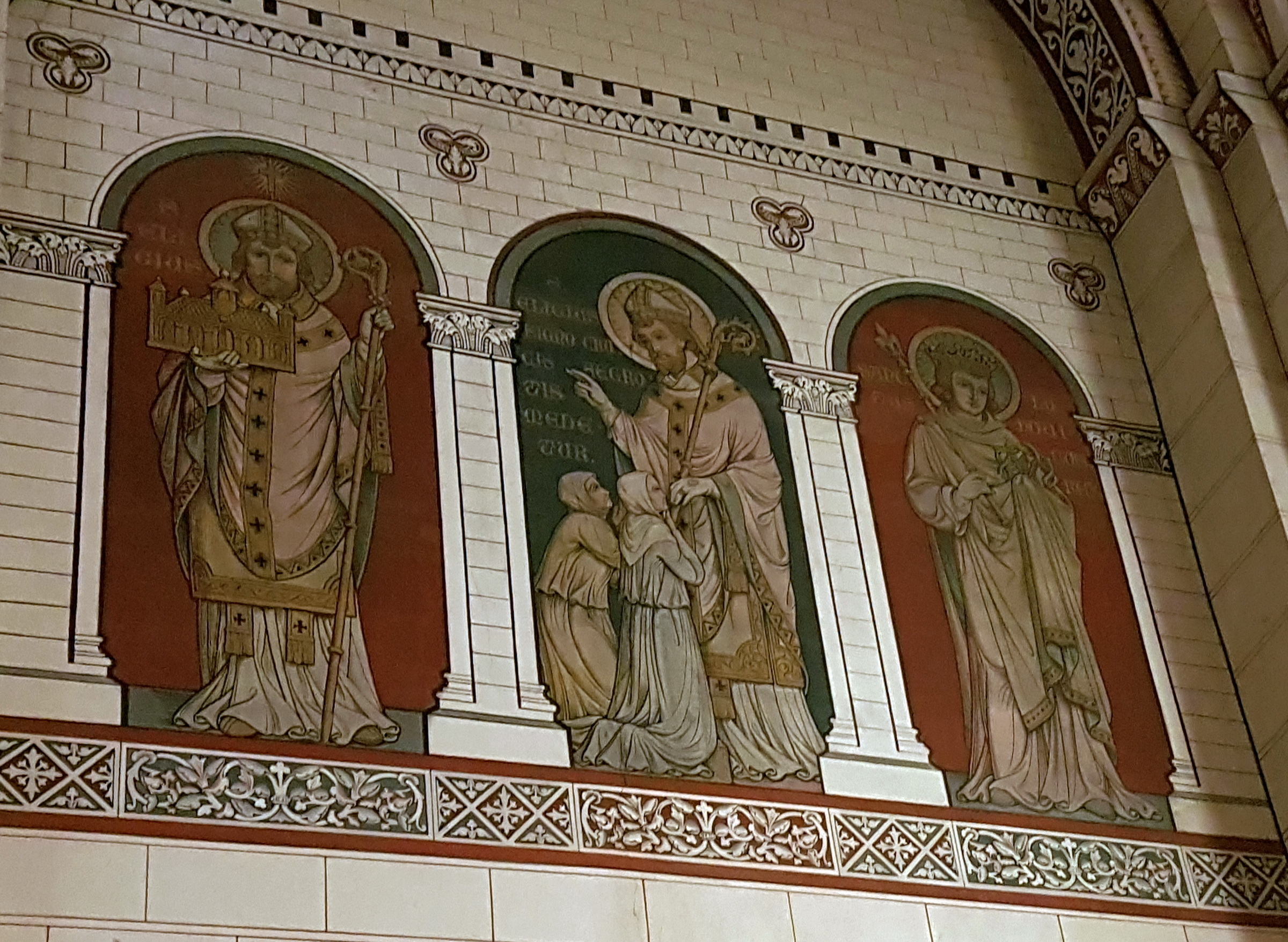
Detail noordwand met Sint-Eligius en Saint-Louis
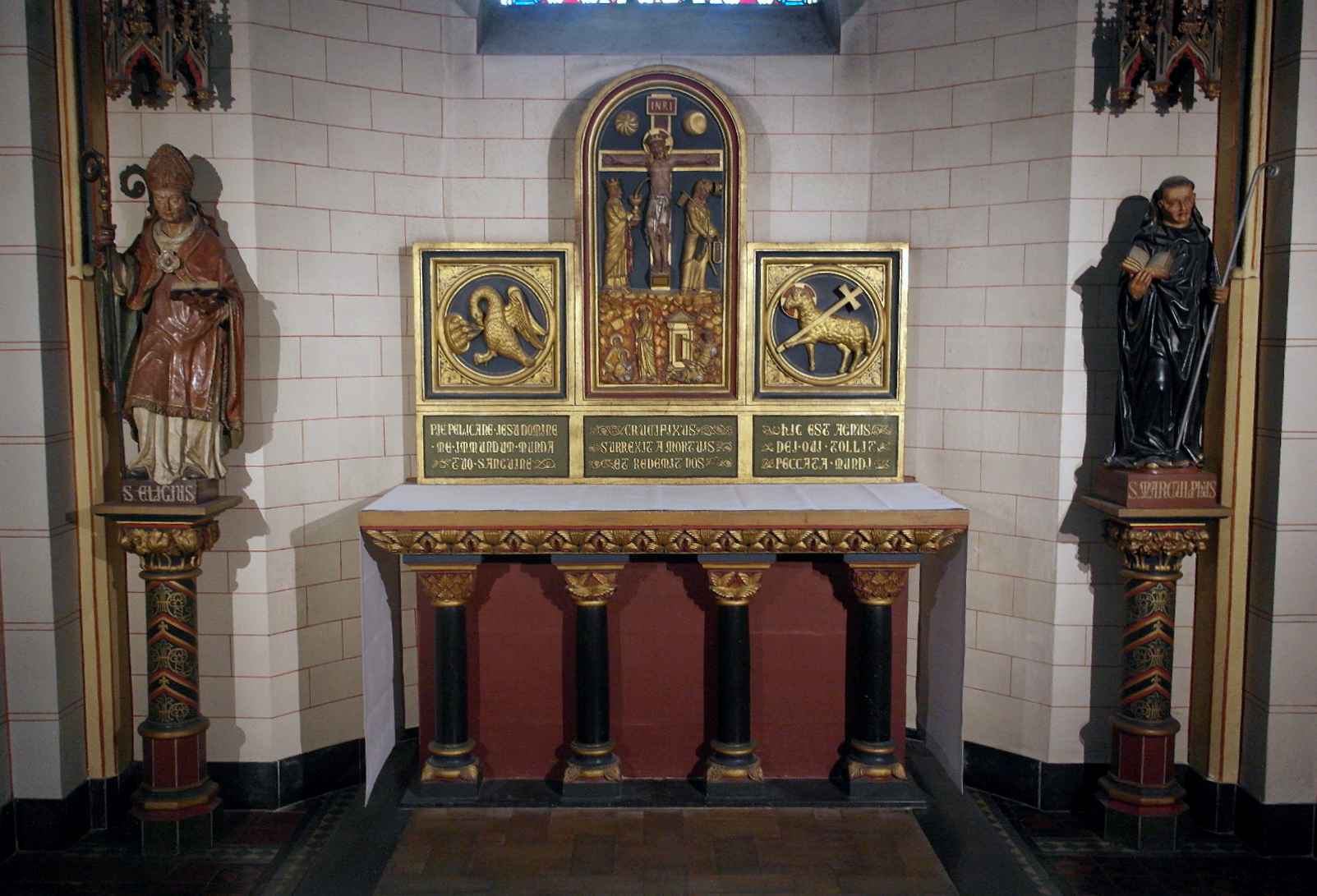
Neoromaans altaar en beelden Eligius en Marcoen

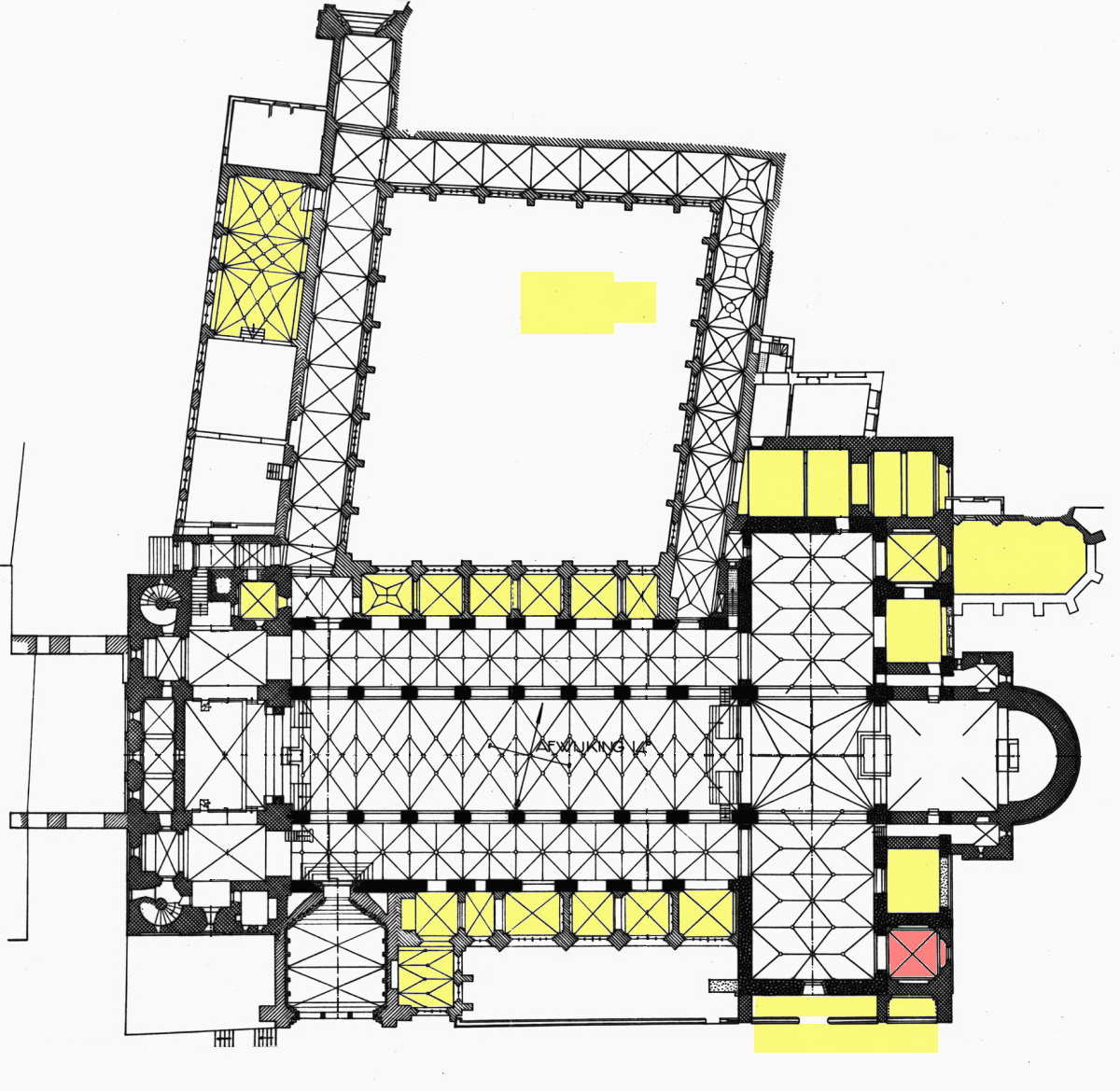
Locatie van de kapel

### Kapel van het Heilig Aanschijn
De zuidelijke transeptkapel was tot eind 19e eeuw gewijd aan de heilige Laurentius, tegenwoordig aan het Heilig Aanschijn, een typisch katholieke volksdevotie uit de tijd rond 1900. Ook deze kapel heeft nog de aankleding zoals Cuypers die voor de hele kerk had bedoeld. Bijzonder voor Nederland zijn de 336 votieftegels (deels zonder tekst) tegen de noord- en zuidwand. Boven de tegels zijn door vader en zoon Lücker wandschilderingen aangebracht: links Veronica, die de kruisdragende Jezus een zweetdoek aanbiedt, en rechts Jezus voor Pontius Pilatus. In de rechter wanddecoratie is een renaissancereliëf uit 1557 opgenomen, het epitaaf van de kanunnik Egidius Ruyschen. Het neoromaanse altaar bestaat uit twee delen. De mensa (het onderstuk) is een verkleinde versie van het altaar in de noordertranseptkapel, waarbij de basementen, de kapitelen en het fries gekopieerd zijn van het westwerkaltaar. Tussen de pilaren is (door de Lückers?) een schildering van Christus in het graf aangebracht. Het bovenstuk bestaat uit een altaarciborie van koper, enigszins vergelijkbaar met het hoofdaltaar. De centrale afbeelding bestaat uit twee engelen die de zweetdoek van Veronica omhooghouden. Daarnaast staan op vrijstaande, koperen zuiltjes twee engelen die kaarsen vasthouden. Het altaar werd in 1888 besteld bij het Atelier Cuypers-Stoltzenberg in Roermond. Een jaar later werd door de firma Nicolas uit diezelfde stad een fraai grisaillevenster geleverd.

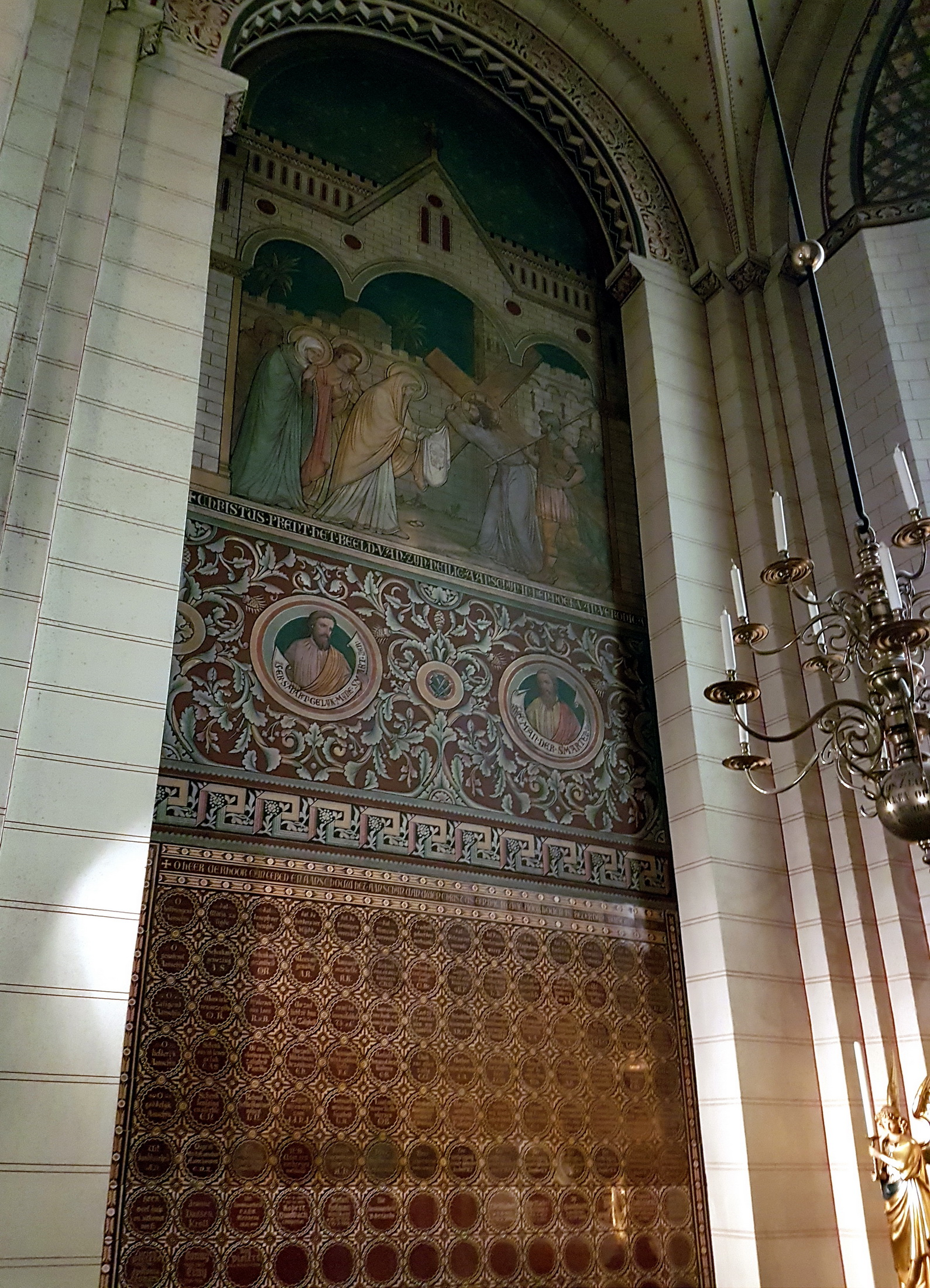
Noordwand met votieftegels en muurschildering
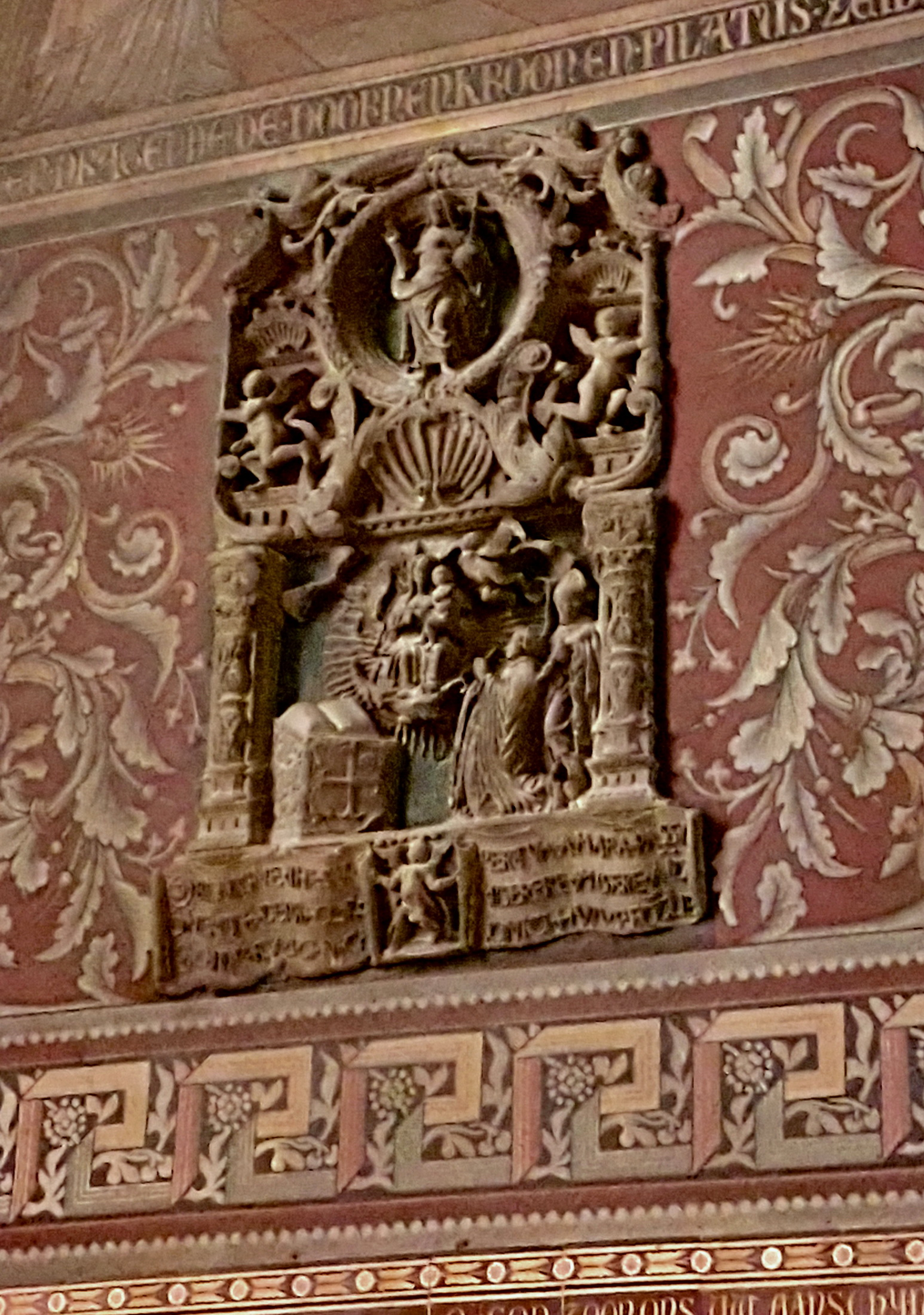
Detail zuidwand met epitaaf en muurschildering
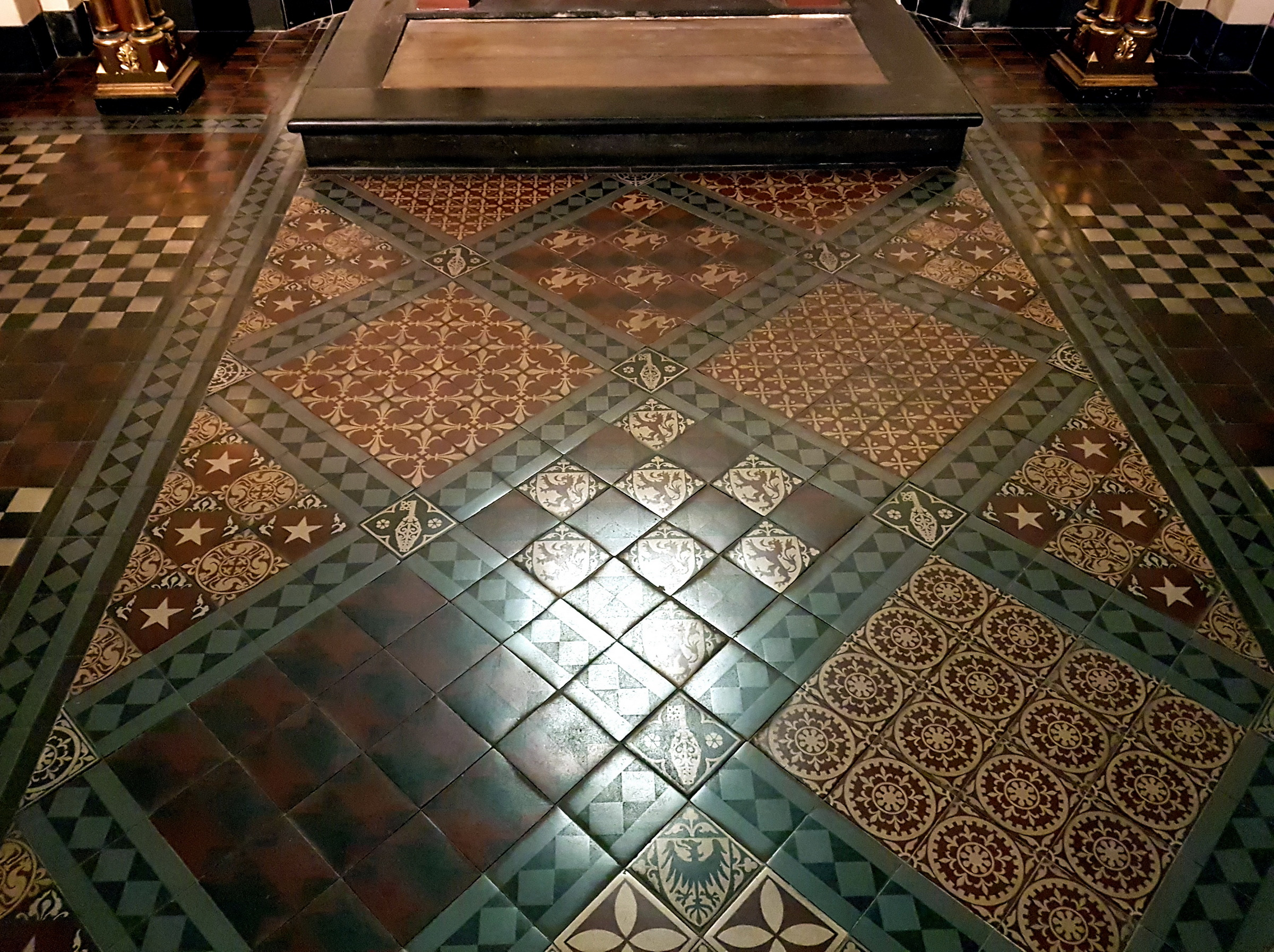
19e-eeuwse tegelvloer
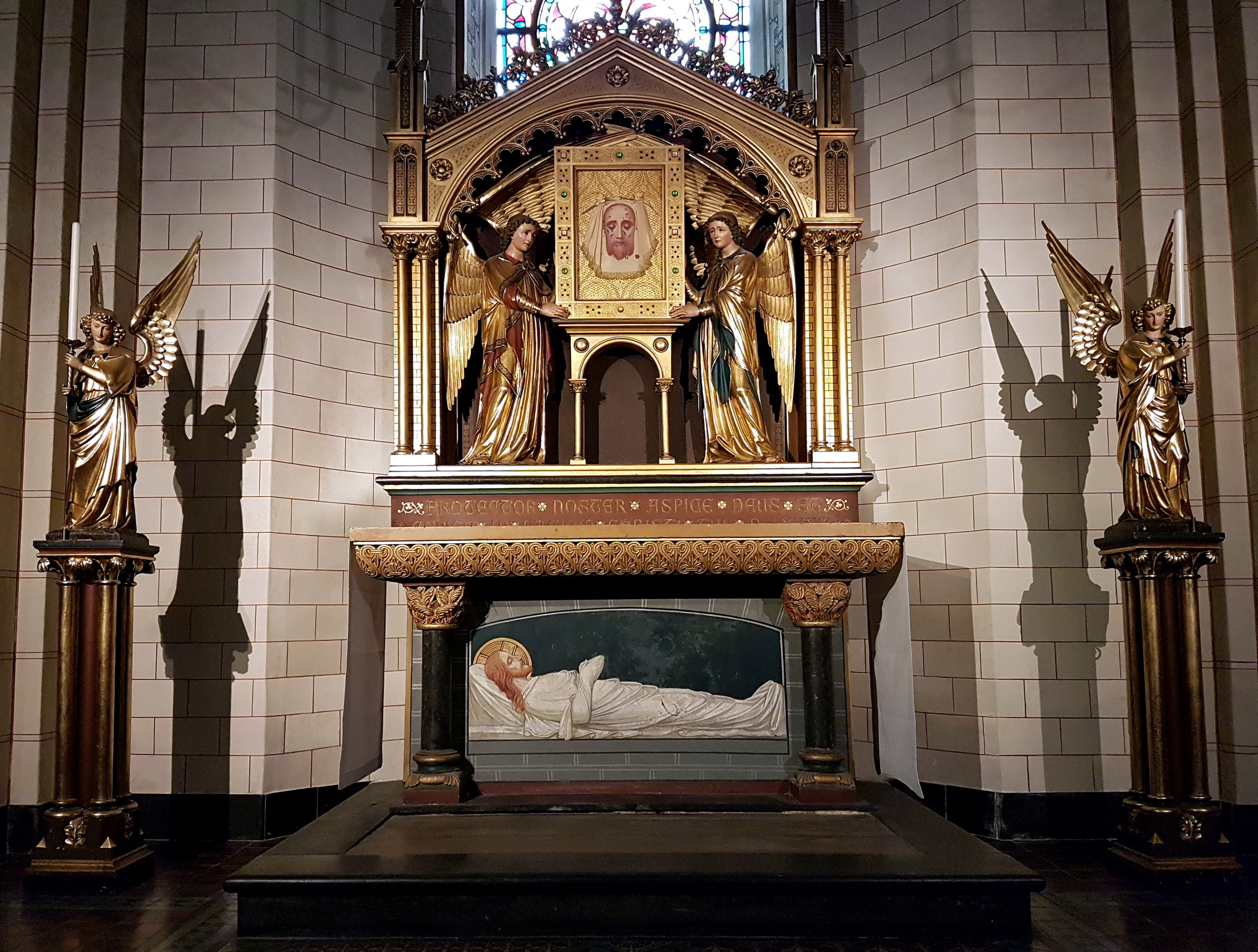
Neoromaans altaar en engelenbeelden

### Vrijthofportalen

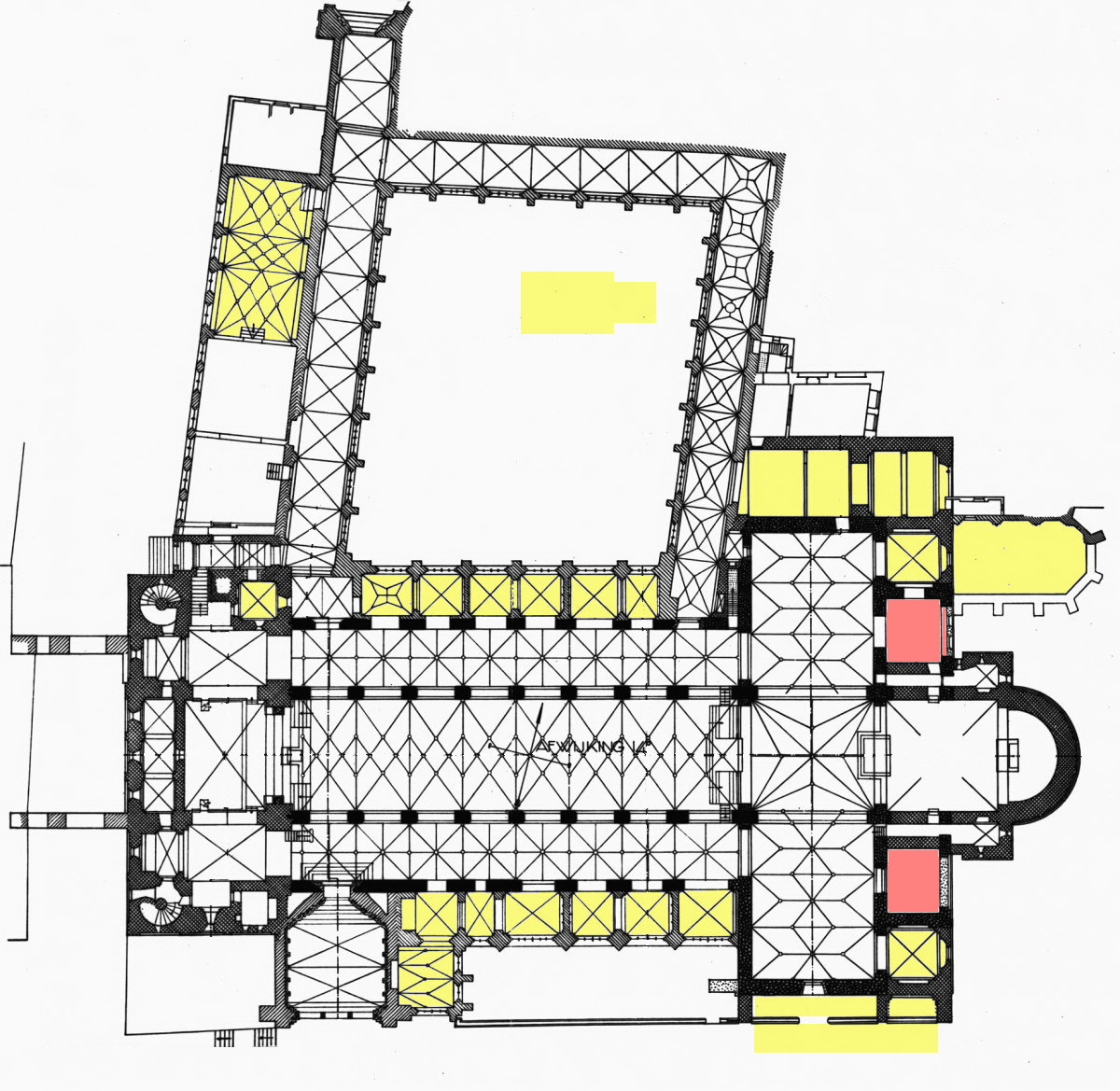
Locatie van de portalen

De twee portalen aan de zijde van het Vrijthof dateren evenals de transeptkapellen uit de 11e eeuw. Pelgrims betraden de kerk via het noordoostelijk portaal en verlieten de kerk via het zuidoostelijk portaal. Het kapittel van Sint-Servaas verhuurde ruimte in de portalen aan kramers. In het noordoostelijk portaal werd ook de nieuwe proost van het kapittel verwelkomd door de deken en de kanunniken. Beide portalen bezaten oorspronkelijk een bovenverdieping boven een tongewelf. De ruimte boven het noordportaal werd in 1590 aangeduid als "cappenkamer" (waarschijnlijk de bewaarplaats van de koorkappen); boven het zuidportaal werden de archieven van de kerk bewaard. In 1732 werden nieuwe zijaltaren tegen de oostelijke wanden van de transepten geplaatst, waardoor de portaaldoorgangen die zich daar bevonden verplaatst moesten worden naar de aangrenzende transeptkapellen.
Na de afbraak van de Sint-Maternuskapel in 1810, werd de sacristie ondergebracht in de noordertranseptkapel en het naastgelegen portaal, die al met elkaar verbonden waren. De toegang aan de Vrijthofzijde werd dichtgemetseld. In 1878 verhuisde de sacristie opnieuw, nu naar de Dubbelkapel in de kloostergang. De beide transeptkapellen en het noordelijk portaal werden vervolgens door vader en zoon Lücker gedecoreerd naar de ideeën van Cuypers. Het noordelijk portaal werd in 1895 ingericht als sacramentskapel. In 1889 liet Cuypers de bovenverdieping in het zuidelijk portaal verwijderen, maar het portaal bleef nog enkele tientallen jaren als zodanig in gebruik. Pas in 1930 werd de ruimte ingericht als kapel voor de Noodkist.
Sinds de restauratie van de jaren 1980 doen beide ruimten opnieuw dienst als (weinig gebruikte) ingangsportalen van de kerk vanaf het Vrijthof. De portalen zijn omstreeks 1990 voorzien van nieuwe bronzen deuren: de noordoostelijke portaaldeuren (de 'Pausdeuren') zijn van Appie Drielsma; de zuidoostelijke van Piet Killaars. Boven deze deuren bevinden zich vierpasvensters met 19e-eeuws glas in lood van de firma F. Nicolas & Zonen. Hoewel de portalen maar relatief kort als kapel in gebruik waren, herinneren de decoraties van de wanden en vensters hier wel aan. In het noordelijk portaal wordt tegenwoordig de processiehemel bewaard. In het zuidelijk portaal bevindt zich tegen de westwand een 16e-eeuwse memoriesteen ter herinnering aan de medicus en humanist Nicolaas Beyssel, vanaf 1492 kanunnik van Sint-Servaas, en in 1515 bouwheer van Huis de Torentjes in Sint Pieter.

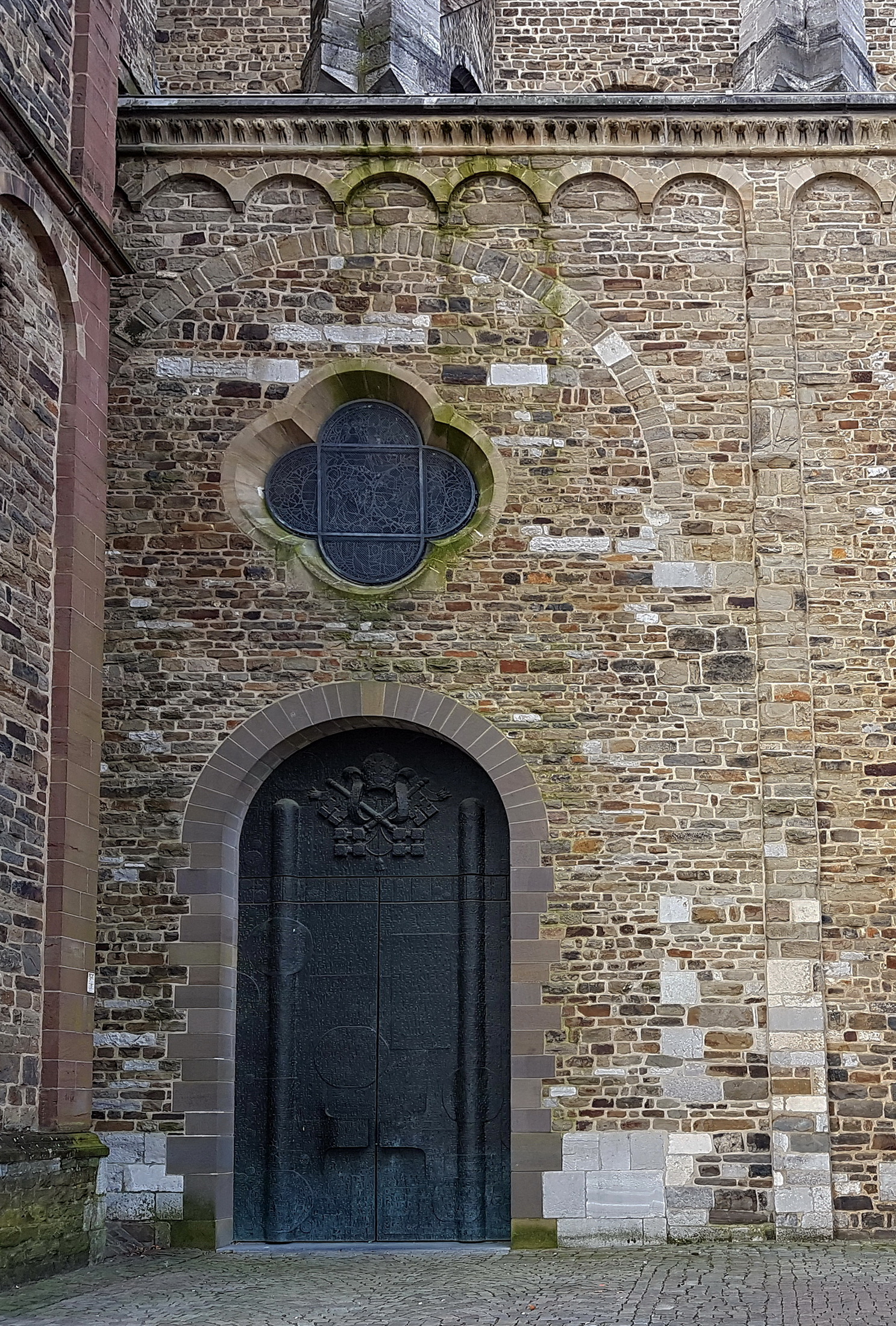
Noordoostportaal vanaf het Vrijthof
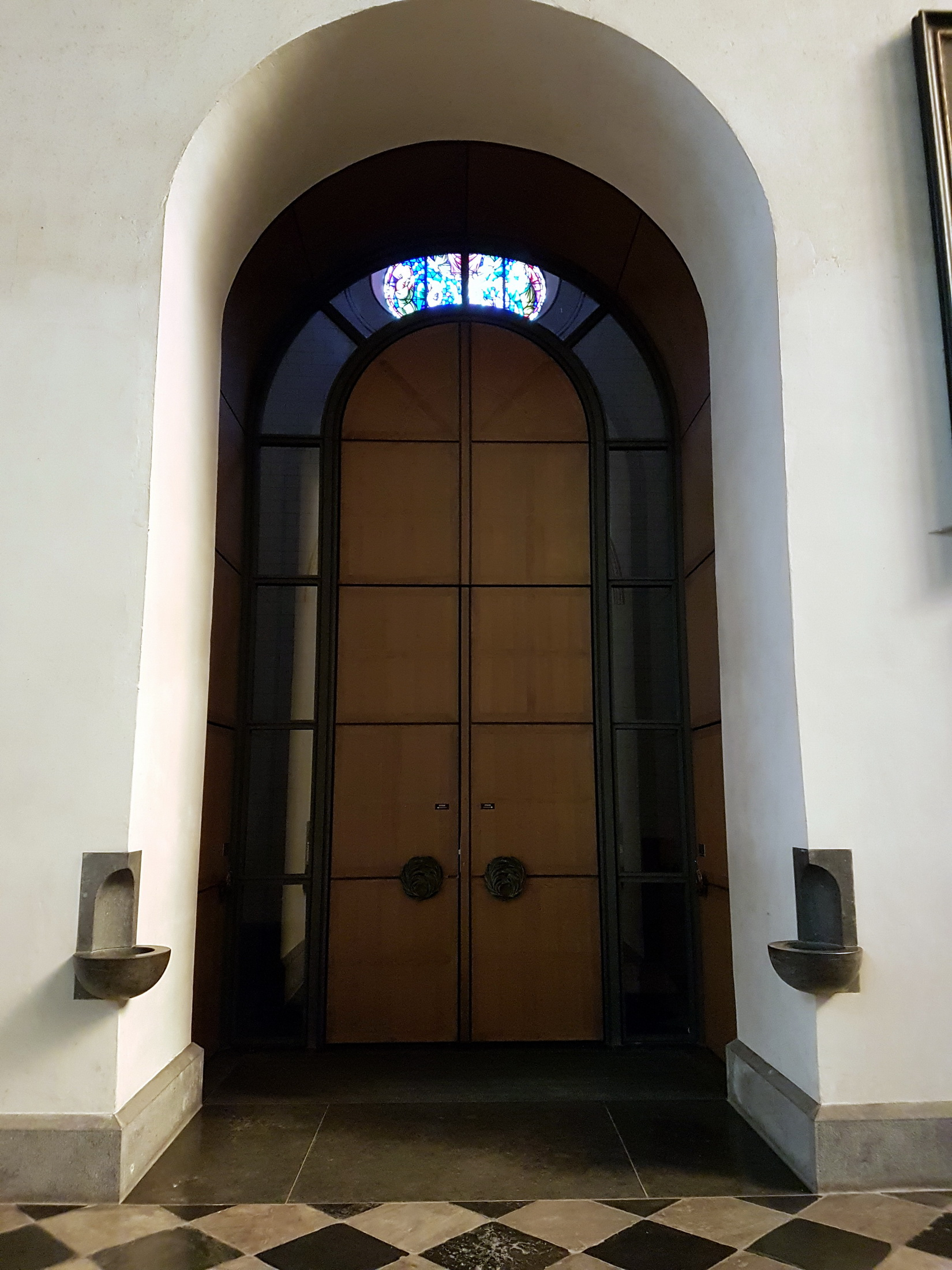
Toegang zuidoostportaal in de kerk
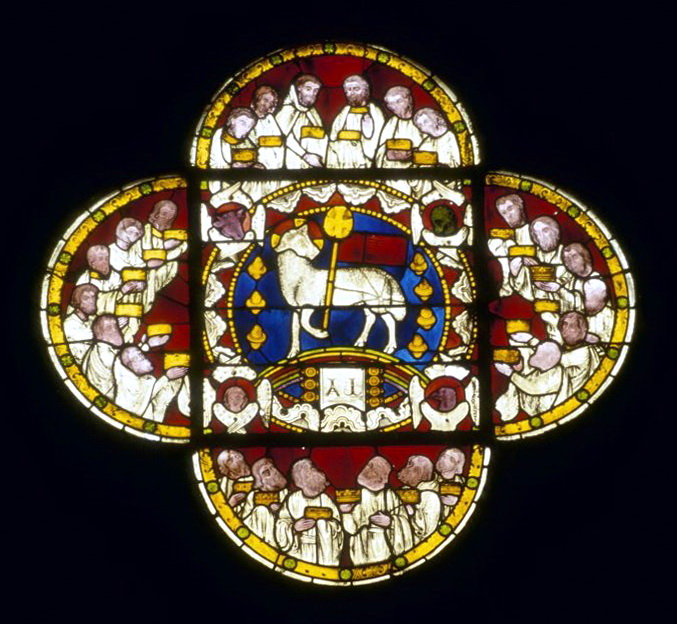
Venster boven noordoostportaal
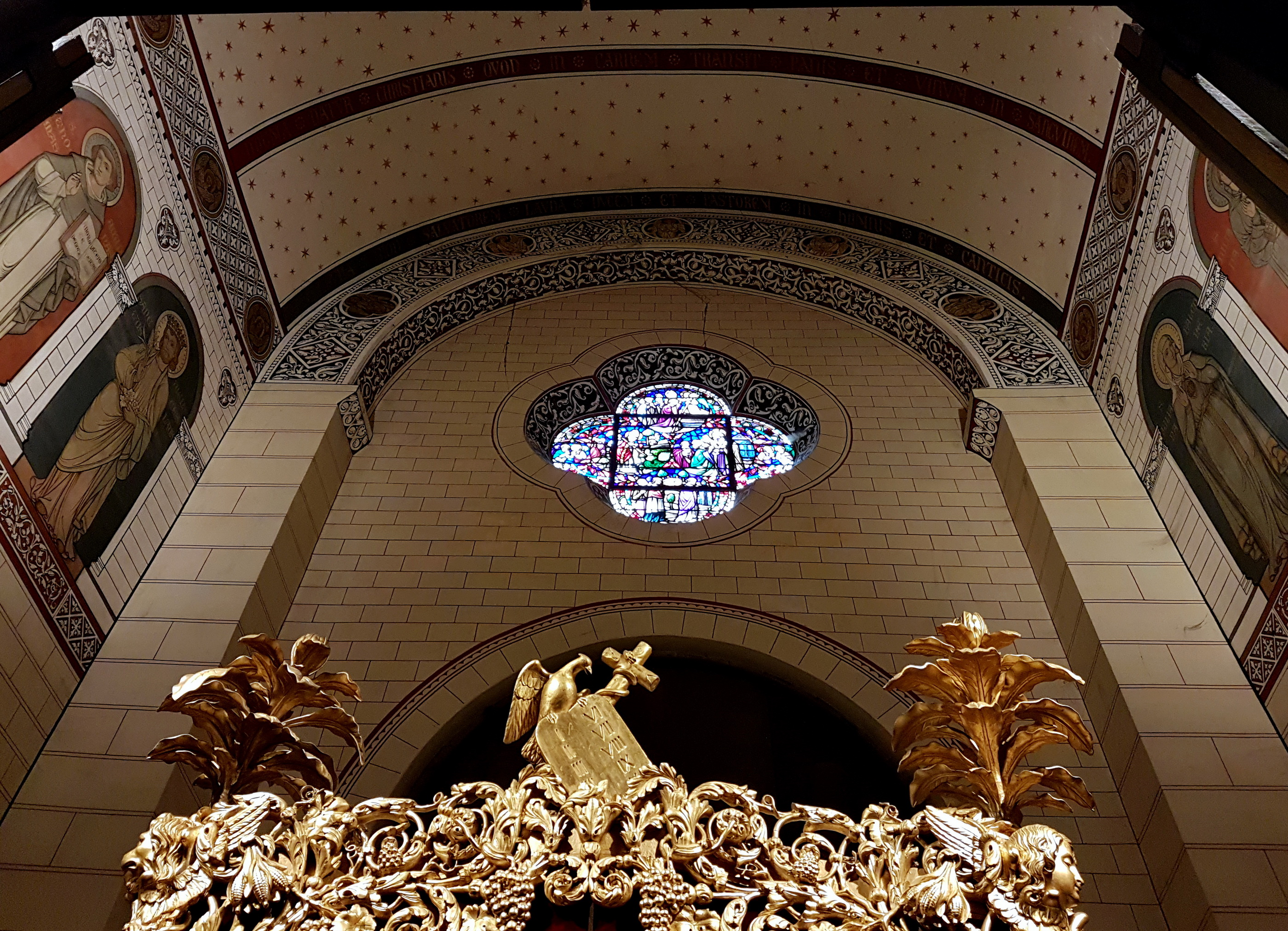
Interieur noordoostportaal met deel processiehemel

## Noordelijke zijkapellen
Aan de noordzijde van het schip lagen oorspronkelijk zes kapellen, thans door het wegbreken van tussenmuren nog drie. Van oost naar west: de kapel van Onze-Lieve-Vrouw, Zetel der Wijsheid, de Sint-Antonius van Paduakapel en de Heilig Hartkapel. De buitengevels van deze gotische kapellen uit de 14e of 15e eeuw grenzen aan de pandhof van de kerk, waar ze ogenschijnlijk de ontbrekende zuidelijke kloostergang vormen. Vanaf de pandhof zijn vier luchtbogen met pinakels te zien die het gewelf van de middenbeuk ondersteunen. De luchtbogen bevinden zich grotendeels boven de noordbeuk maar worden geschraagd door de tussenmuren van de kapellen. Tussen de schraagconstructies bevinden zich telkens twee schilddaken, één per travee, zes in totaal. Vanaf de pandhoftuin zijn ook de zes gotische spitsboogvensters te zien, van ongelijke breedte en met relatief eenvoudig maaswerk.
In het interieur liggen de kapellen enkele treden hoger dan de noordbeuk. Elke kapel bestaat uit twee traveeën, die min of meer corresponderen met de traveeën van de zijbeuk, behalve de meest oostelijke, die smaller is. De gordelbogen tussen de traveeën van elke kapel zijn bedoeld om het gewelf van de zijbeuk te ondersteunen. De kapellen zijn gedekt met kruisribgewelven, met uitzondering van de meest westelijke travee, die een stergewelf heeft. De zes traveeën zijn naar de kerk toe geopend door middel van zes hoge en relatief smalle spitsboogopeningen. Elke kapel heeft twee gotische spitsboogvensters met glas in lood uit de 19e of 20e eeuw. De binnenmuren hebben nog ten dele hun decoratie van gotisch blind maaswerk met daarbinnen neogotische muurschilderingen.

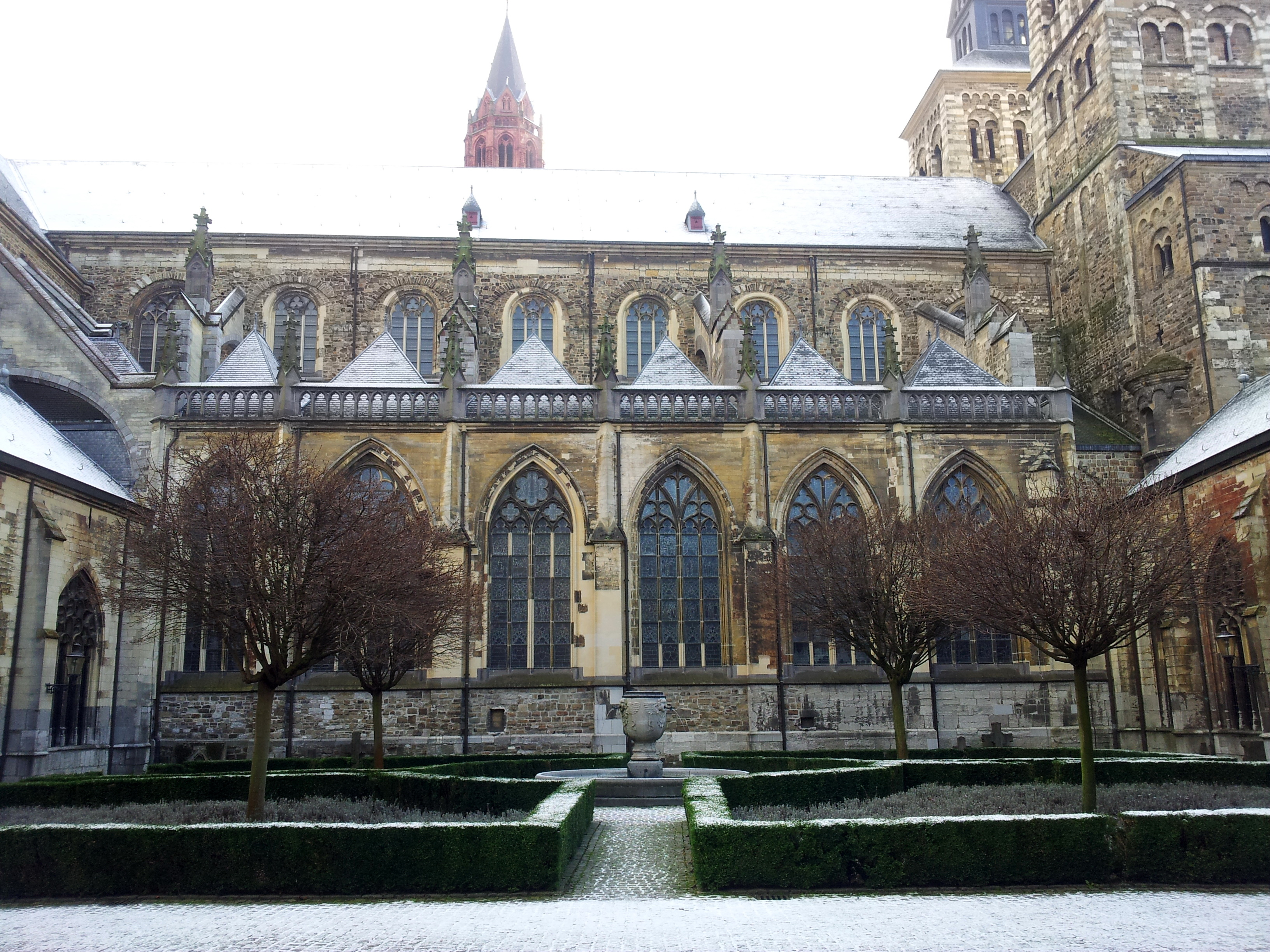
Noordelijke kapellen vanaf de pandhof
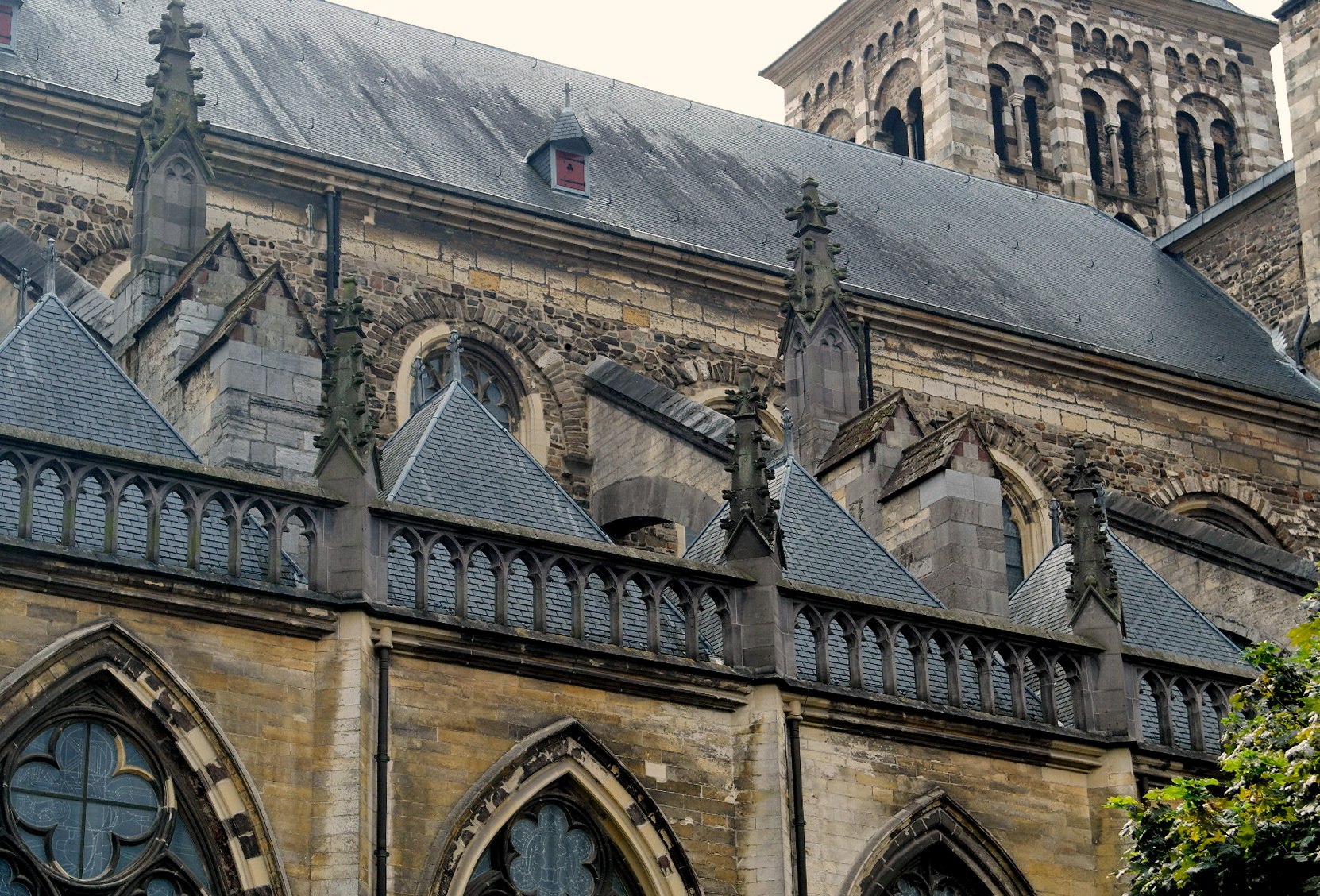
Schilddaken, luchtbogen en pinakels
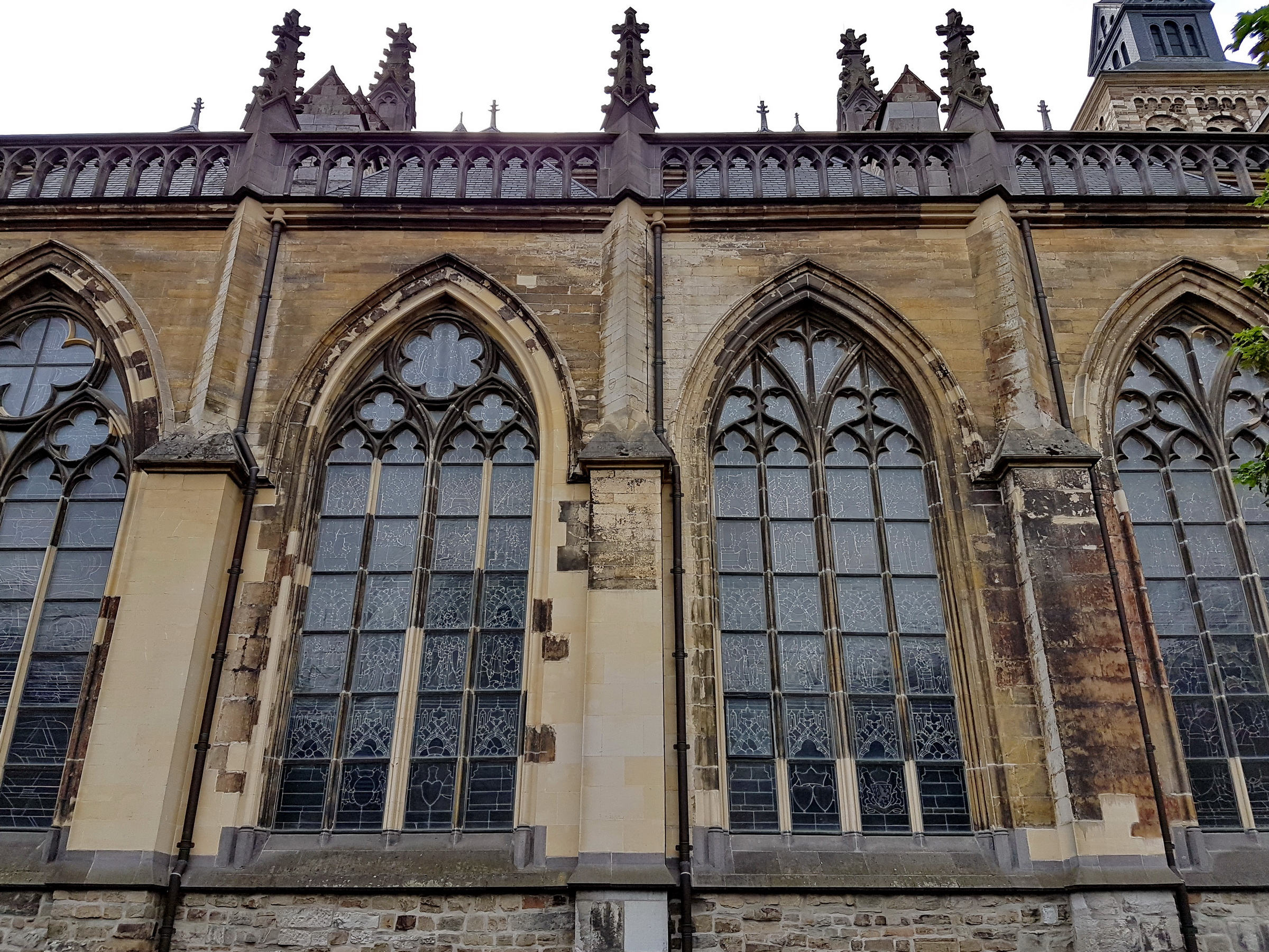
Gotische venstertraceringen
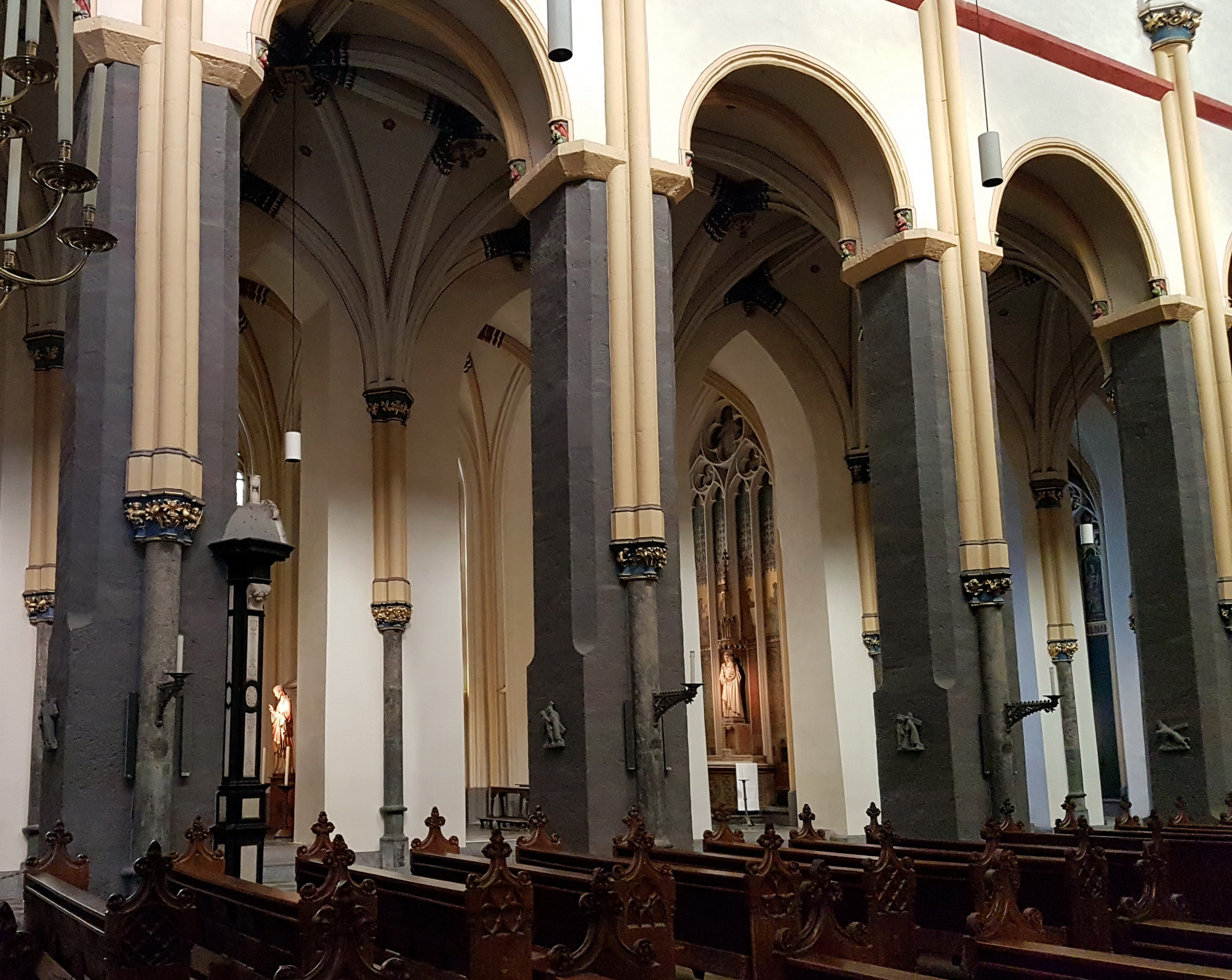
Zicht vanuit de middenbeuk op zuidbeuk en zijkapellen

### Kapel van Onze-Lieve-Vrouw, Zetel der Wijsheid

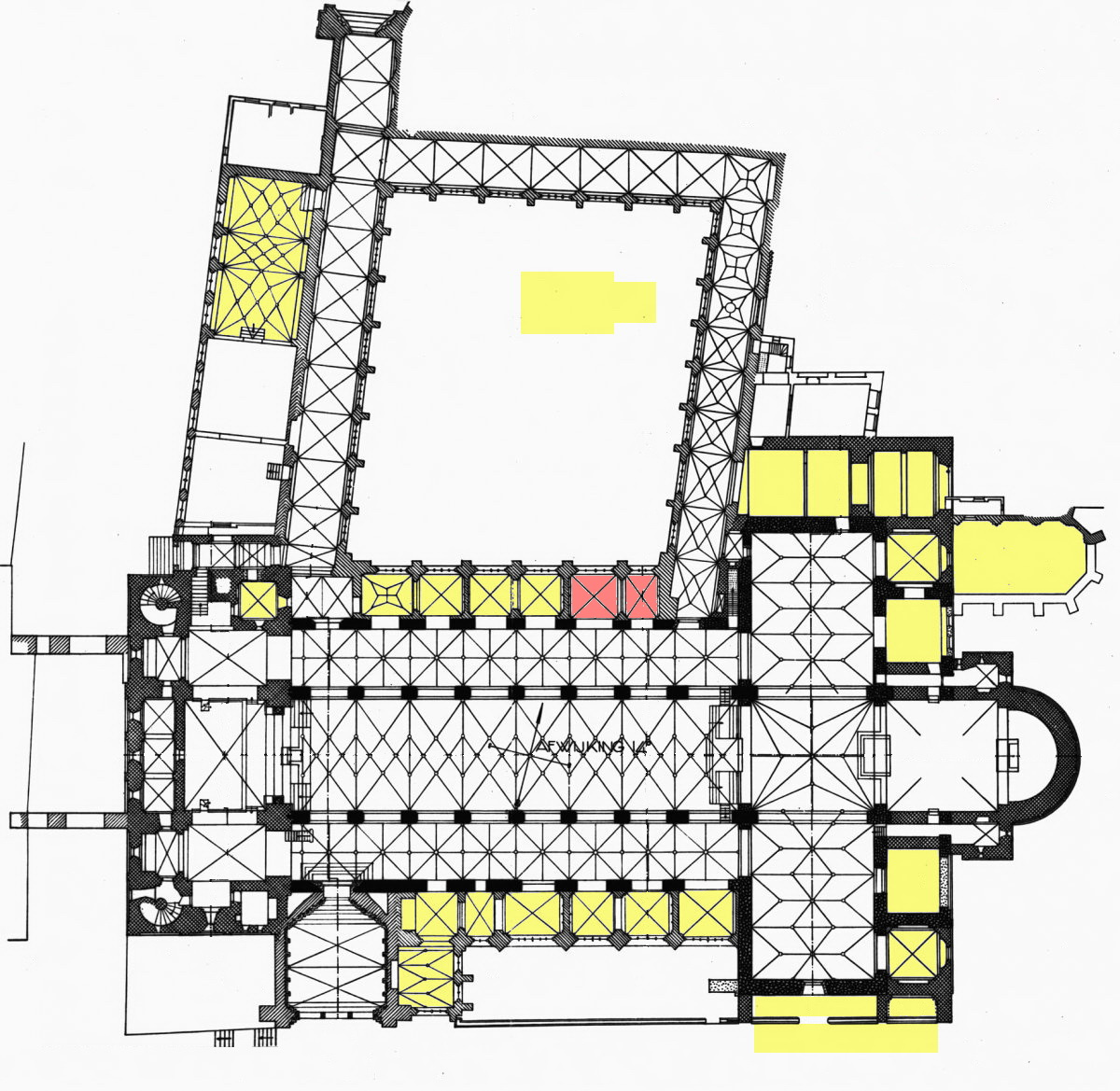
Locatie van de kapel

De meest oostelijke kapel aan de noordzijde is gewijd aan Maria, Zetel der Wijsheid, en stond vroeger bekend als kapel van de Heilige Maagd, Hoop der Hopelozen, naar het opschrift op het oude neogotische altaar. Waarschijnlijk werden hier in de 19e eeuw de heiligen Eligius en Marcoen vereerd, voordat ze omstreeks 1880 werden overgebracht naar een kapel in het noordertransept (zie hierboven). De kapel bestaat uit twee traveeën, waarbij de oostelijke aanzienlijk smaller is (vanwege de ernaast gelegen schuin lopende kruisgang - zie plattegrond). De sluitstenen van de kruisribgewelven zijn versierd met beeldhouwwerk: in de ene travee een engel met een voorwerp dat veel lijkt op een reliekhouder uit de schatkamer; in de andere God de Vader met een wereldbol. De 19e-eeuwse muurschilderingen zijn in de jaren 1980 slechts ten dele bewaard gebleven: in de oostwand ter weerszijden van de Sedes Sapientiae zijn de figuren van Sint-Bernardus en Sint-Efrem overgeschilderd, terwijl daarboven een van de vier engelen met teksten uit de litanie van Loreto ontbreekt. De westwand, eveneens met aanroepingen van Maria uit de litanie van Loreto, is wel geheel behouden. De glas-in-loodramen zijn in 1991-94 vervangen door moderne ramen van Albert Troost, met voorstellingen van de Heilige Geest (links) en uit het Magnificat (rechts).

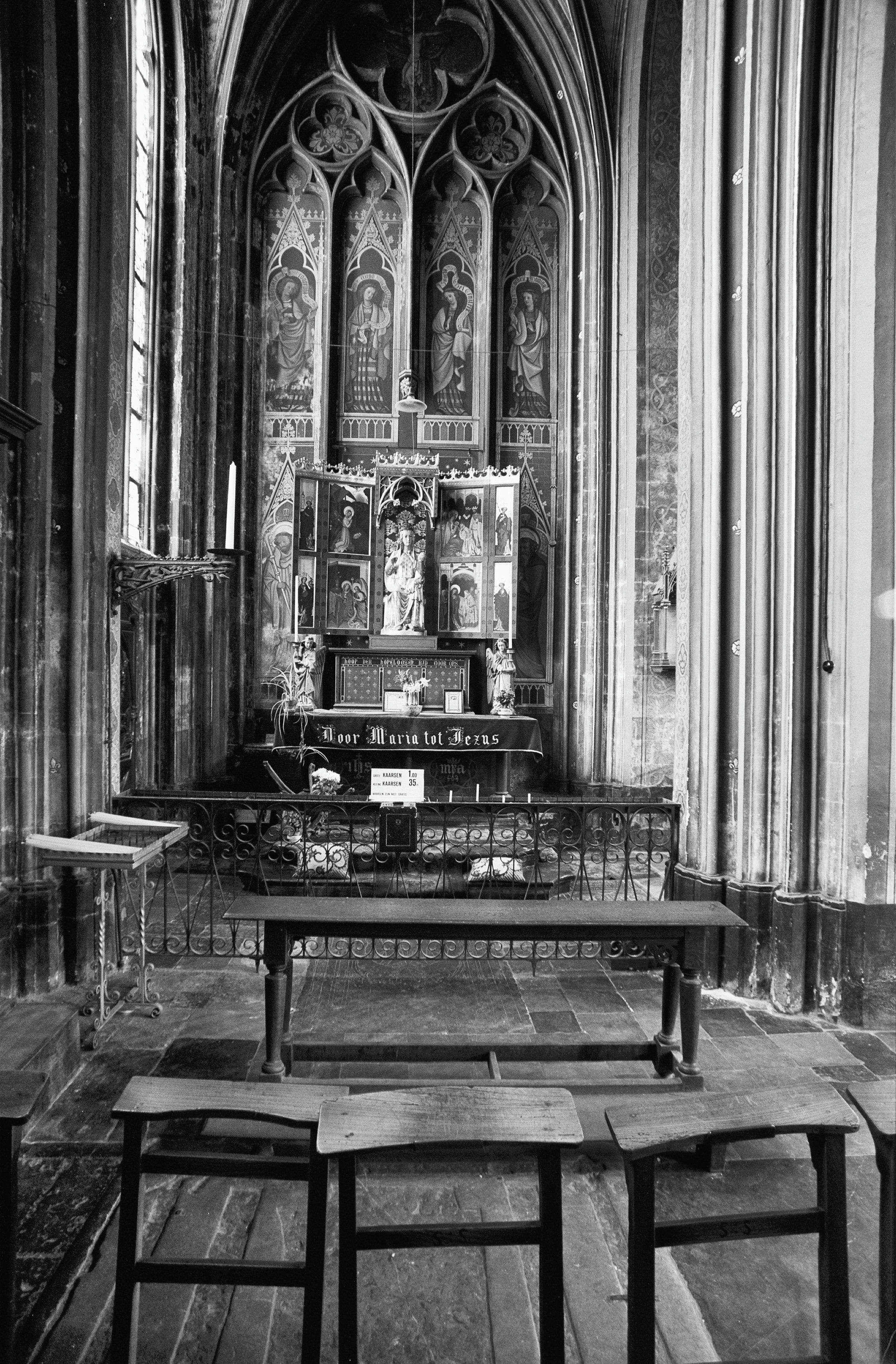
Oostwand met neogotische muurschildering in 1978
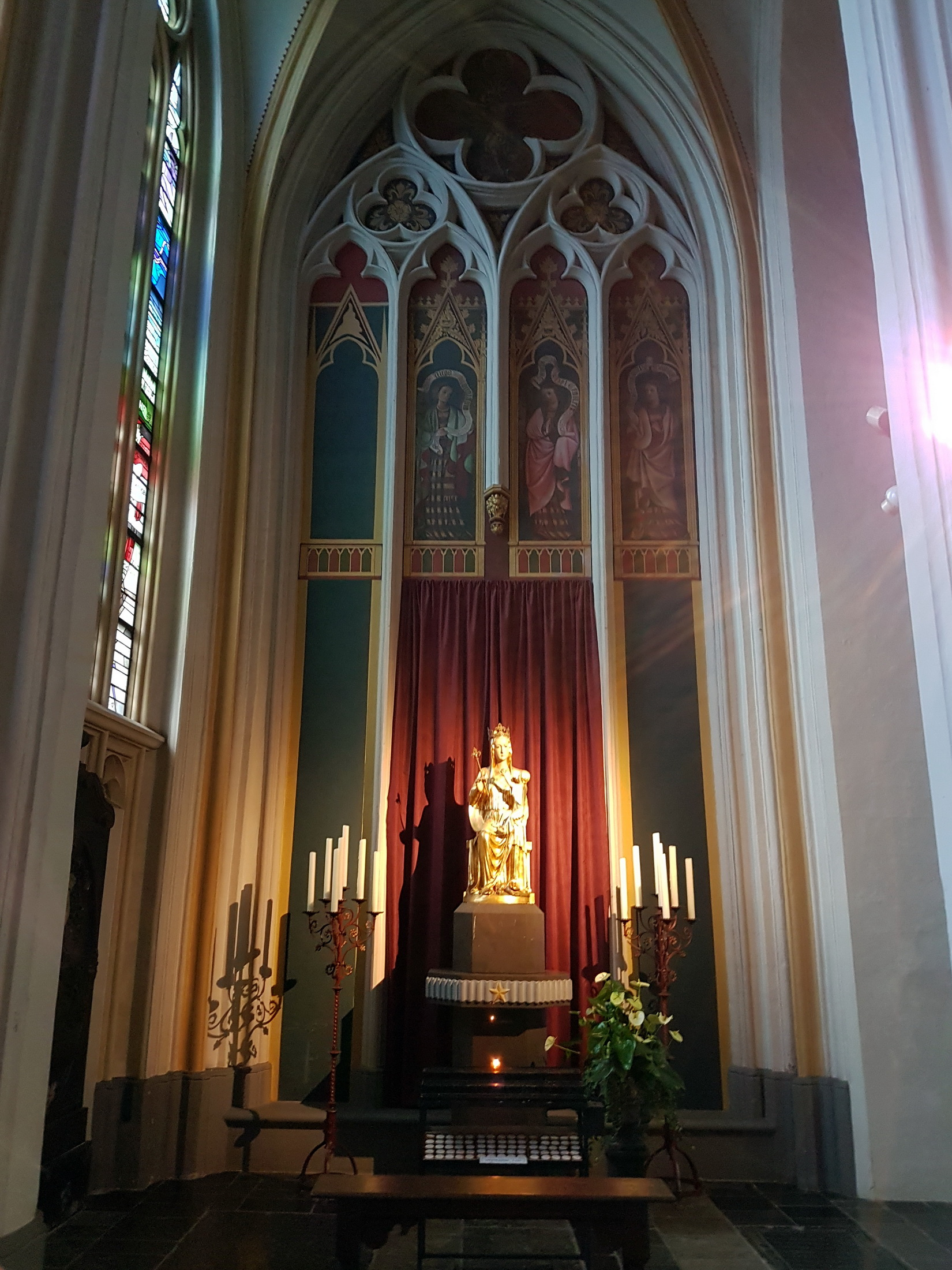
Idem na restauratie met deels verdwenen schilderingen
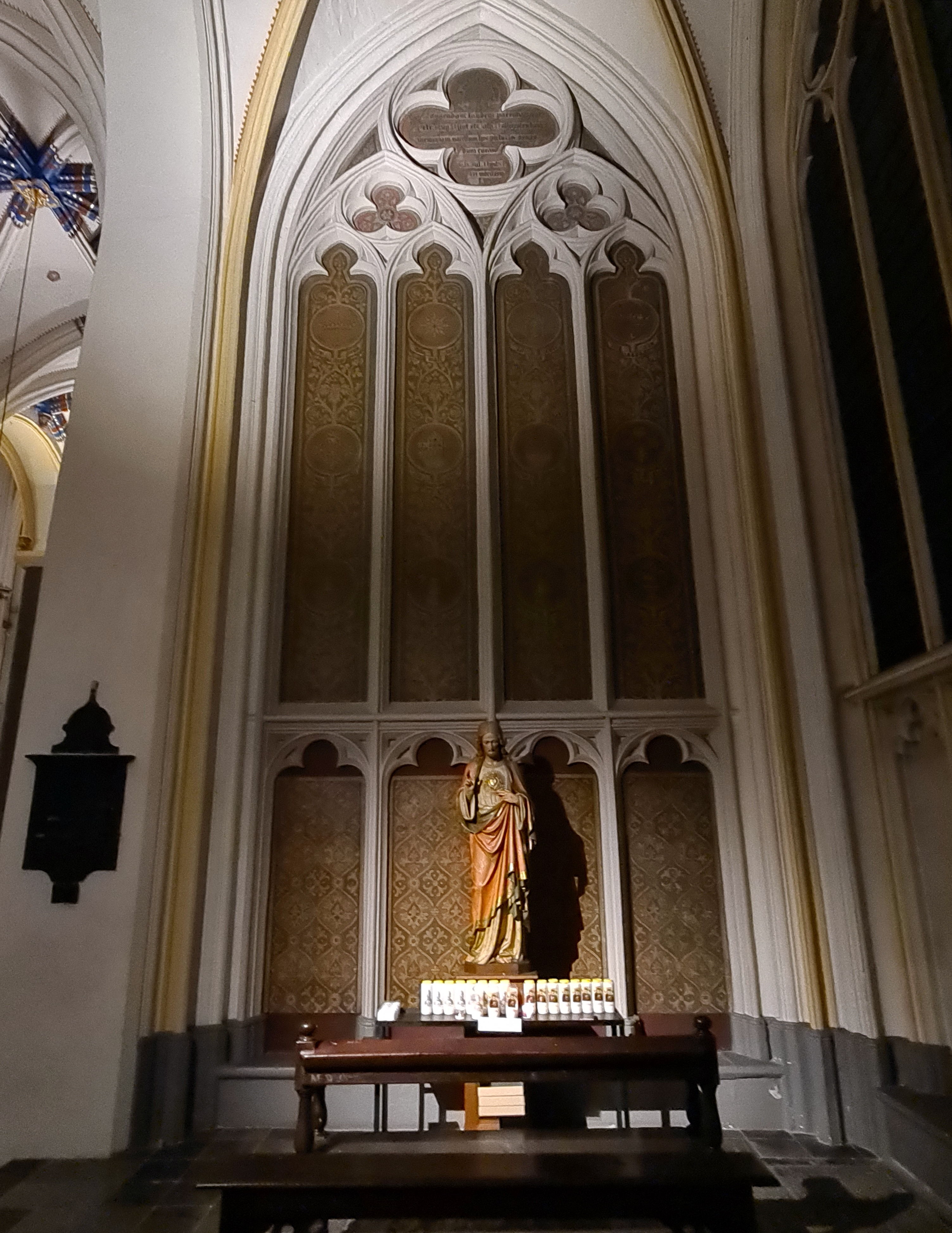
Westwand met neogotische muurschildering
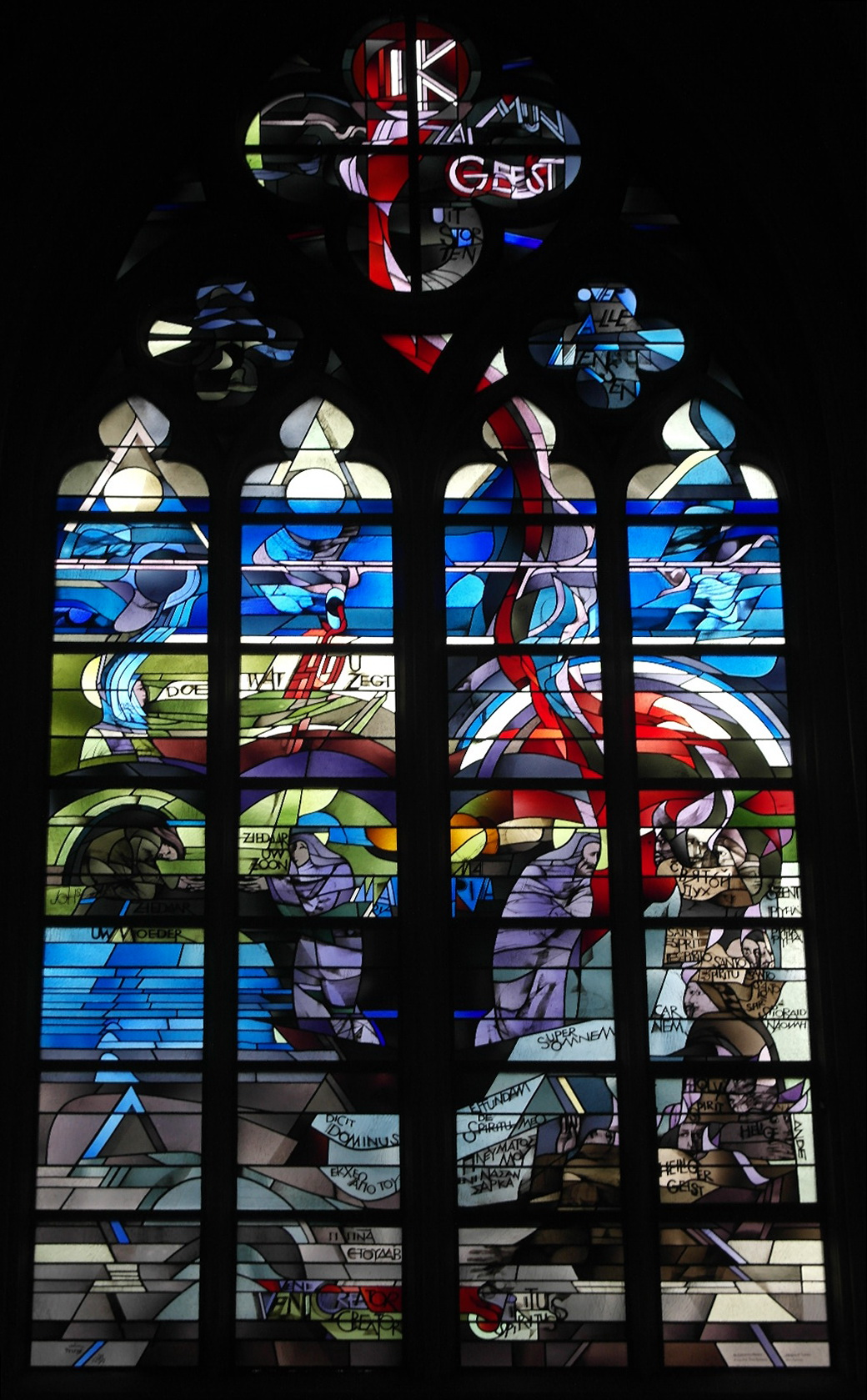
Modern glas-in-loodraam

In de kapel bevinden zich enkele grafzerken, waarvan de grootste circa 220 x 120 cm meet en in twee stukken is gebroken. De 14e-eeuwse zerk toont een eenvoudige lijntekening van een priester die zijn handen vouwt boven een kelk, onder een versierde gotische spitsboog. Volgens het slechts ten dele leesbare randschrift is deze Tilmanus de Frens de schenker van de kapel.
Op de pijler tussen kapel en noordelijke zijbeuk is een epitaaf bevestigd voor Theodoricus van Dordt, kanunnik van Sint-Servaas († 15 december 1602) en zijn verwante Johannes van Best Dordt, kanunnik van de Heilig Kruiskerk in Luik († 13 augustus 1615). Het reliëf toont twee geknielde kanunniken voor een kruisbeeld. Onder het rechter glas-in-loodvenster bevindt zich een epitaaf van Henricus Franciscus de Bounam, ofwel Bonhomme († 16 augustus 1742), gedurende 69 jaar kanunnik en 49 jaar deken van het kapittel.
In de kapel staat een Maaslands Mariabeeld van het type Sedes Sapientiae uit circa 1275. Waarschijnlijk bevond dit beeld zich oorspronkelijk in het westkoor, waar het geplaatst was tegen de achterzijde van het retabel of dubbelreliëf, behorende bij het 12e-eeuwse westwerkaltaar. Het beeld van de tronende Maria met Kind raakte in de plunderingen na het beleg van 1579 zijn (zilveren?) kroon en rozenkrans kwijt. Het beeld werd in 1872 gerestaureerd en geplaatst op een neogotisch altaar, dat omstreeks 1990 werd vervangen door de huidige hardstenen sokkel. Tegen de westwand van de kapel staat een typisch 19e-eeuwse Heilig Hartbeeld. Het beeld stond tot 2018 in de Kapel van de Heilige Bisschoppen van Maastricht (zie hieronder).

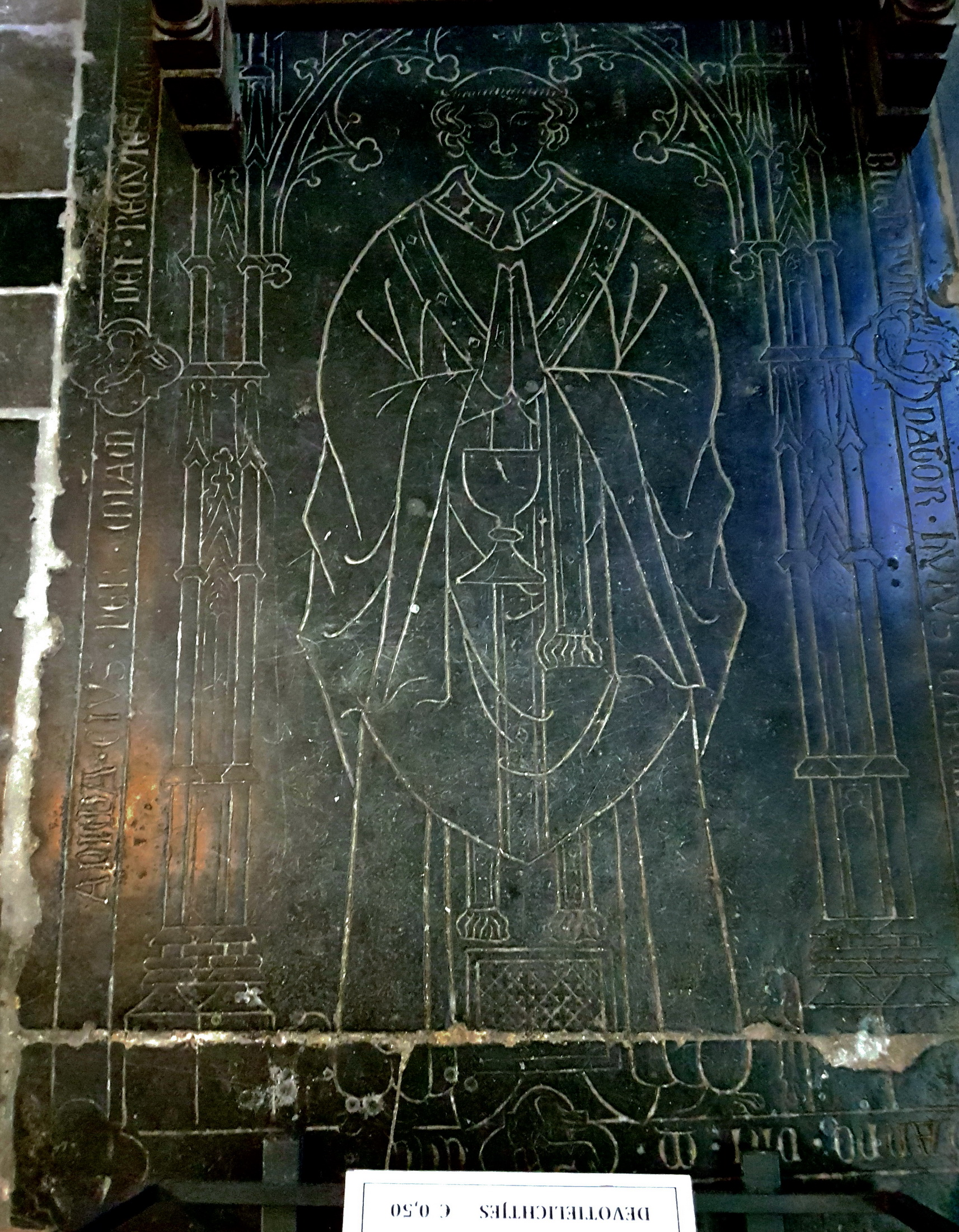
Grafzerk, 14e eeuw
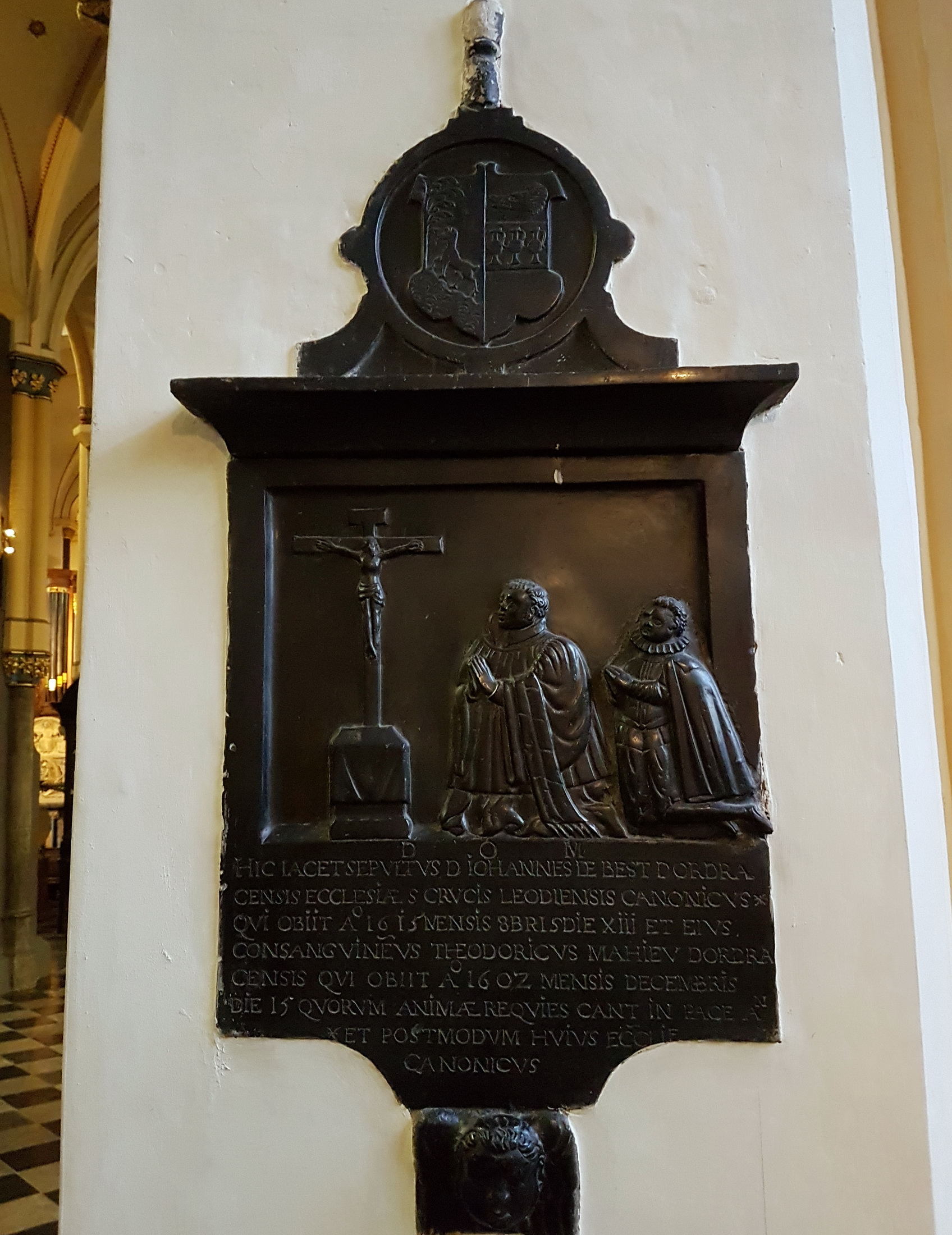
Epitaaf uit ca. 1615
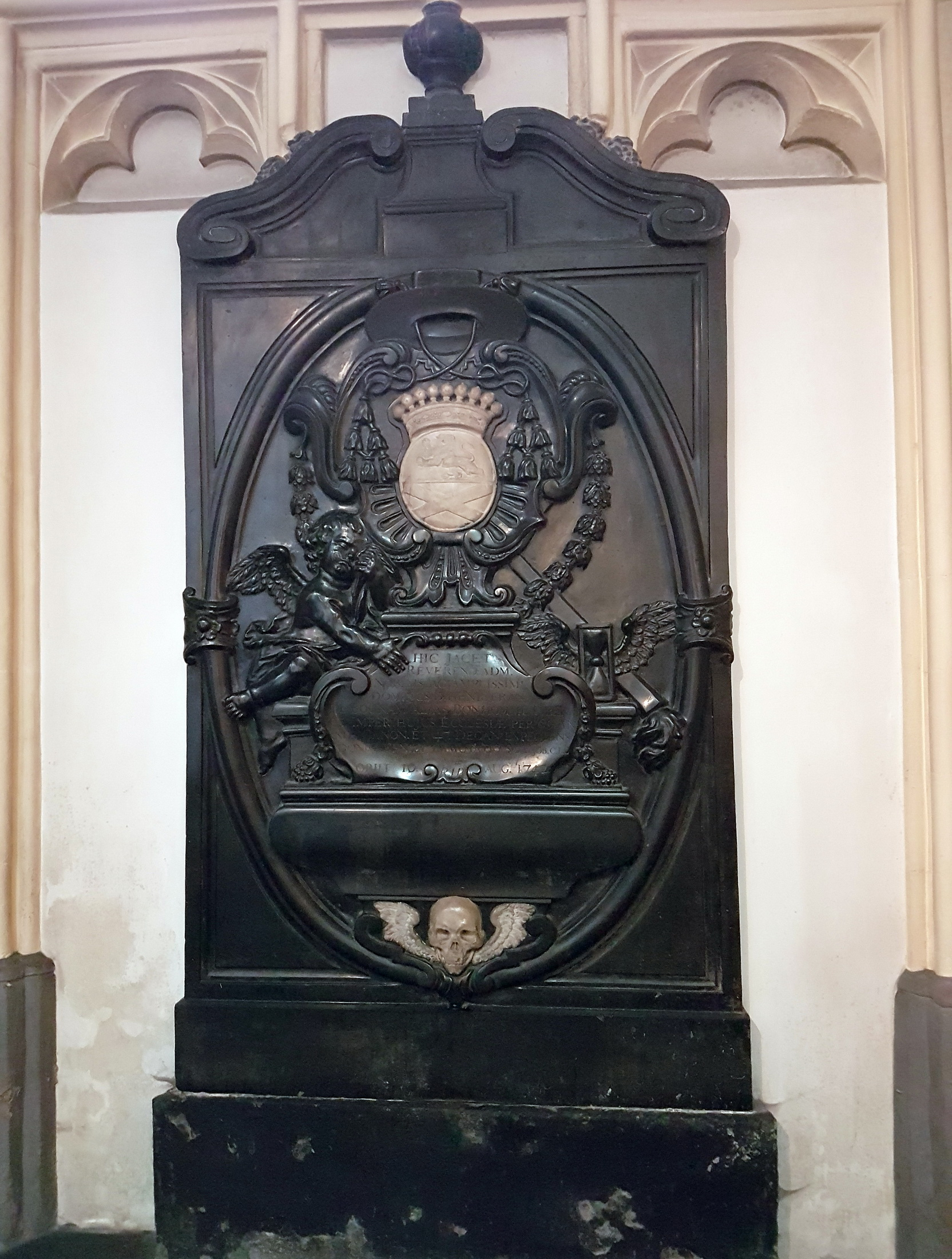
Epitaaf uit 1742
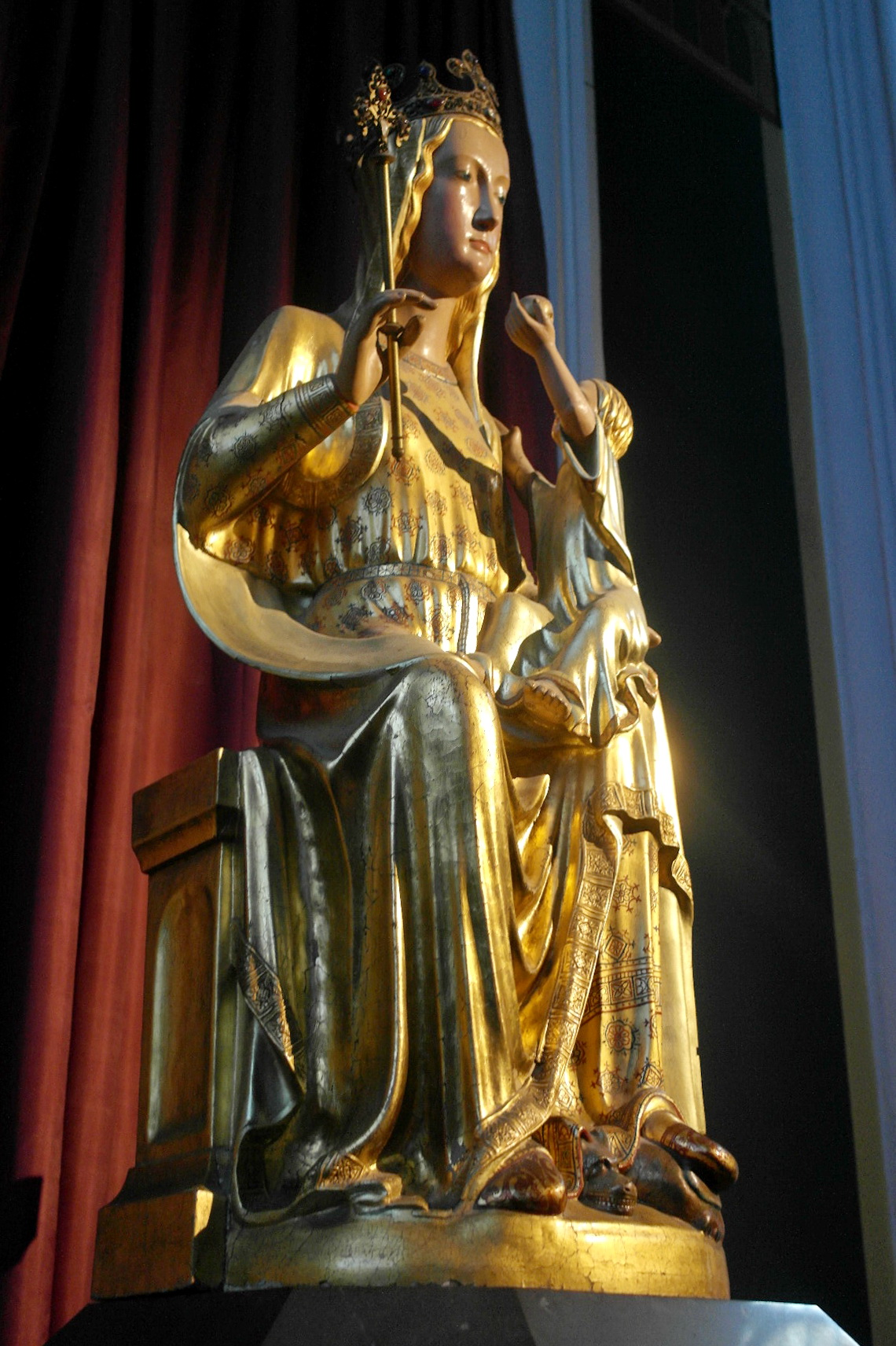
Sedes sapientiae, ca. 1275

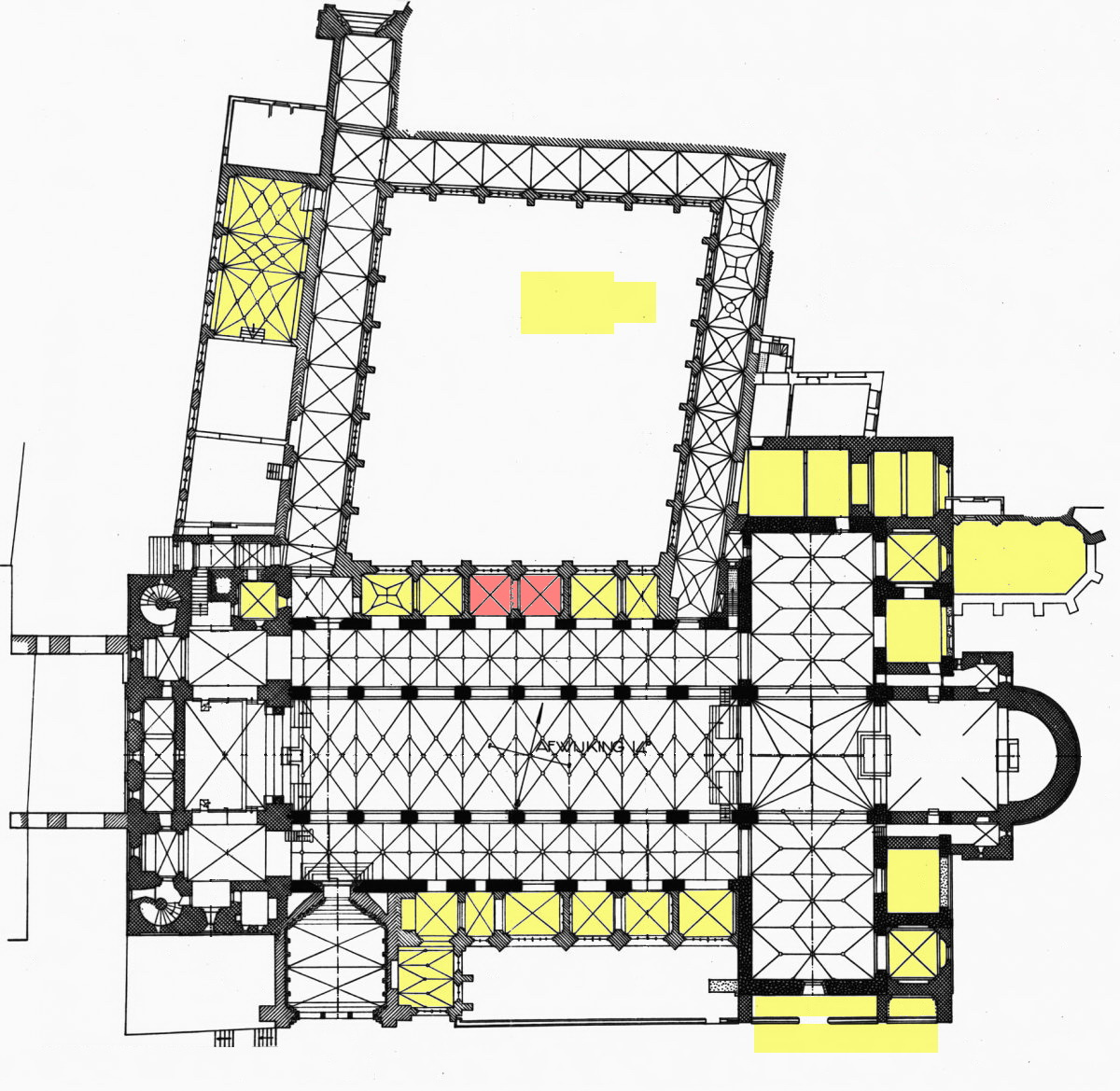
Locatie van de kapel

### Sint-Antonius-van-Paduakapel
De middelste kapel grenzend aan de noordbeuk is gewijd aan de heilige Antonius van Padua. Volgens een tekening van Philippe van Gulpen uit het midden van de 19e eeuw was de kapel toen gewijd aan de heilige Filomena. Ook deze kapel bestaat uit twee traveeën, die voor 1800 afzonderlijke kapellen vormden. De sluitsteen van het kruisribgewelf in de westelijke travee is versierd met vier gebeeldhouwde cherubijnen met schilden en daarop een kruis en de letters A, T, IHS geschilderd; in de oostelijke travee is op de sluitsteen een vijfpuntige ster met het wapen van het kapittel afgebeeld. De neogotische wanddecoraties zijn alleen op de oostwand bewaard gebleven. De glas-in-loodramen met scènes uit het leven van Sint-Lambertus dateren uit 1875 en zijn afkomstig van de firma Nicolas in Roermond.

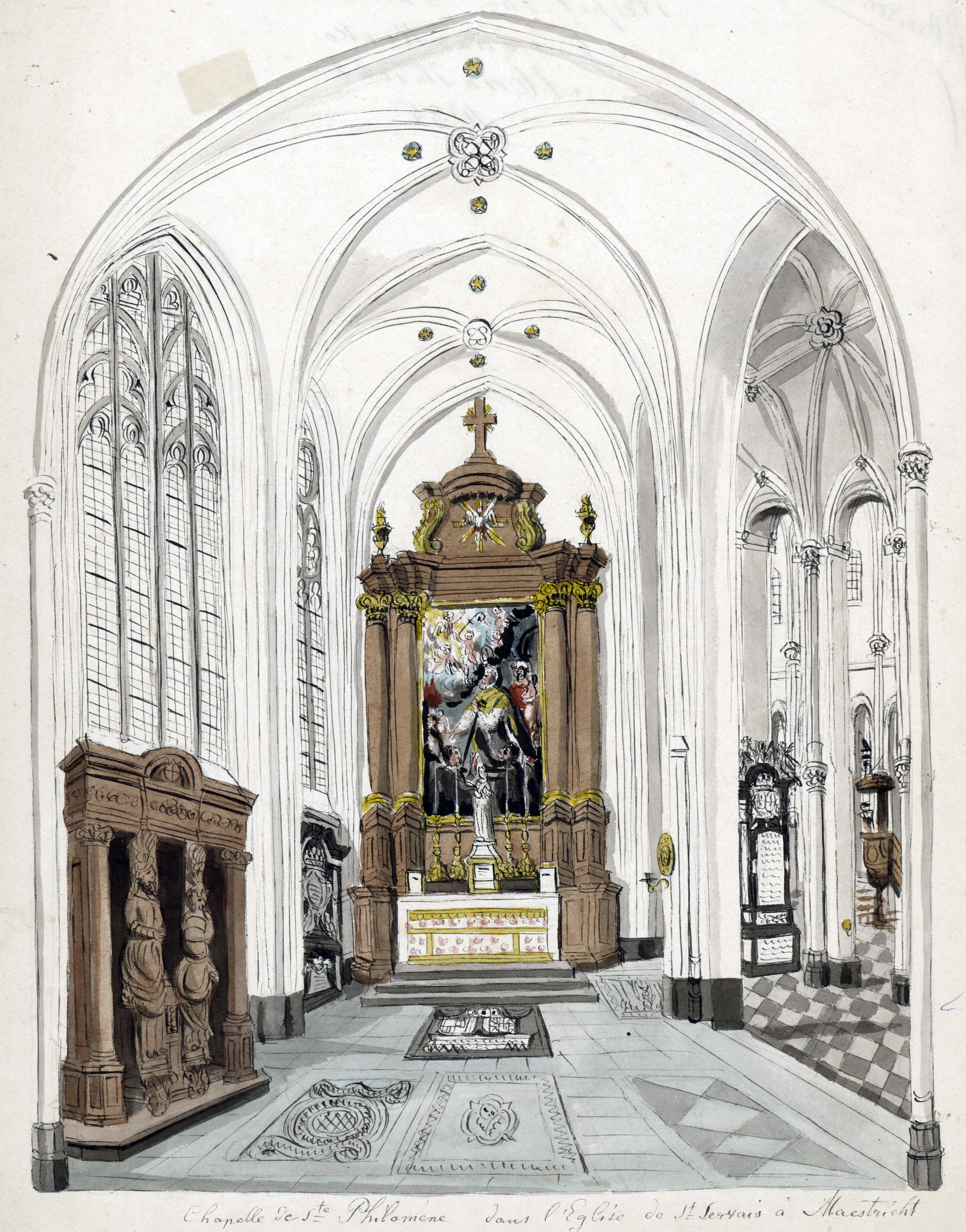
De kapel met Filomena-altaar (Ph. van Gulpen, 1839)
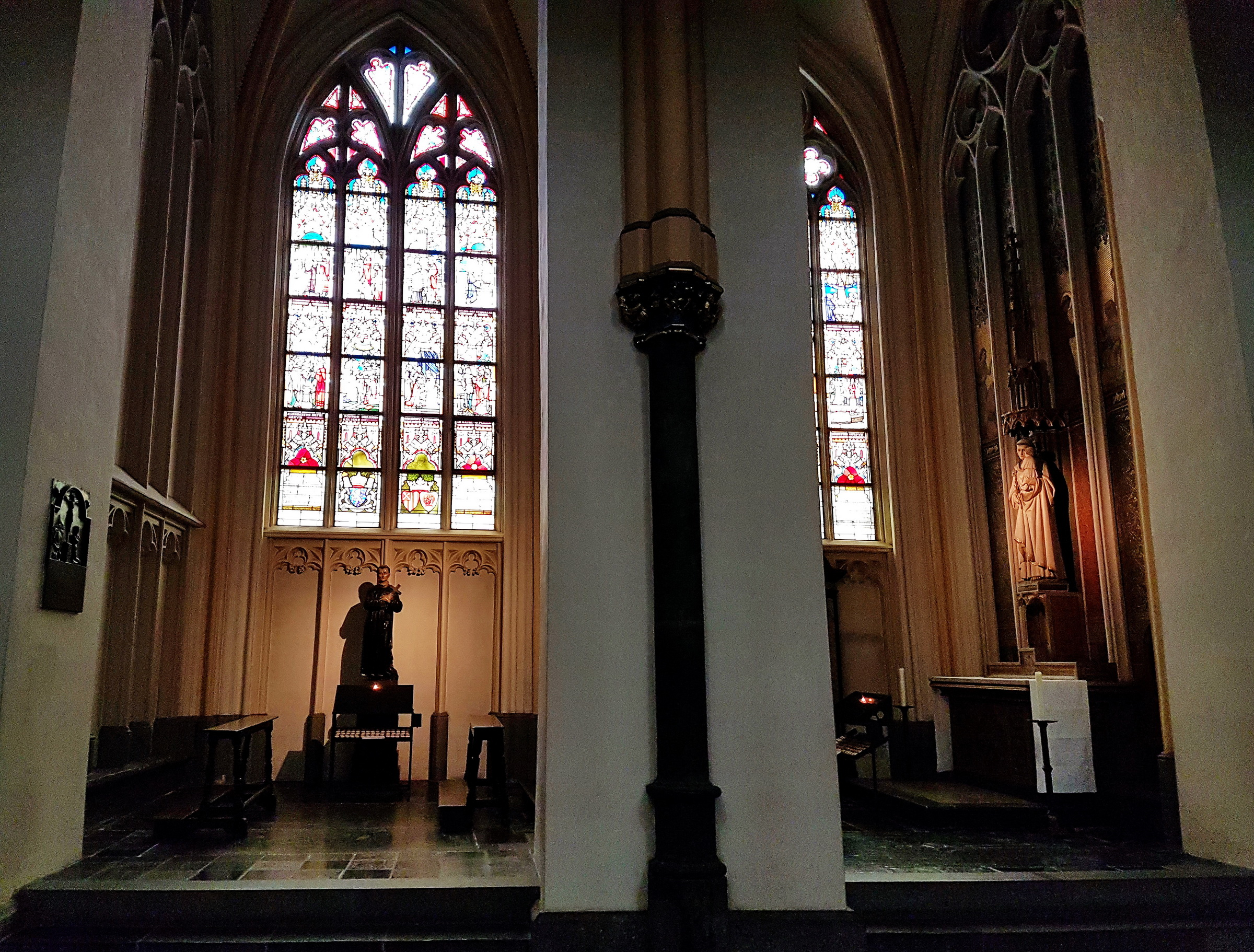
Zicht vanuit de noordbeuk. Links Gerardus
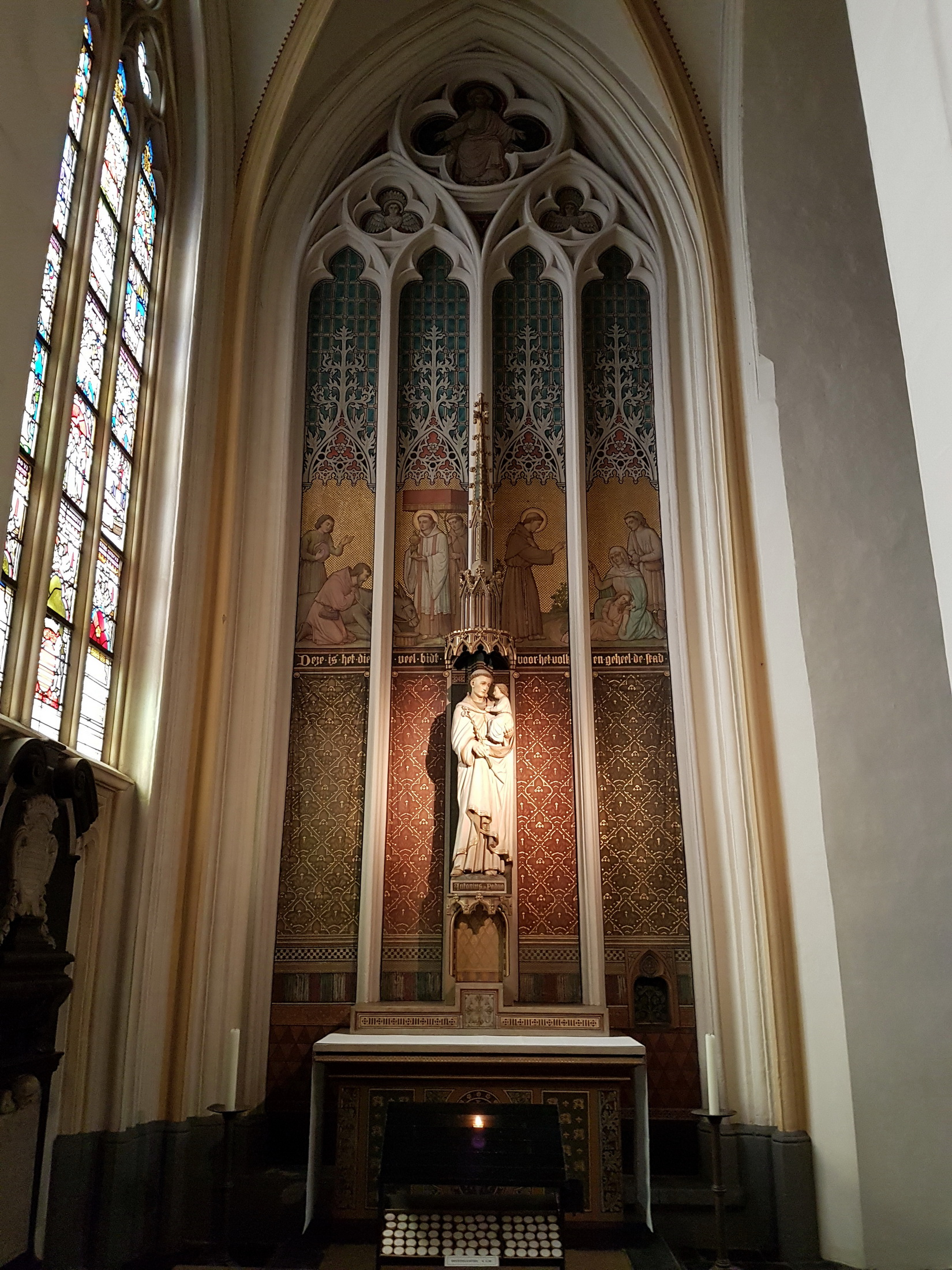
Oostwand met neogotische muurschildering
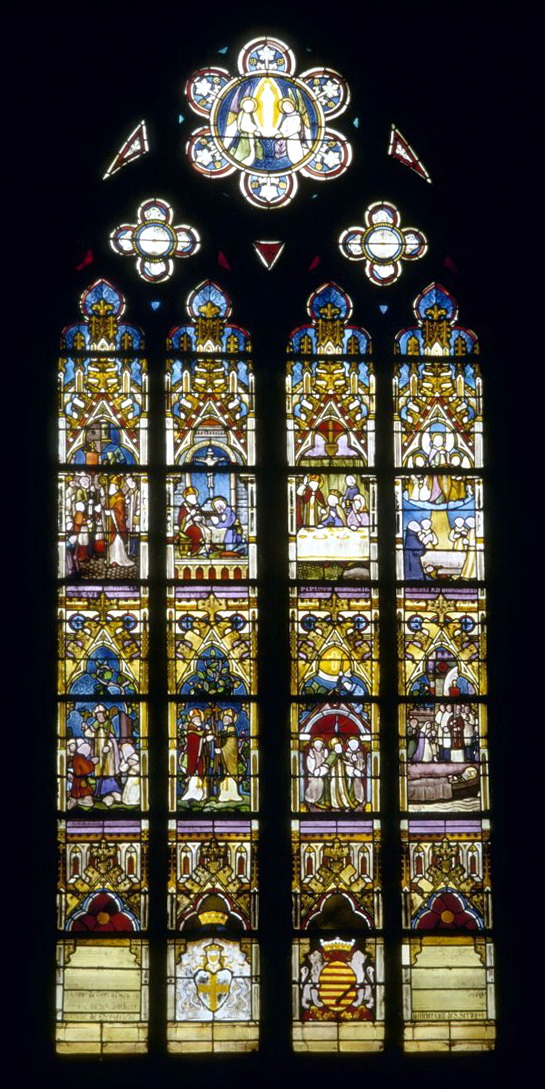
Neogotisch venster met leven van Sint-Lambertus

In de kapel liggen diverse grafzerken. De twee fraaiste exemplaren zijn wellicht die van een onbekende priester, die ooit met koper of messing was ingelegd, en die van Guillaume de Stappers († 1792), heer van Brustem, Gussenhoven, Hoog en Laag Haspengouw, enz. Onder het rechtervenster is de zwart met wit marmeren epitaaf van Joseph van Meer uit 1721 geplaatst. Een ouder epitaaf van Octavio Poccobelle uit 1600 bevindt zich tegen een pijler tussen de zijbeuk en de kapel. Het toont een krijgsman in volle wapenrusting knielend op een kussen voor de gekruisigde Christus. Het beeld van Sint-Antonius staat op een altaar onder een uitbundig neogotisch baldakijn, een motief dat terugkeert in de muurschildering op de achtergrond die het leven van Antonius tot onderwerp heeft. In de westelijke travee staat een devotiebeeld van de heilige Gerardus Majella met een kaarsenrek.

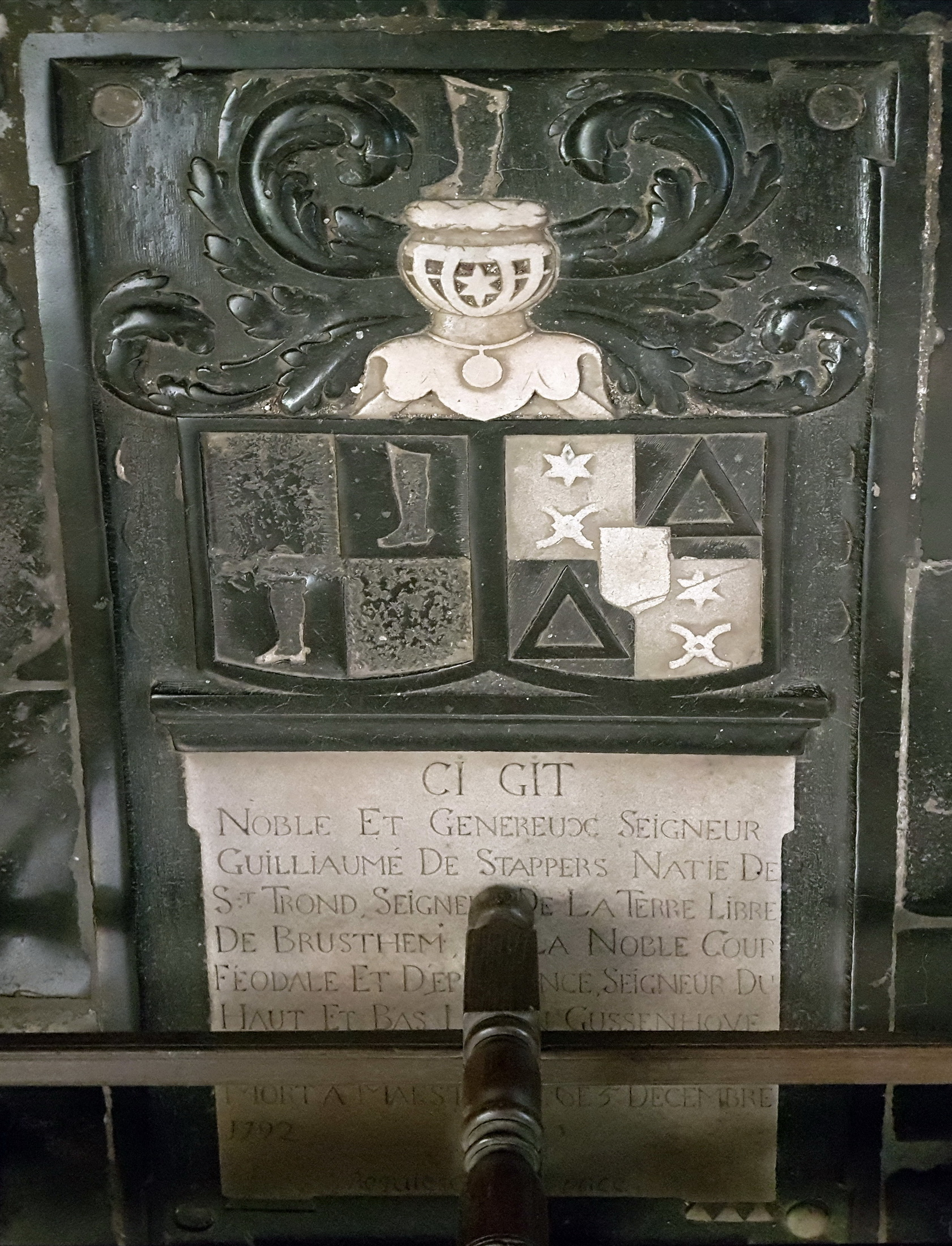
Grafzerk Guillaume de Stappers, 1792
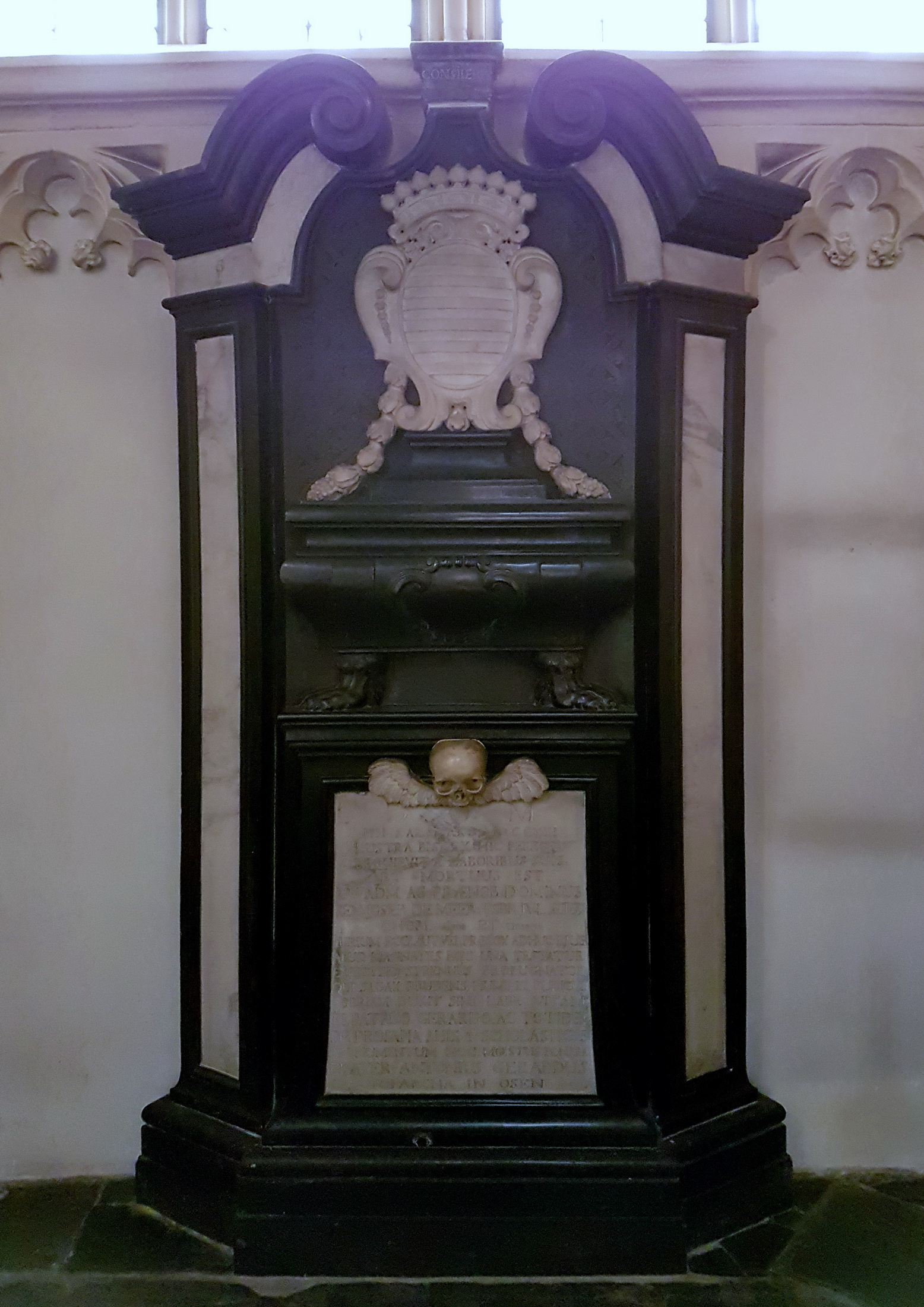
Grafmonument Joseph van Meer, 1721
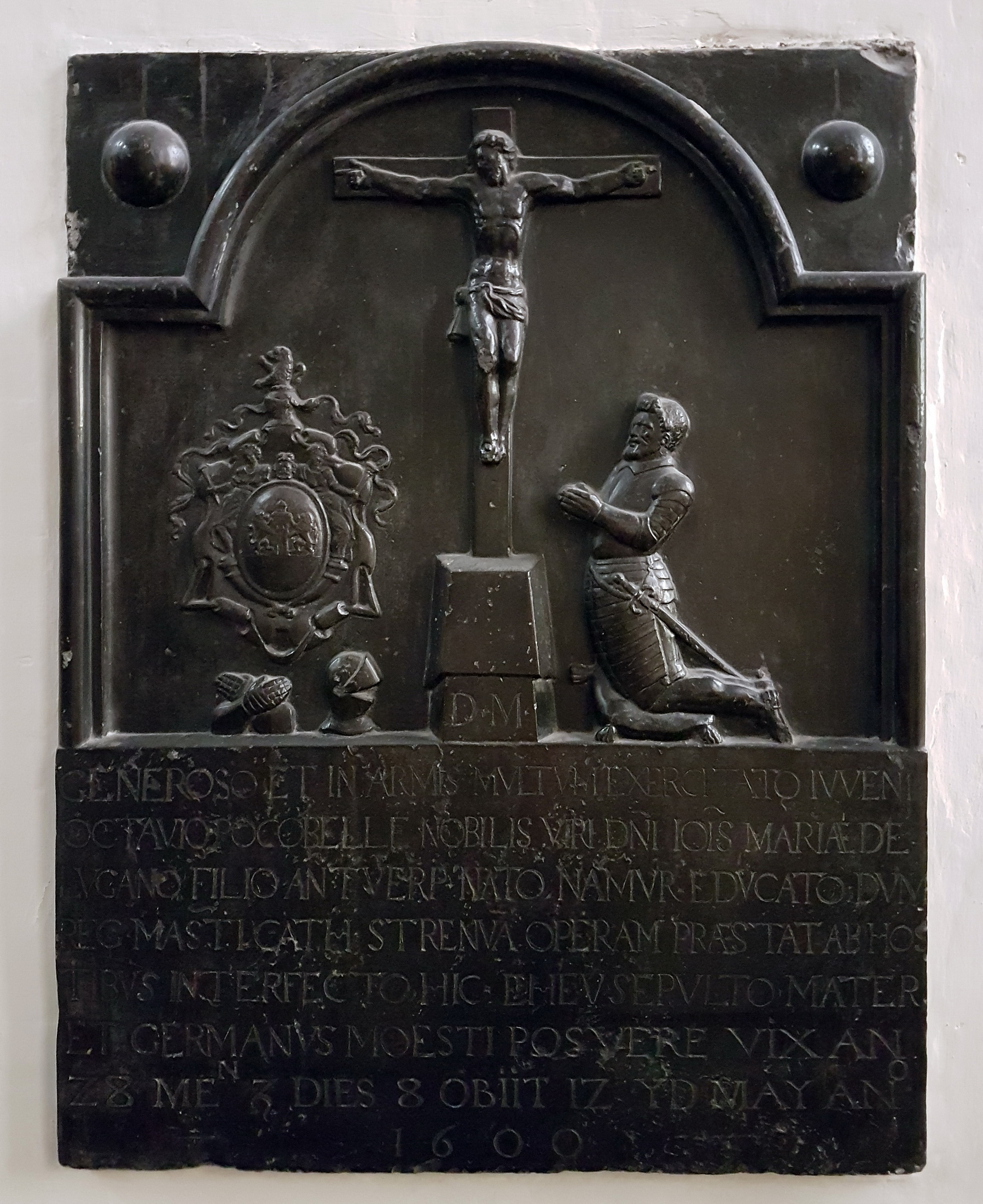
Epitaaf Octavio Poccobelle, 1600
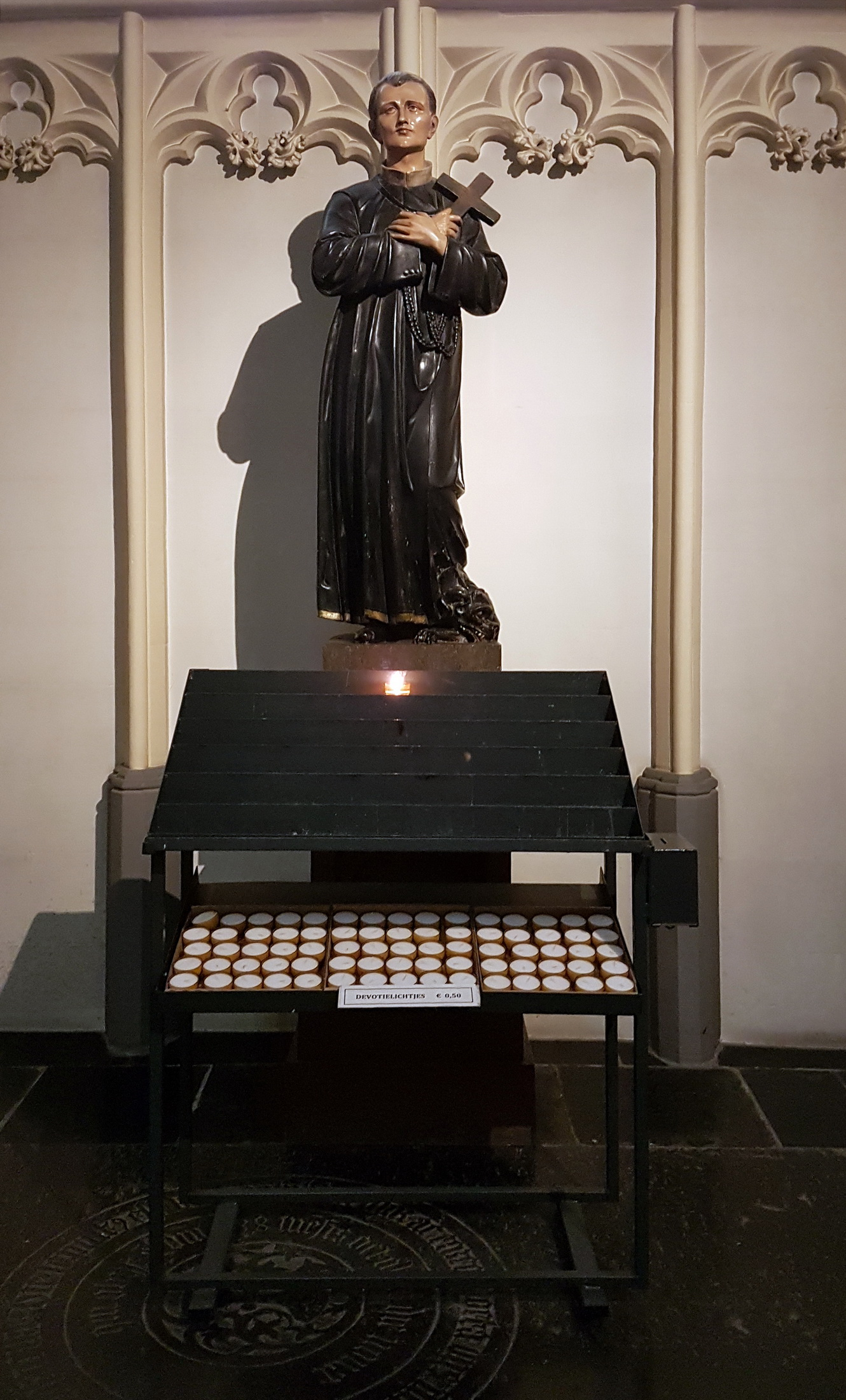
Devotiebeeld H. Gerardus Majella

### Kapel van de Heilige Bisschoppen van Maastricht

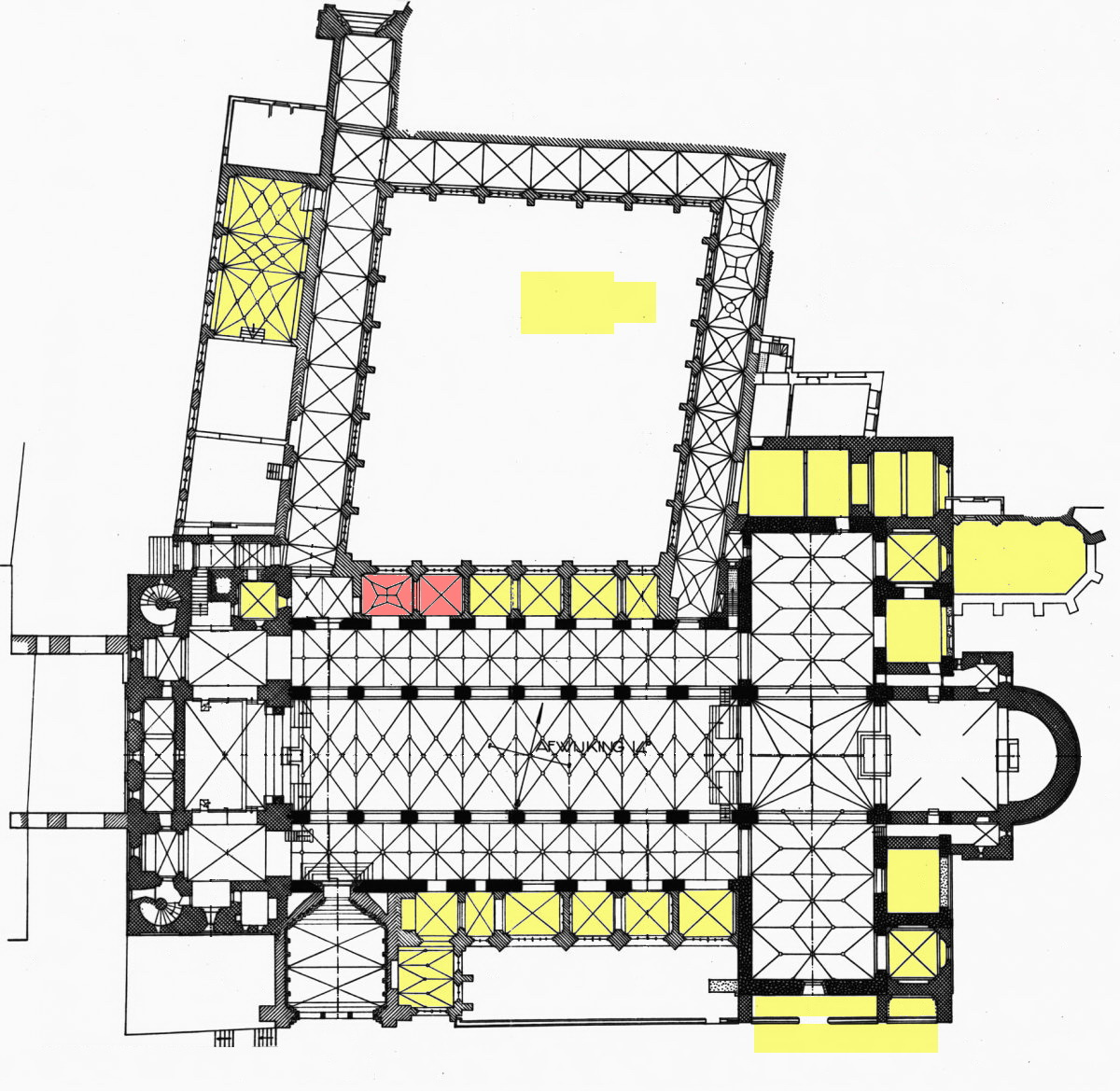
Locatie van de kapel

Ook deze kapel bestond vroeger uit twee aparte kapellen. De oostelijke travee was oorspronkelijk gewijd aan de heilige martelaren Hermes en Erasmus. Na de samenvoeging van de twee traveeën werden hier de heilige bisschoppen Monulfus en Gondulfus vereerd. De oude situatie is nog te herkennen aan de dubbele ingangen vanuit de kerk, waarvan de rechter van later datum is. Op tekeningen en schilderijen uit het midden van de 19e eeuw is te zien dat het drieluik dat tegenwoordig tegen de westwand van de kapel hangt (zie hieronder), toen als altaarretabel tegen de oostwand hing. Na de restauratie in de jaren 1980 was de kapel aanvankelijk gewijd aan het Heilig Hart van Jezus, maar sinds 2018(?) aan de heilige bisschoppen van Maastricht.
De kapel heeft een deel van zijn middeleeuwse en laat-19e-eeuwse inrichting bewaard. De westelijke travee wordt gedekt door een netgewelf, dat steunt op gebeeldhouwde consoles. De sluitsteen van het kruisribgewelf in de oostelijke travee is versierd met een engel en twee wapenschilden, waarop de letters S en L zijn geschilderd. De oostwand en een deel van de noordwand, naast het glas-in-loodvenster, hebben gotische blindtraceringen. De glas-in-loodramen zijn ook hier geleverd door Frans Nicolas. Onder de verschillende heiligen die zijn afgebeeld zijn Monulfus en Gondulfus te herkennen.

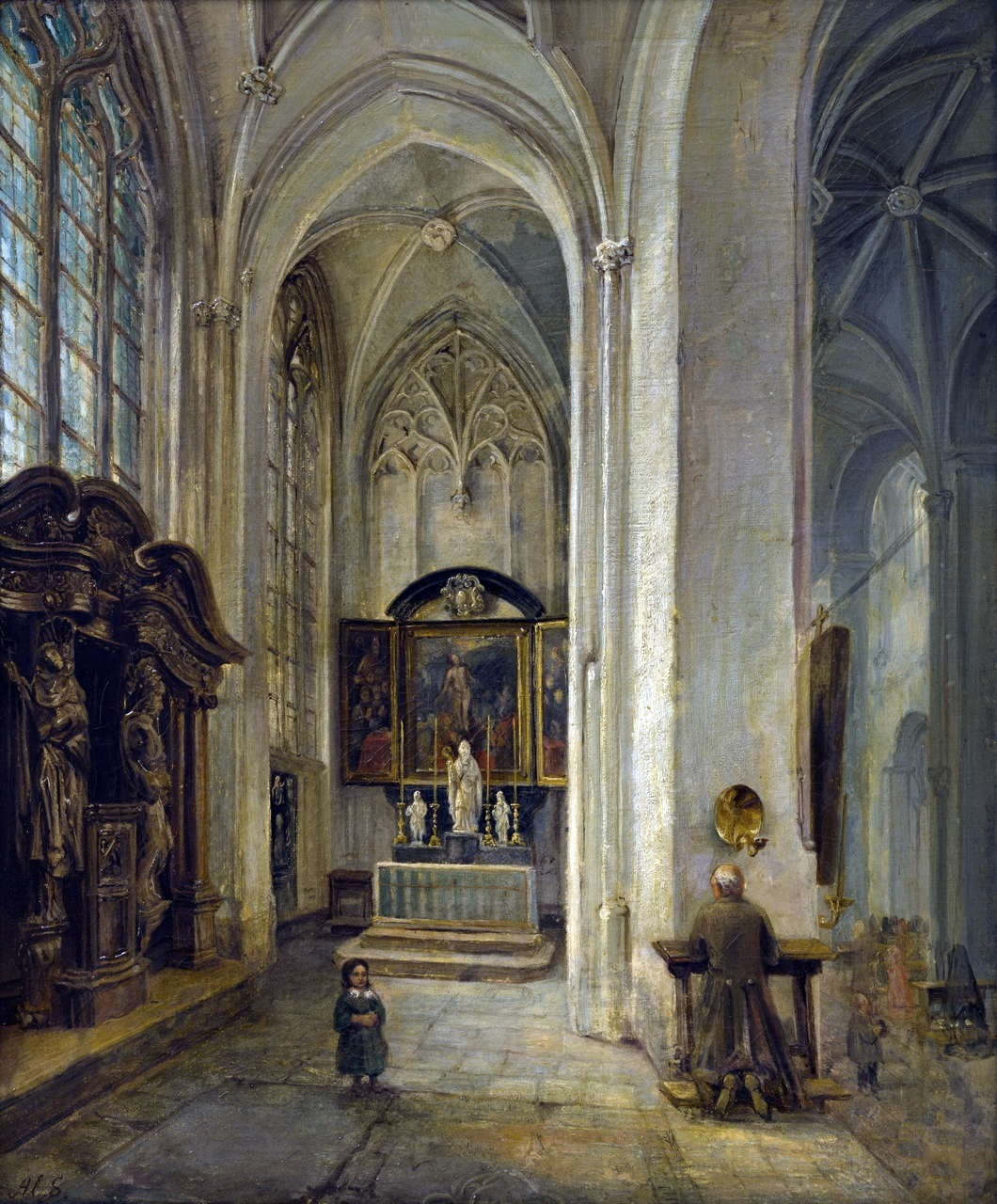
De kapel rond het midden van de 19e eeuw
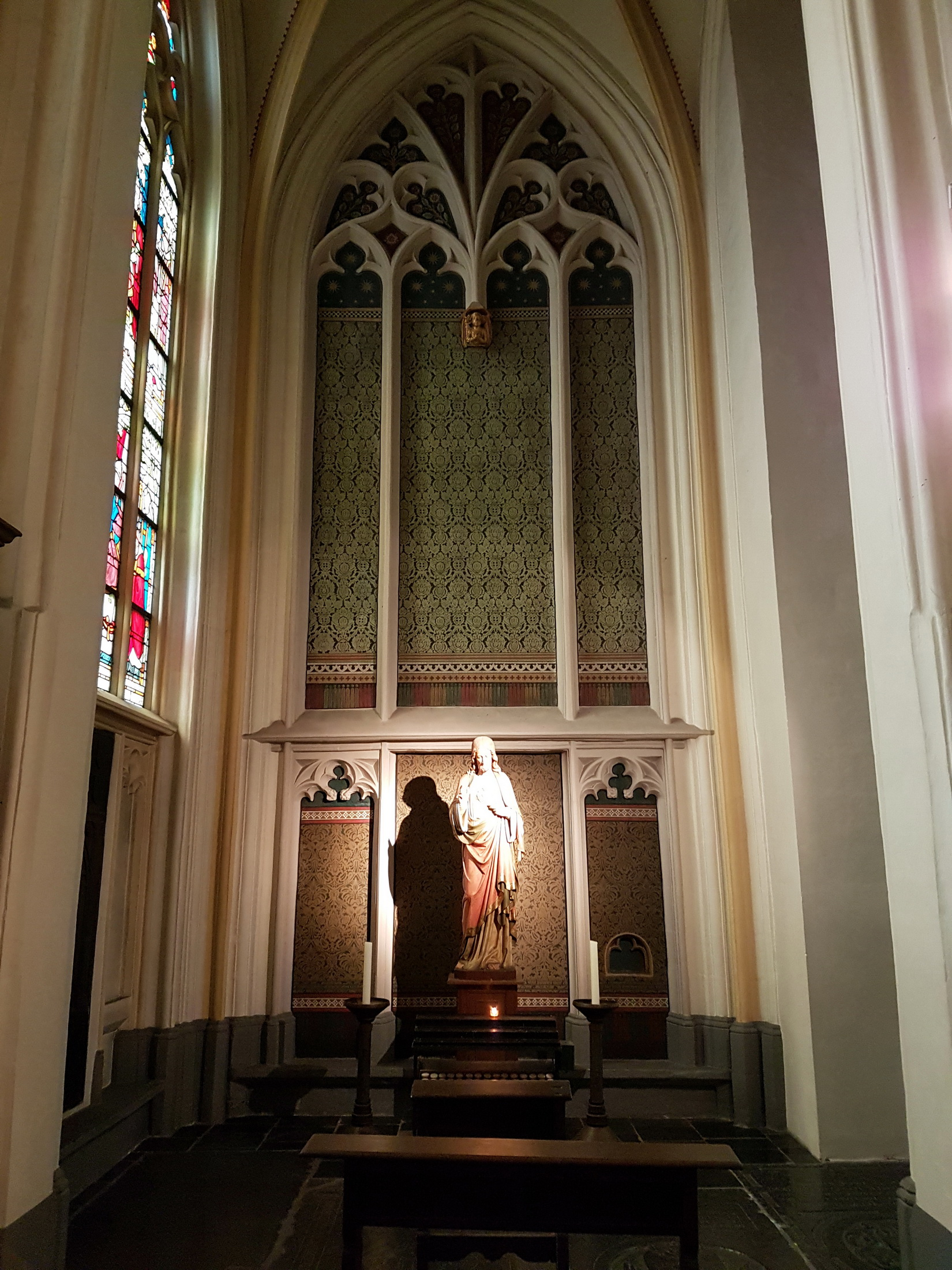
Neogotisch beschilderde oostwand en Heilig Hartbeeld
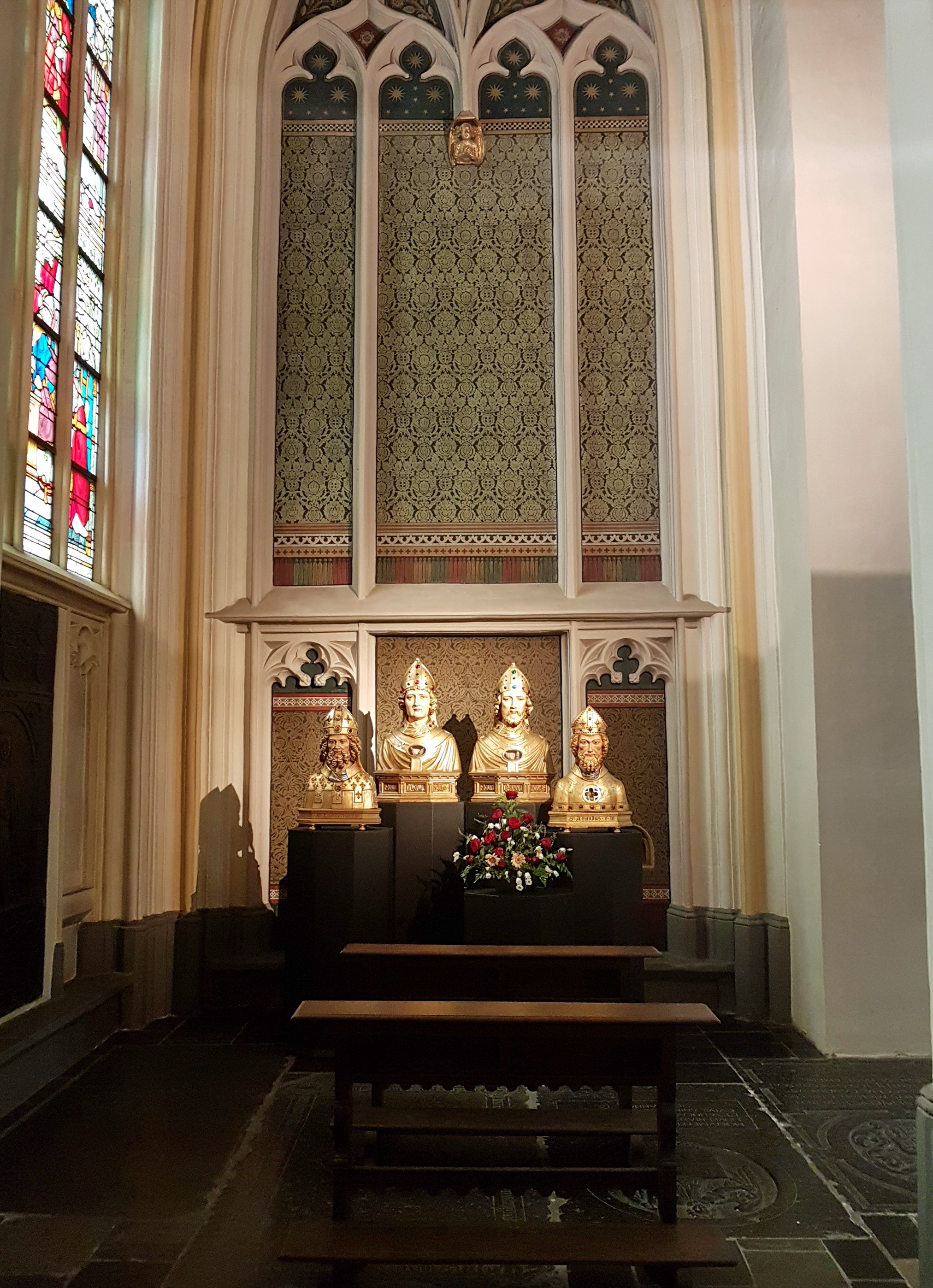
Dezelfde wand in 2022 met reliekbustes van bisschoppen
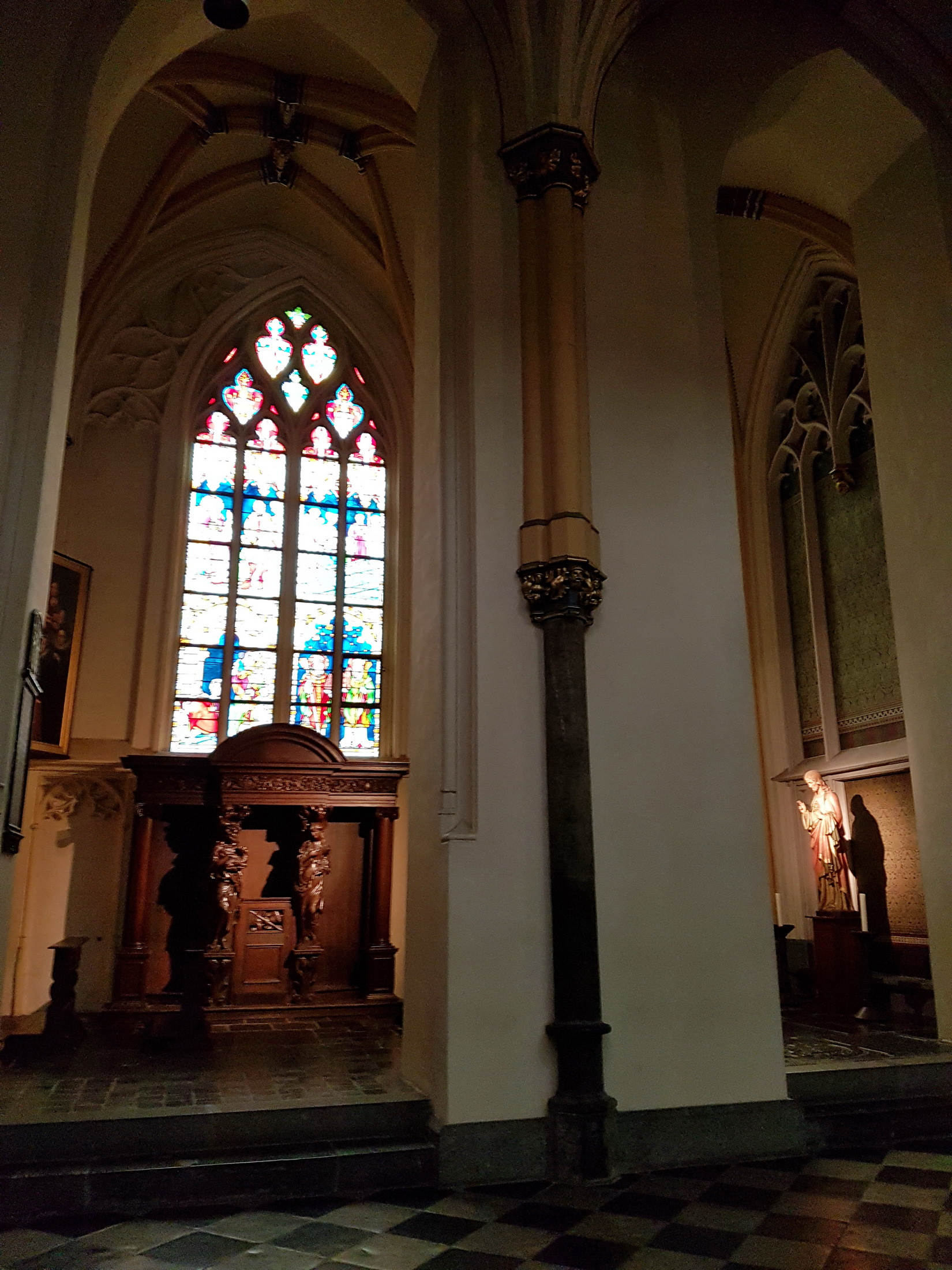
Dubbele toegang tot de kapel vanaf de zijbeuk

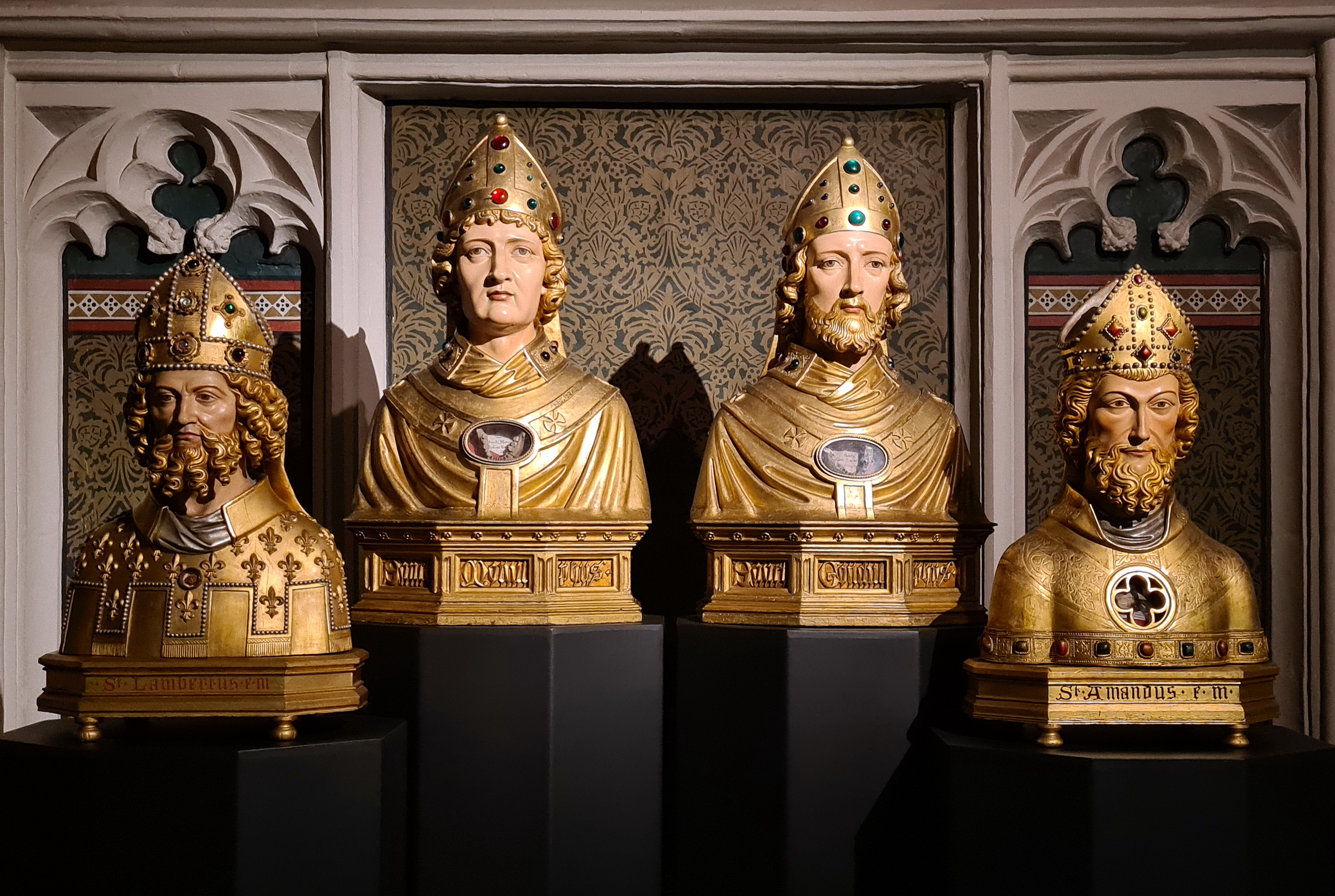
Reliekbustes/borstbeelden van Lambertus, Monulfus, Gondulfus en Amandus

In de kapel bevinden zich meerdere grafzerken, waarvan de opschriften in sommige gevallen niet meer leesbaar zijn. Minstens twee zerken behoren bij kanunnikengraven: die van de kanunnik Michael Crusens († 1626) en die van de scholaster Joannis Hovelmans († 1616). Twee andere grafstenen betreffen waarschijnlijk leden van de familie Van Eyll, genoemd op het nabije Meysz-monument. Onder het rechter raam bevindt zich de epitaaf van Carolo Richardoto, Spaans(?) afgezant in Maastricht, aldaar gestorven op 3 november 1600. De tekst onderaan zou van Justus Lipsius zijn. Onder het linker venster staat een gebeeldhouwde barokke biechtstoel (Daniël van Vlierden, ca. 1700), een van de zeven die de kerk rijk is en die aanvankelijk deel uitmaakten van het meubilair van de Dominicanenkerk. De eikenhouten beelden stellen Sint-Dominicus en paus Honorius III voor.
Tegen de westwand van de kapel staat het marmeren epitaaf van de familie Meysz uit 1655, dat gecombineerd is met een 16e-eeuws(?) Zuid-Nederlands drieluik. Of deze oorspronkelijk bij elkaar hoorden is niet zeker. Wel dragen beide hetzelfde familiewapen. Het grafmonument is zonder het drieluik ruim 260 cm hoog, samen zijn ze bijna 5 m hoog. Centraal op het marmeren deel is een schildering van Jezus met Maria en Martha aangebracht, geflankeerd door acht wapenschilden. Op het onderste stuk staat een grafschrift. Het middenpaneel van het drieluik heeft de marteldood van Sint-Sebastiaan als thema. Op de buitenzijde van de zijluiken staan de apostel Bartolomeüs en opnieuw Sebastiaan afgebeeld; op de binnenzijde de donors (op de linkervleugel de mannelijke familieleden; op de rechtervleugel de vrouwelijke). Op een tekening van Philippe van Gulpen uit 1840 is te zien dat dit drieluik destijds deel uitmaakte van een altaar tegen de oostwand van de kapel. Op een foto uit 1917 is de huidige situatie te herkennen. In de tussentijd hing het drieluik nog enige tijd in de oude schatkamer. Op het altaar tegen de oostwand stond tot 2018 een typisch 19e-eeuws Heilig Hartbeeld. Tijdens de Heiligdomsvaart van 2018 werden hier de reliekbustes van de 6e en 7e-eeuwse bisschoppen Lambertus, Monulfus, Gondulfus en Amandus. Blijkbaar beviel deze opstelling, want de borstbeelden keerden niet terug naar de schatkamer. Het Heilig Hartbeeld staat sindsdien in de Kapel van Onze-Lieve-Vrouw, Zetel der Wijsheid.

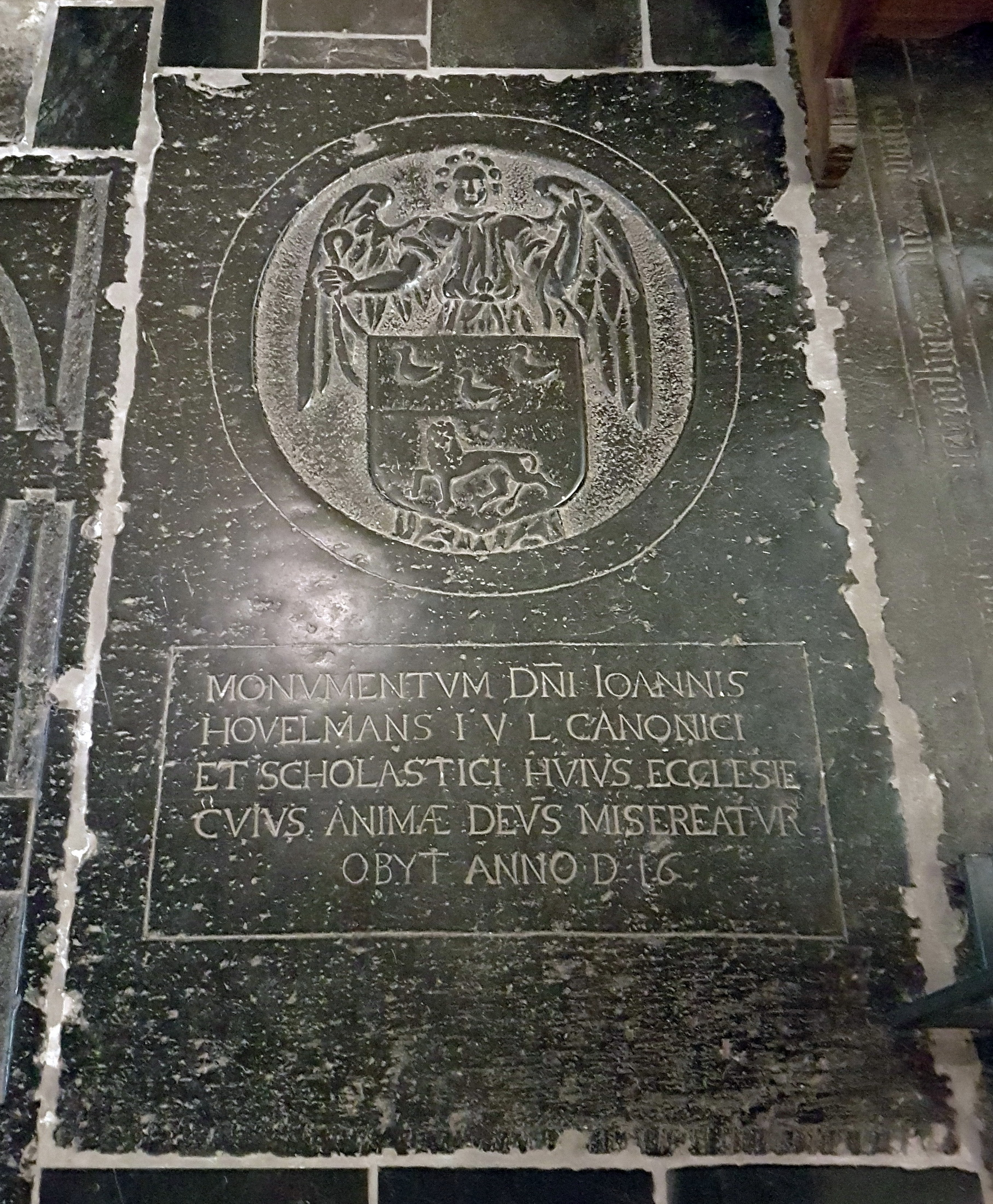
Grafzerk scholasticus Joannis Hovelmans, 1616
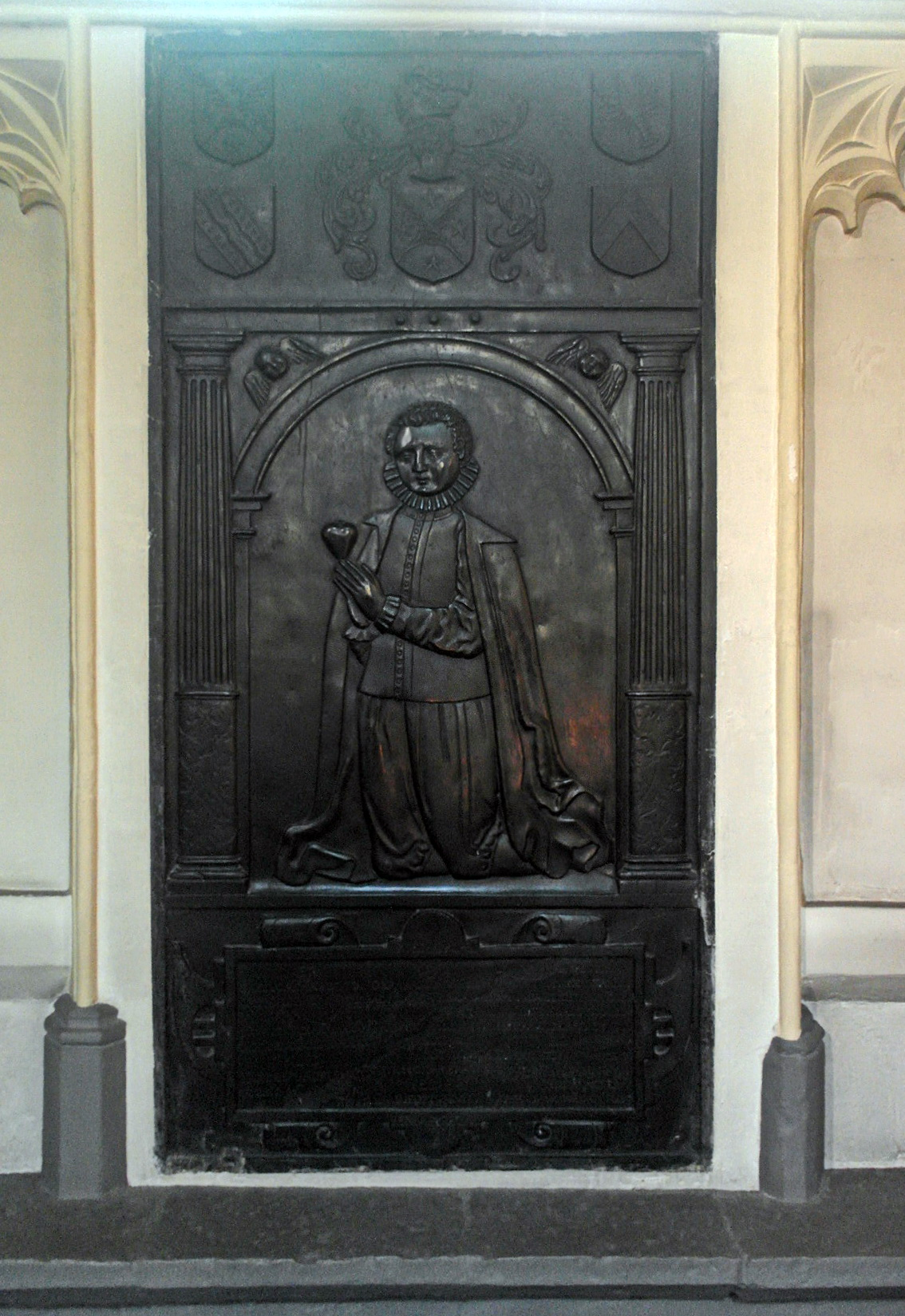
Epitaaf Carolo Richardoto, 1600
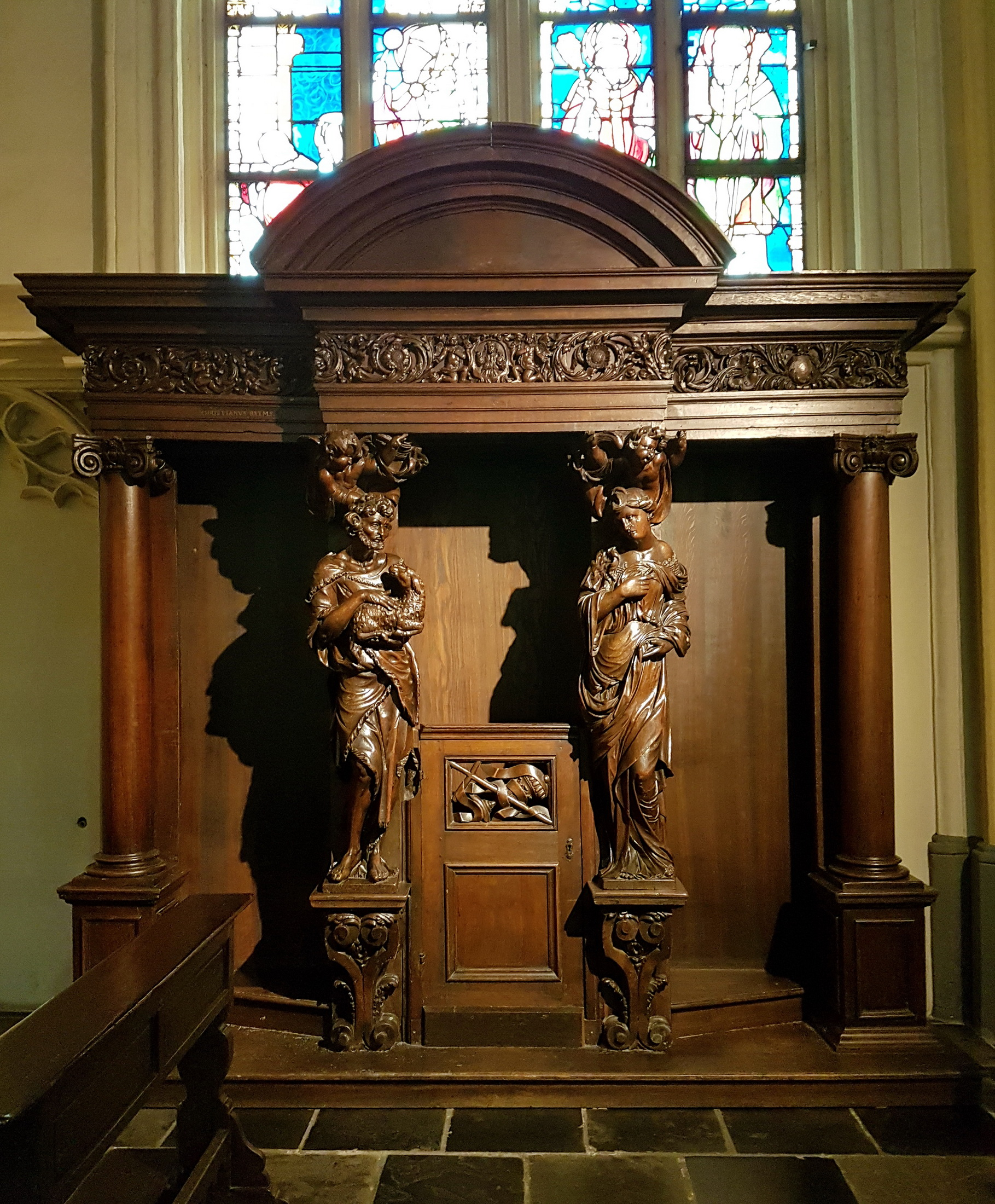
Barokke biechtstoel, ca. 1700
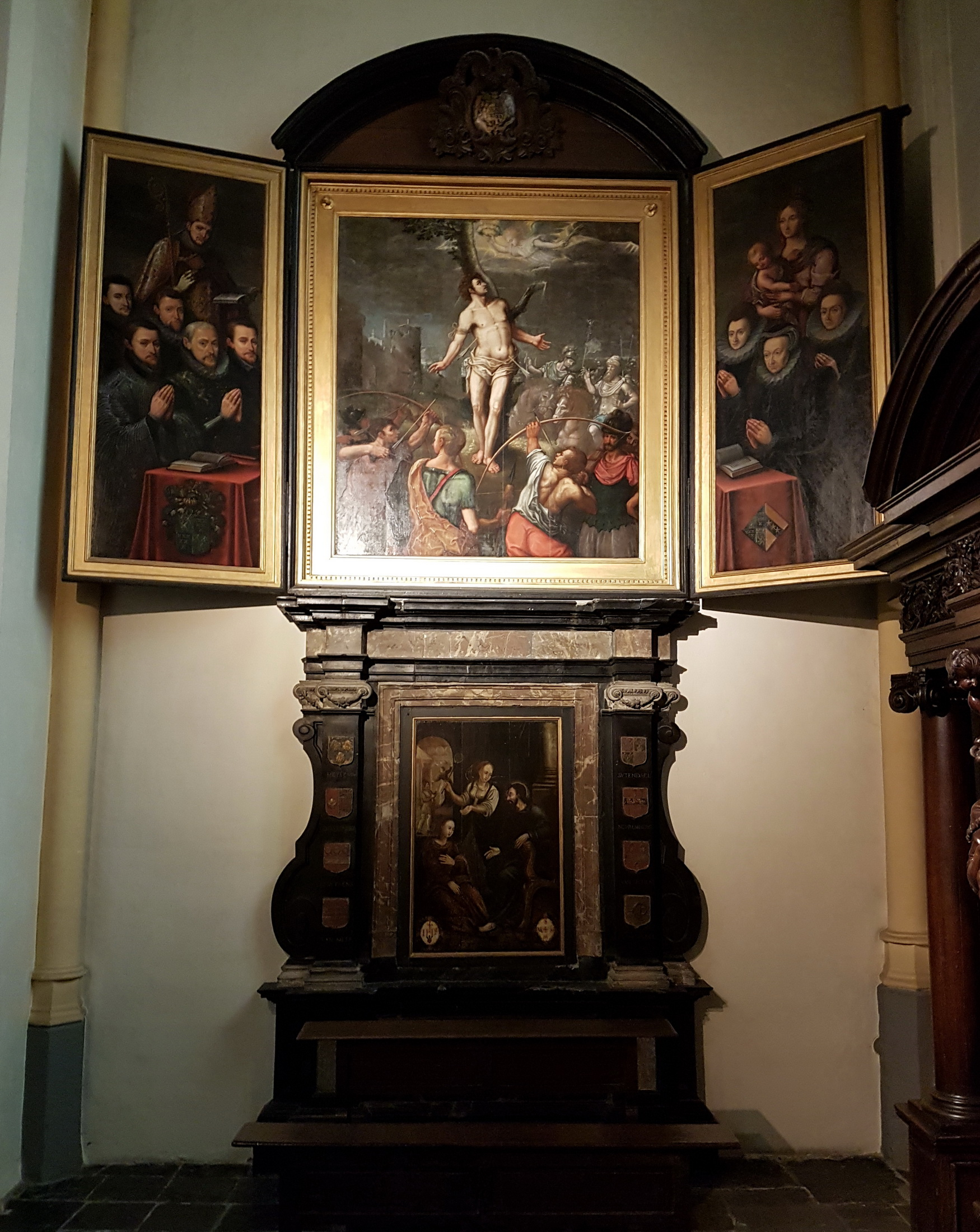
Epitaaf familie Meysz en drieluik St-Sebastiaan

## Zuidelijke zijkapellen
De buitengevels van de zuidelijke kapellen grenzen aan het Henric van Veldekeplein en het straatje Het Vagevuur, vanwaar de gotische spitsboogvensters, tentdaken, luchtbogen en pinakels goed waar te nemen zijn. In het interieur zijn nog veel architectonische elementen uit de bouwtijd bewaard, zoals de kruisribgewelven, de gotische vensters en het blind maaswerk op de muren. Van de neogotische wandschilderingen uit de tijd van Cuypers is aan deze zijde van de kerk minder bewaard gebleven. Ook hier is door het wegbreken van tussenmuren het aantal kapellen verkleind van zeven tot vier, eigenlijk drie, omdat de twee westelijke kapellen in feite één ruimte vormen. Van oost naar west zijn dit: de Sint-Jozefkapel, de Sint-Barbarakapel en de kapel van Onze-Lieve-Vrouw van Smarten, en vervolgens de ten zuiden daarvan gelegen doopkapel.

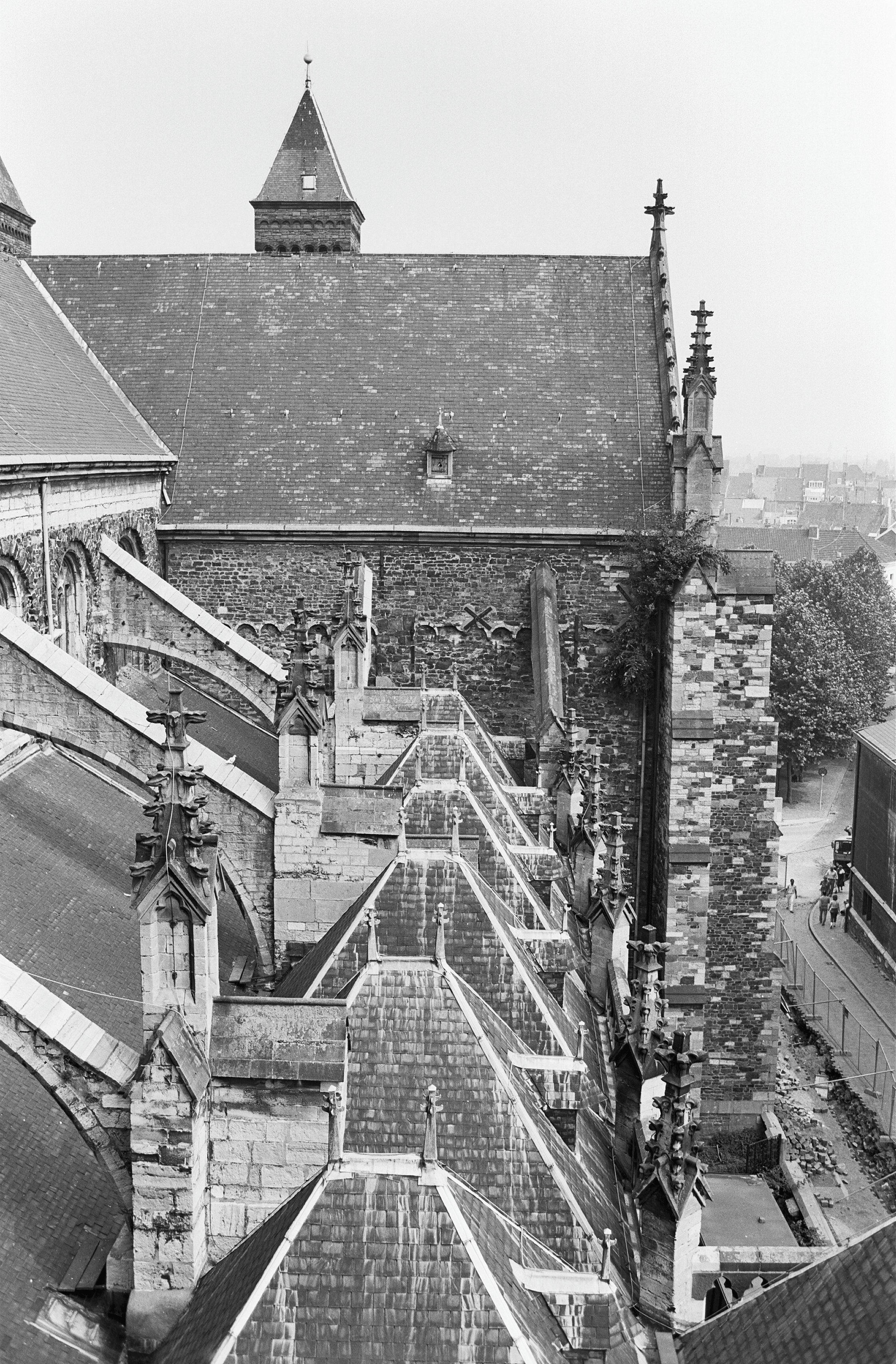
Schilddaken, luchtbogen en pinakels, 1984
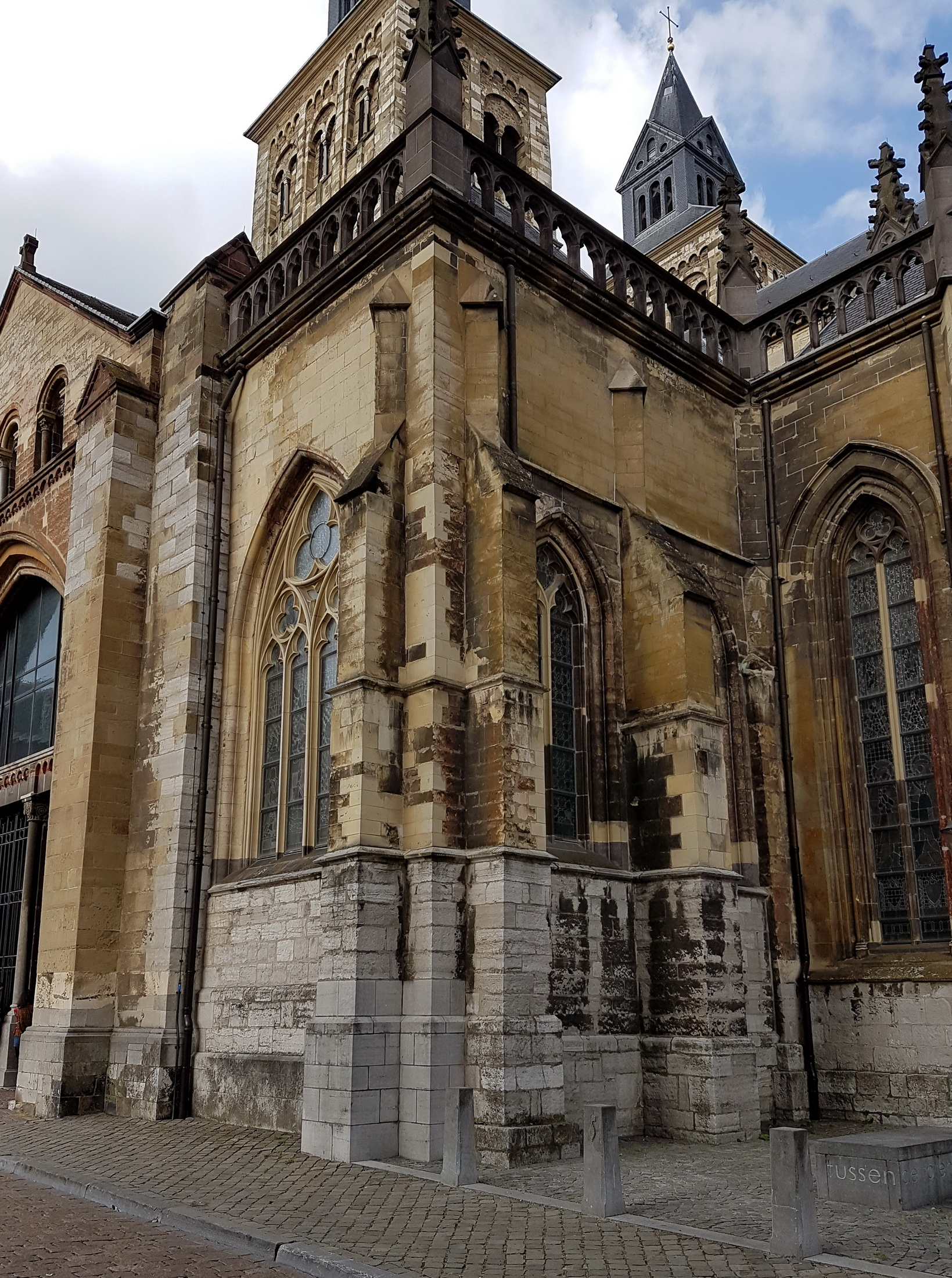
Doopkapel vanaf Henric van Veldekeplein
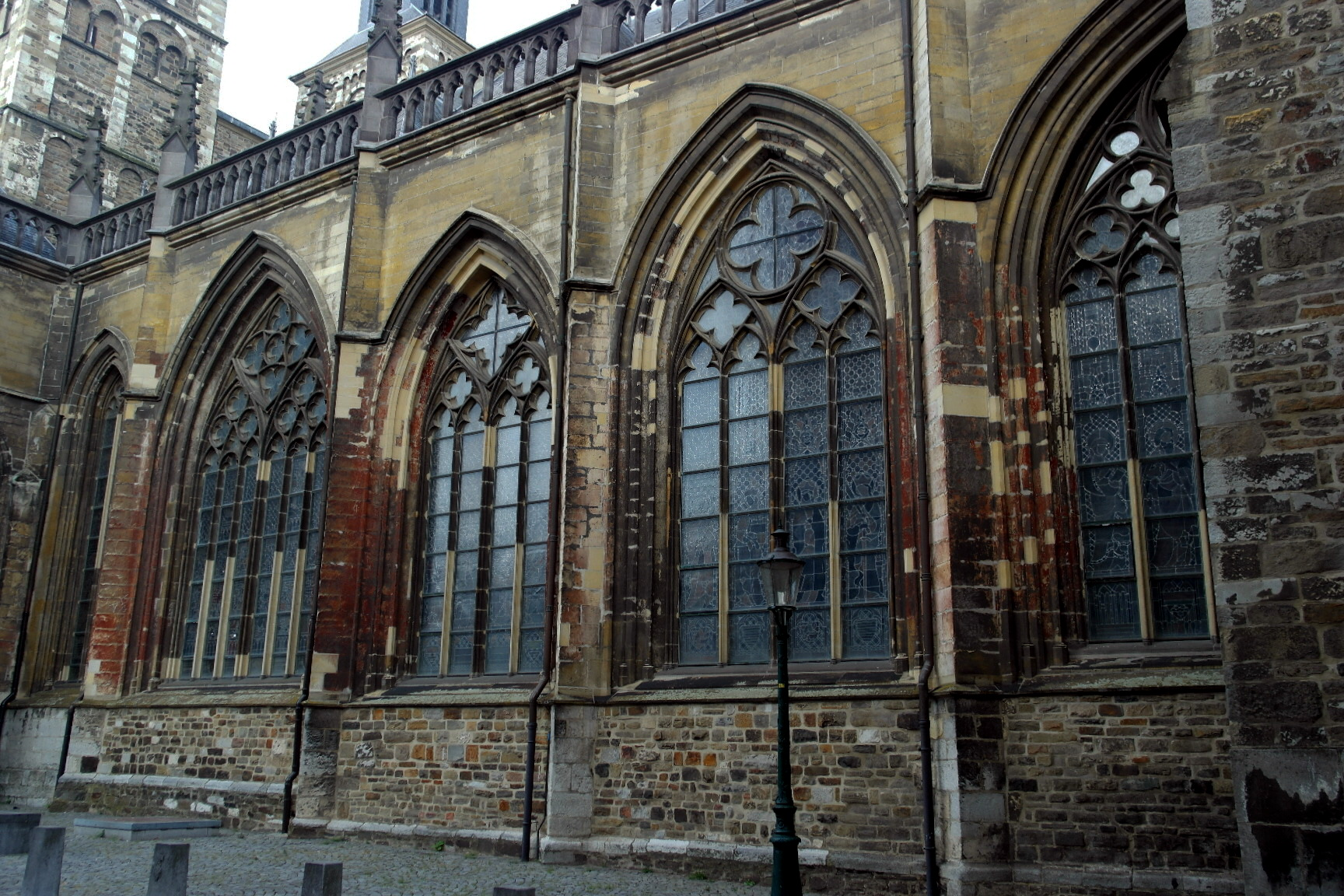
Gotische vensters vanaf Het Vagevuur
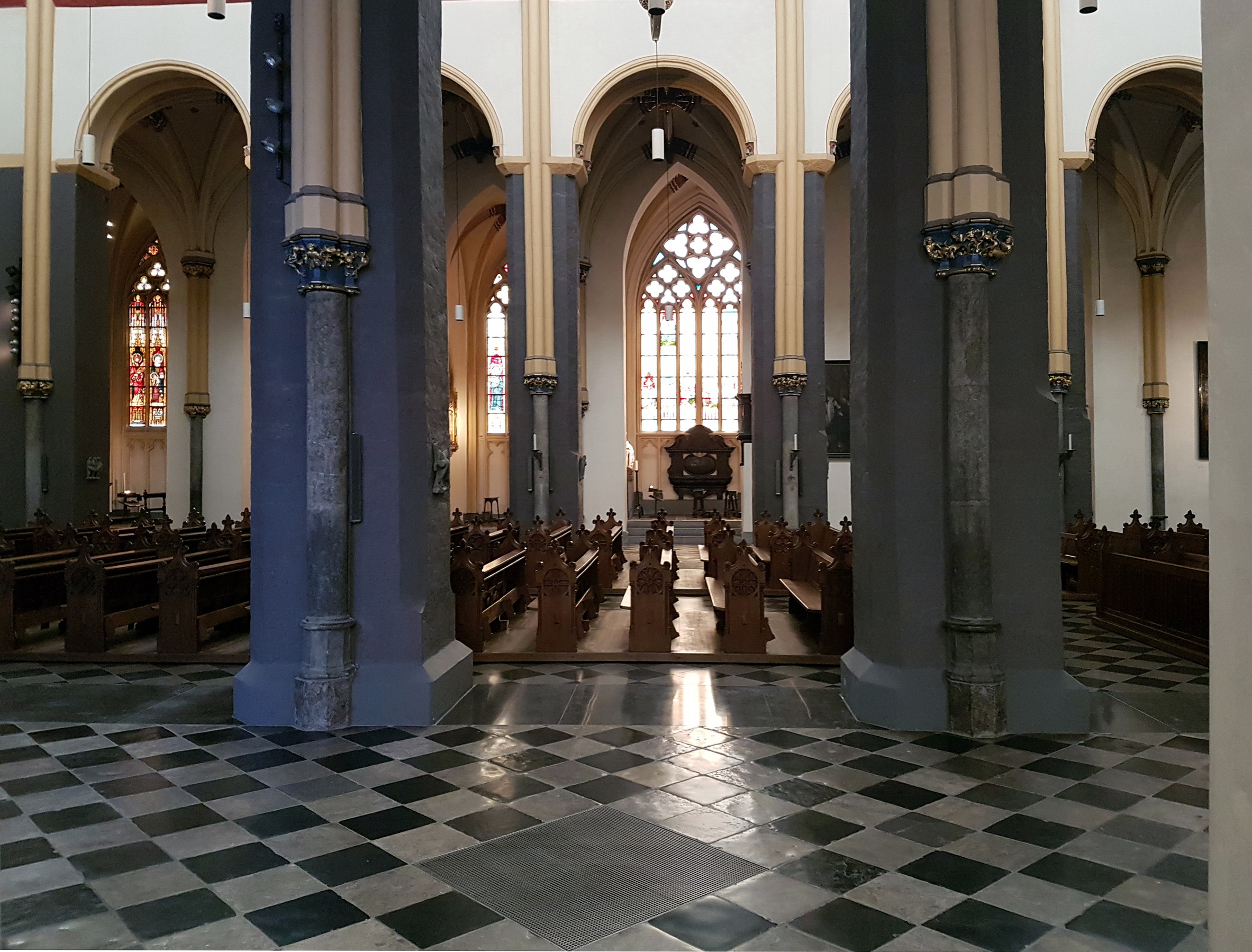
Zuidelijke kapellen vanuit de noordbeuk

### Sint-Jozefkapel

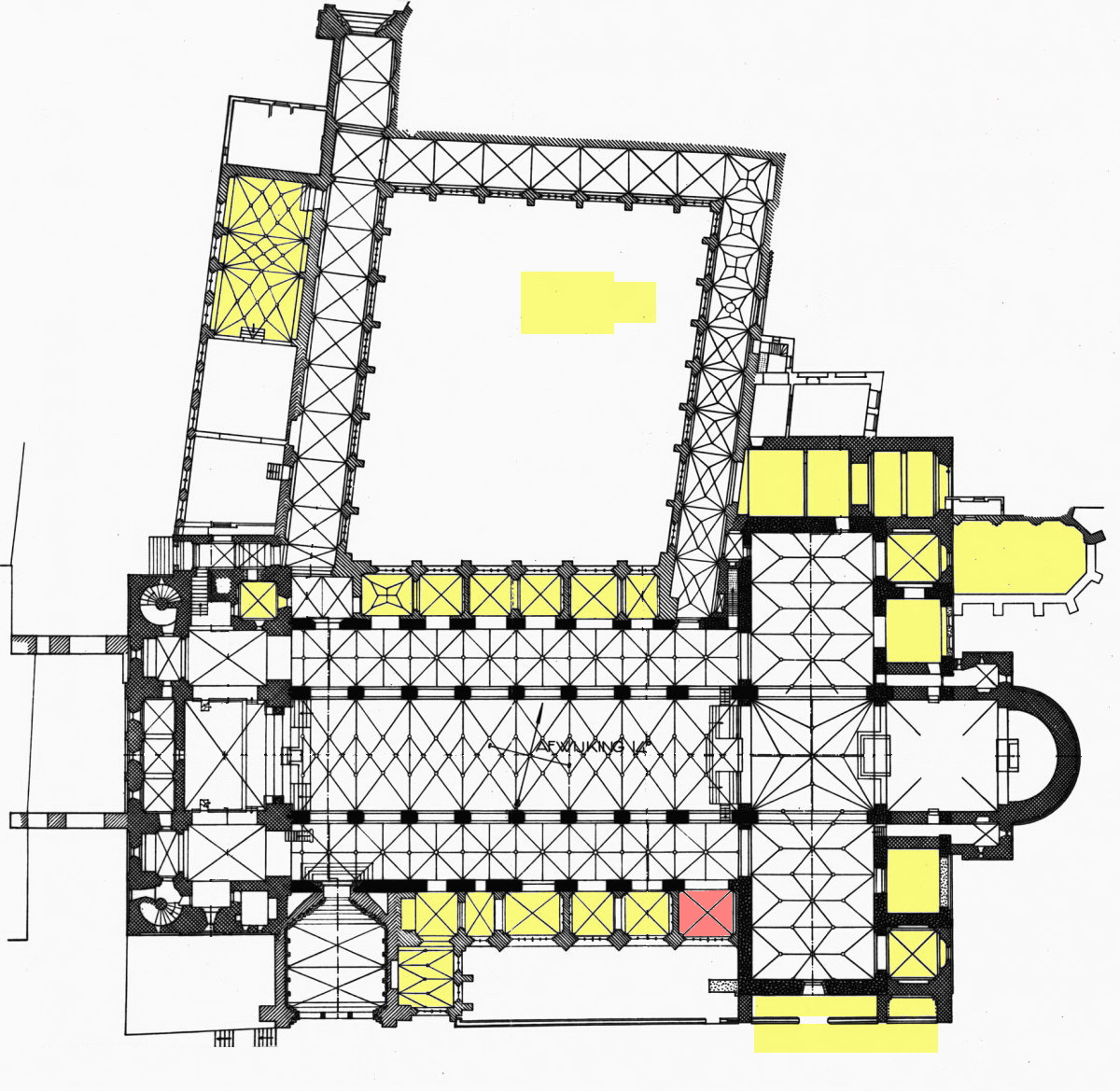
Locatie van de kapel

De meest oostelijk gelegen kapel aan deze zijde is relatief klein en bestaat uit één travee, die dezelfde breedte heeft als de achtste travee van het kerkschip. De kapel diende in de 19e eeuw als bewaarplaats van de Noodkist en was vanaf omstreeks 1875 gewijd aan Sint-Jozef. De neogotische muurschilderingen uit die tijd zijn bij de restauratie in de jaren 1985-1990 geheel verdwenen. Alleen het glas-in-lood-venster en het altaar herinneren nog aan de 19e-eeuwse inrichting. Het venster is, zoals bijna alle glas-in-loodvensters in de Sint-Servaaskerk, afkomstig van het glasatelier Frans Nicolas en Zonen in Roermond. Het ontwerp is typerend voor die tijd (1876) en stelt vier mannelijke en twee vrouwelijke heiligen voor, allen behorend tot de stam van Jesse of de Heilige Maagschap (waartoe ook Sint-Servaas gerekend werd): Koning David, Anna, Joachim, Zacharias, Johannes de Doper en Elisabet.
Het neogotische altaar bestaat uit een predella met een afbeelding van het Heilig Aanschijn en daarop een vijfdelig retabel. In het midden staat een beeld van Sint-Jozef met het Kindje Jezus op zijn arm. De panelen aan weerszijden daarvan tonen reliëfs met de vlucht naar Egypte en de droom van Jozef. De buitenste panelen tonen schilderingen van de Heilige Familie in de timmerwerkplaats van Jozef en de ondertrouw van Jozef en Maria in de synagoge. Ook in deze kapel staat een barokke biechtstoel van Van Vlierden, die echter qua vormgeving iets afwijkt van de andere zes. De gebeeldhouwde figuren stellen paus Pius V en Sint-Dominicus voor. Boven de biechtstoel hangt een groot 17e-eeuws schilderij dat hoogstwaarschijnlijk eveneens uit de Dominicanenkerk afkomstig is, ook vanwege de typisch dominicaanse thematiek. Het stelt De verlening van de Rozenkrans voor en is verdeeld in drie horizontale groepen: bovenaan de Drievuldigheid, dan Maria tronend te midden van een groep dominicanen en onderaan tal van heiligen, pausen, keizers en koningen. Tussen deze groepen reiken engelen rozenkransen uit en verlossen zielen uit het vagevuur.

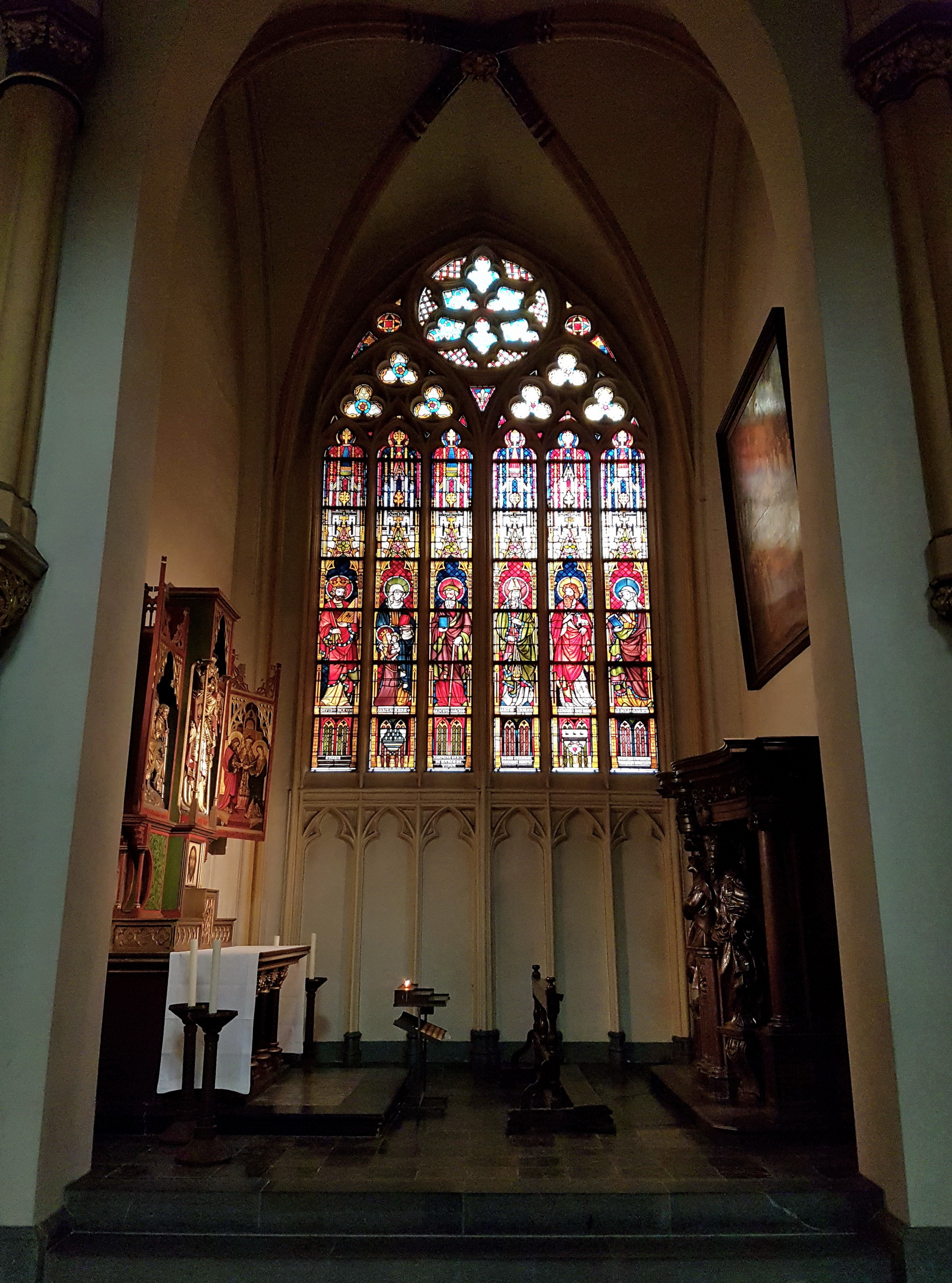
Zicht vanaf de zuidbeuk
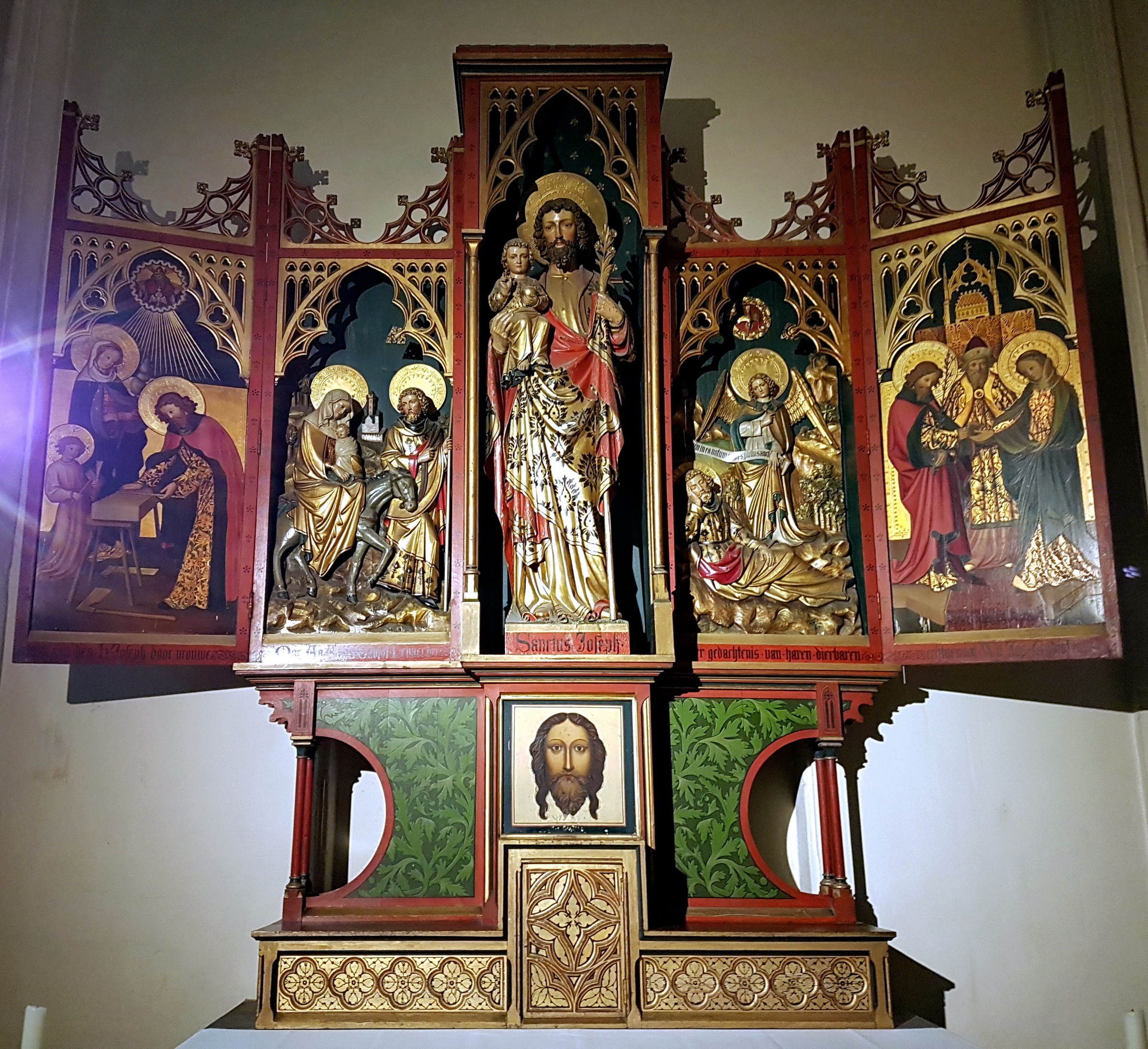
Neogotisch Sint-Jozefaltaar
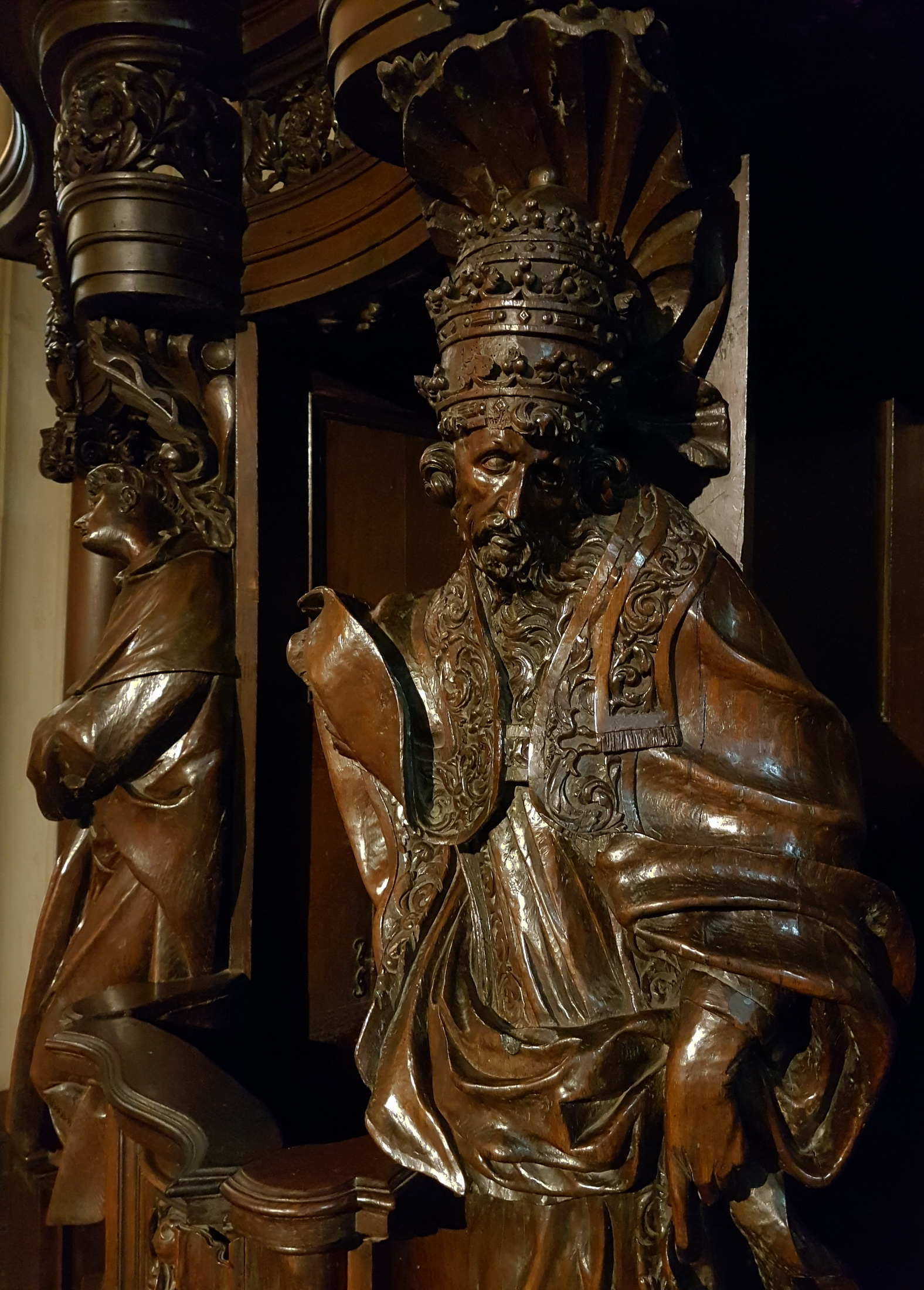
Detail barokke biechtstoel
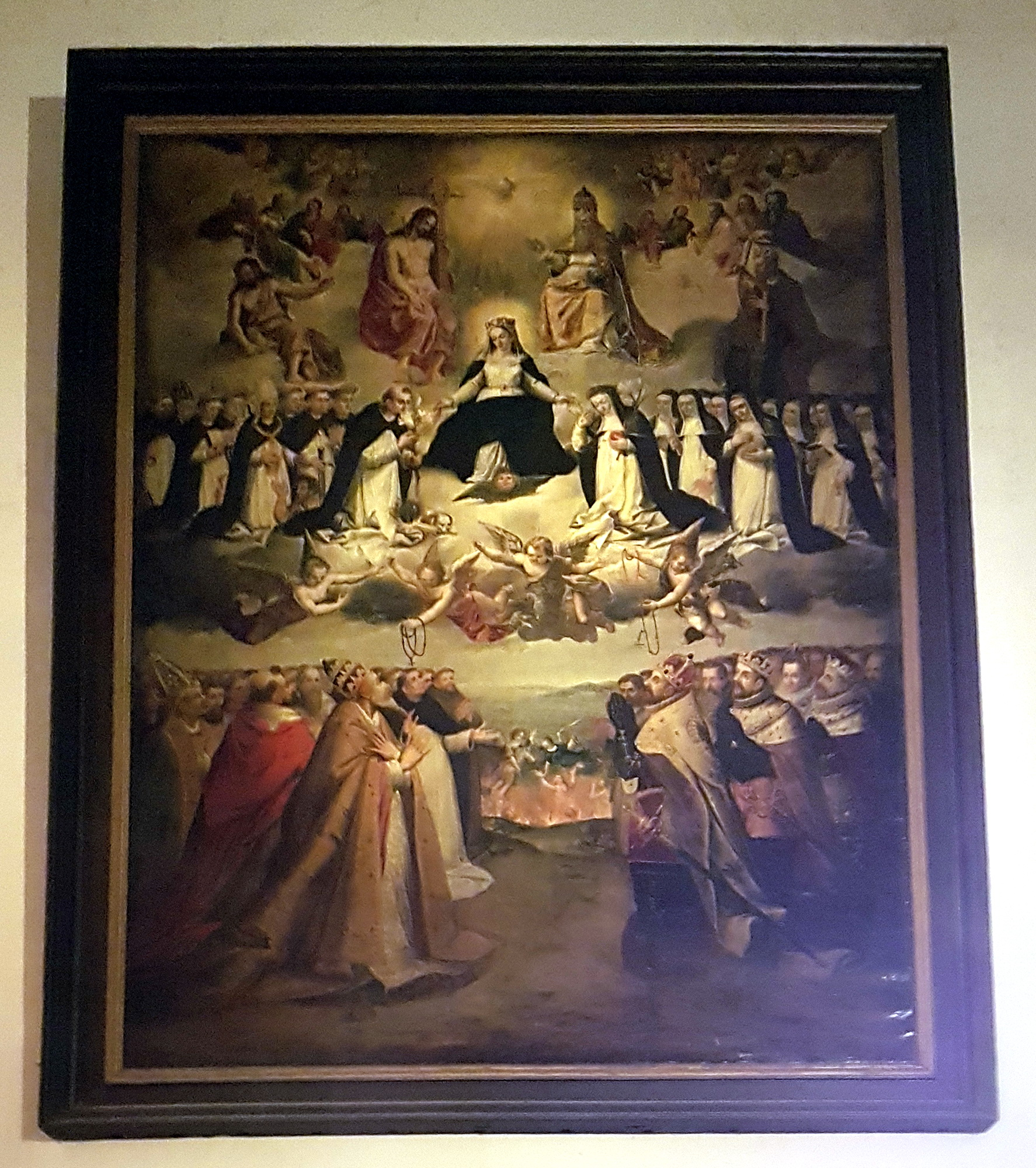
Schilderij boven biechtstoel

### Sint-Barbarakapel

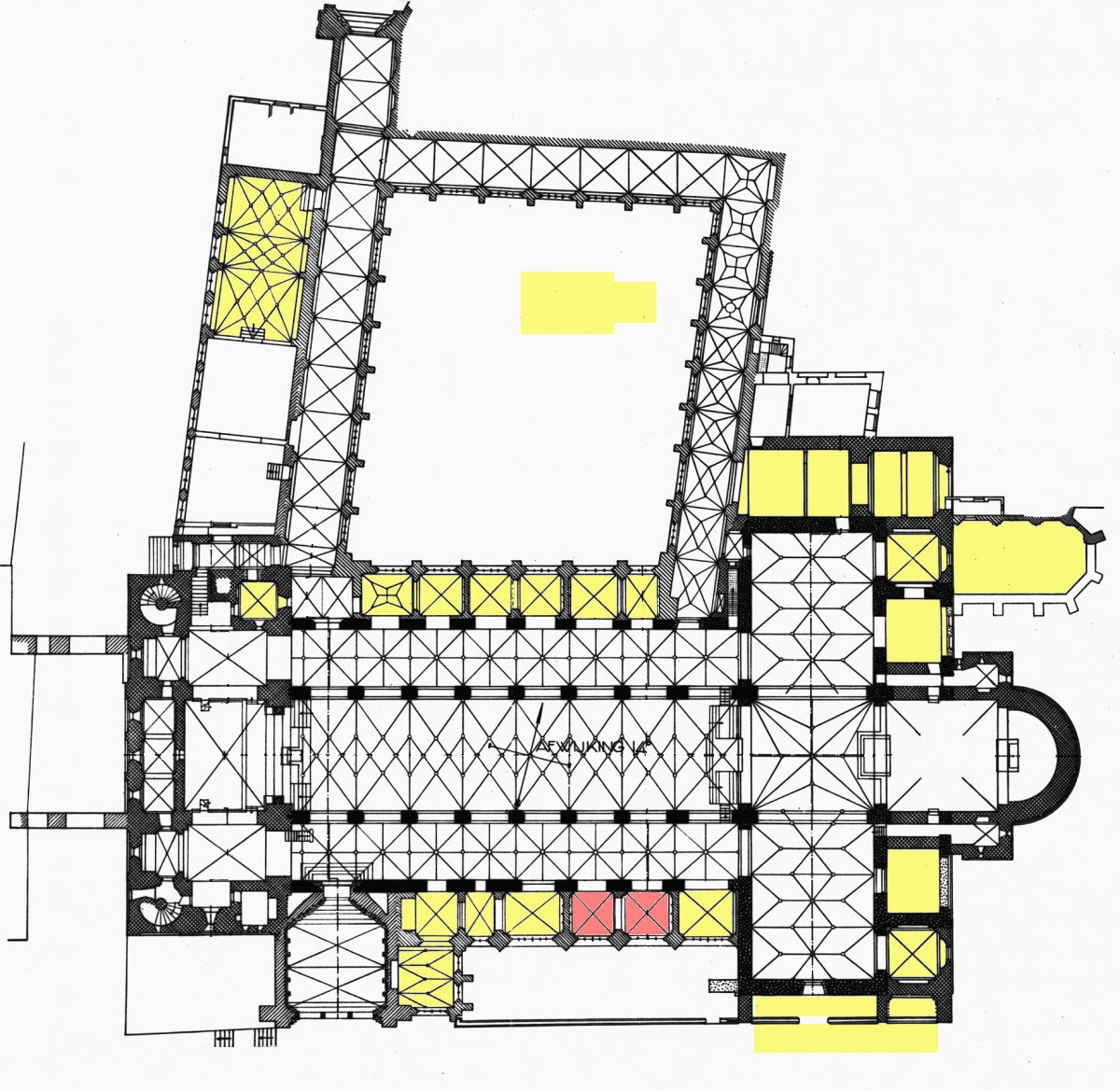
Locatie van de kapel

De naastgelegen kapel is gewijd aan de heilige Barbara. Deze kapel bestaat uit twee traveeën, die vroeger twee afzonderlijke kapellen vormden. De sluitstenen van de kruisribgewelven zijn met beeldhouwwerk versierd: in de oostelijke travee de kroning van Maria; in de westelijke een rozet. Rondom de twee vensters en op de andere muren zijn de gotische blindtraceringen nog aanwezig. Een fragment van een moeilijk te dateren muurschildering op een pijler stelt Sint-Servaas voor. Bij de restauratie van het interieur tussen 1985 en 1990 zijn de neogotische wandschilderingen uit de tijd van Cuypers verwijderd. Wel behouden bleven de twee glas-in-loodramen met acht vrouwelijke heiligen van Frans Nicolas en Zonen uit 1876. Op het linker venster zijn afgebeeld de heilige Barbara, Isabella van Portugal, Chlotilde van Frankrijk en Cecilia; op het rechter venster Francisca Romana, Catharina van Alexandrië, Elisabeth van Thüringen en Filomena van Mugnano.

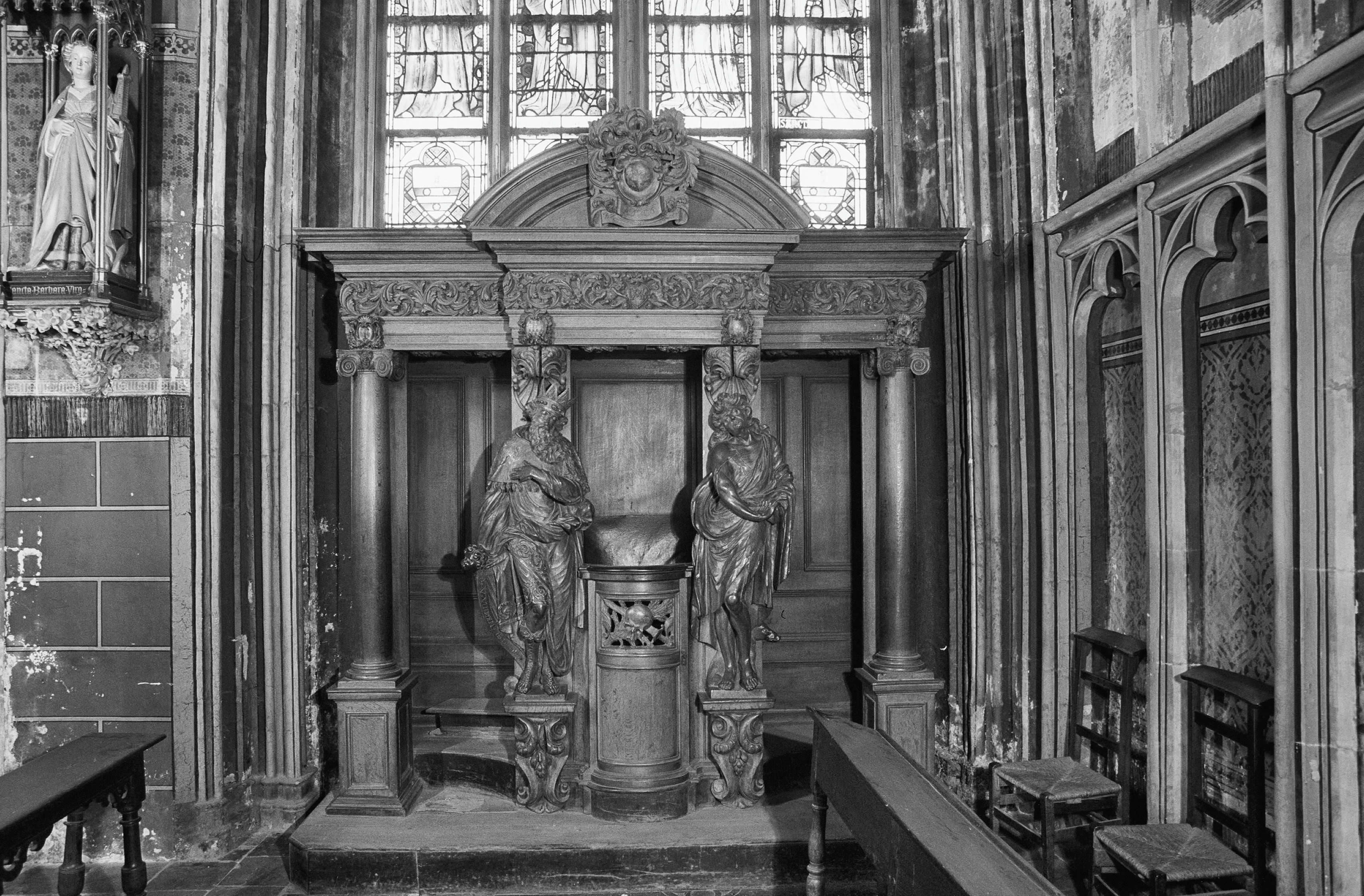
De kapel vóór restauratie, 1985
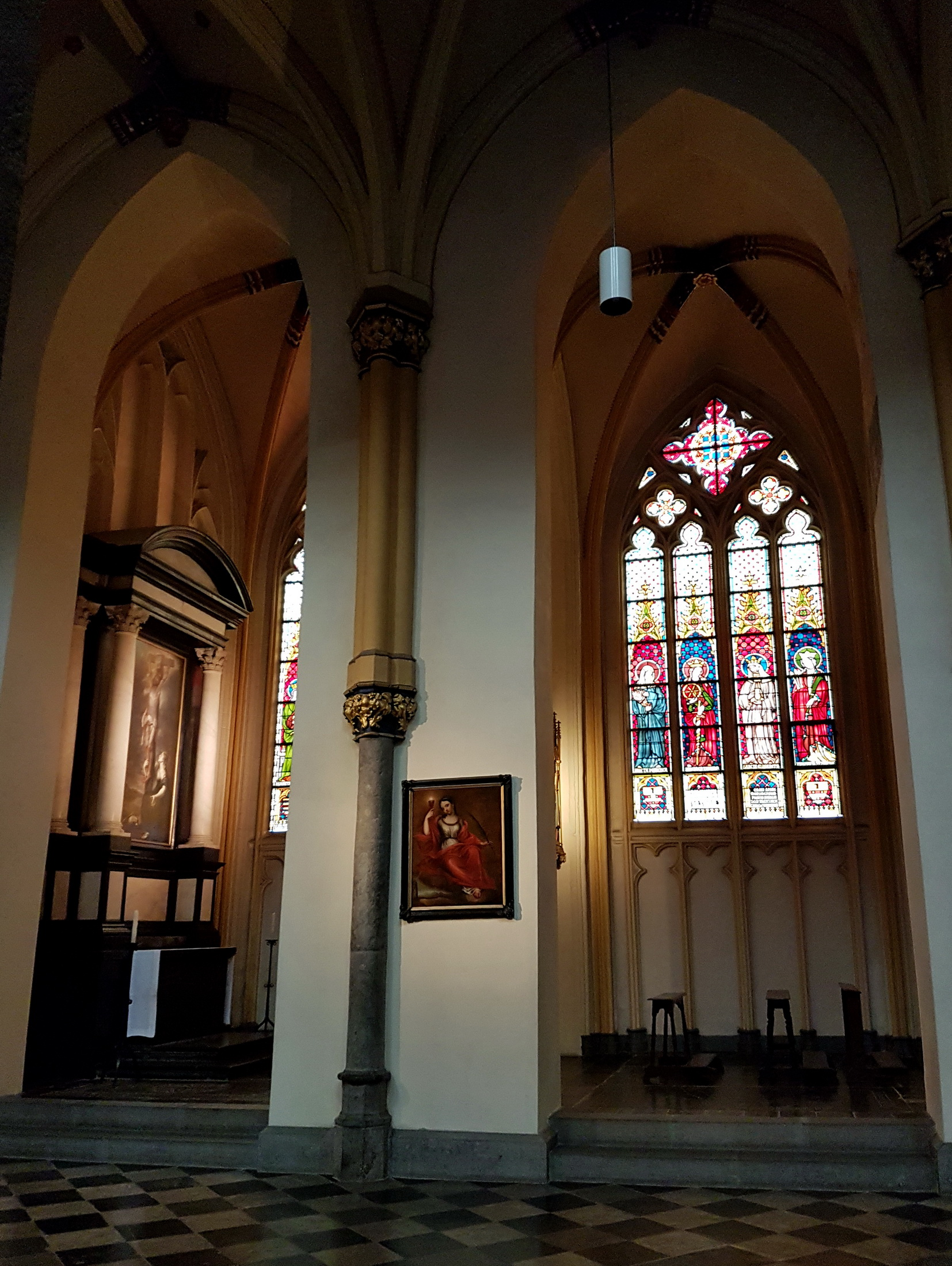
Zicht vanuit de zuidbeuk
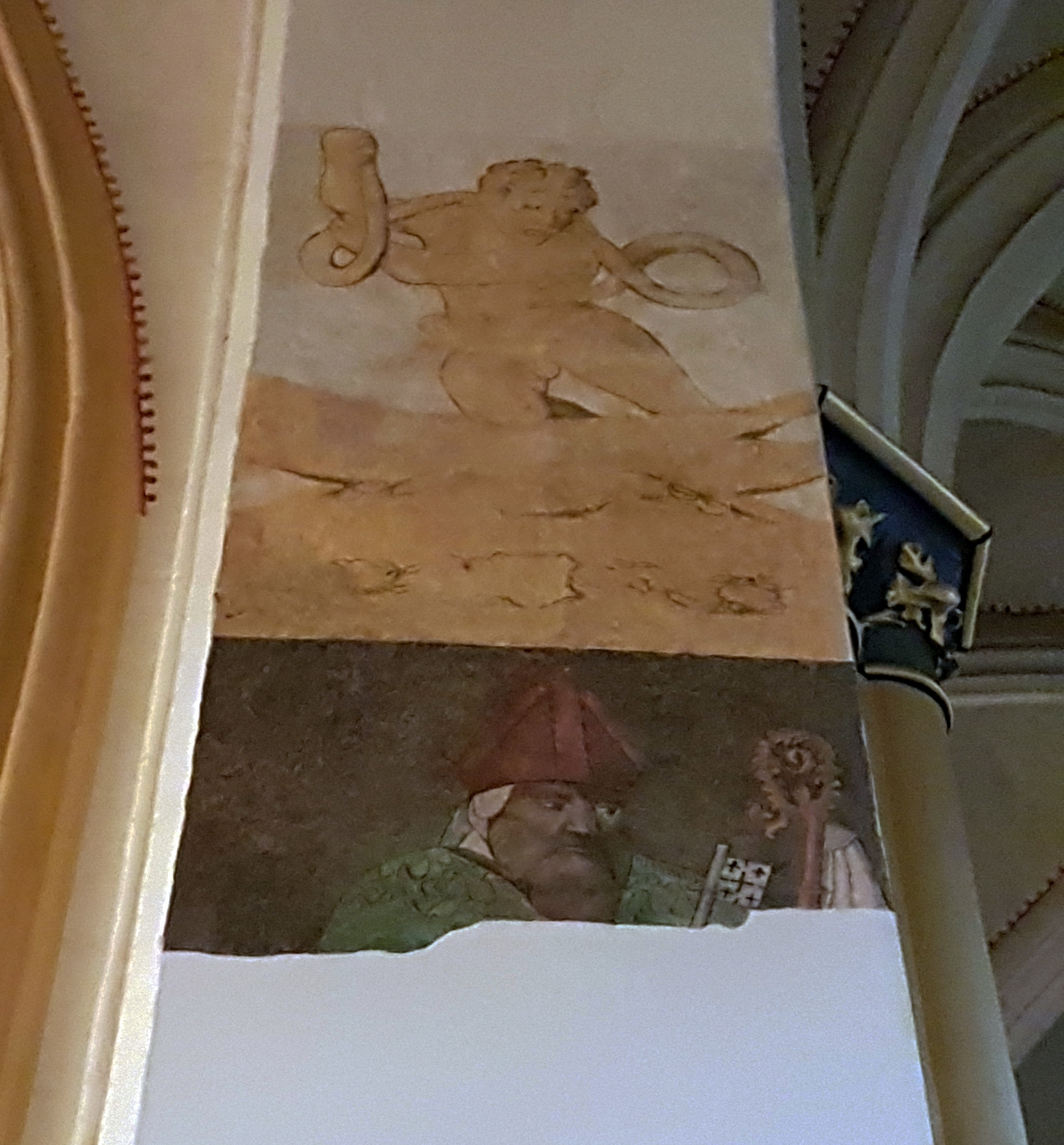
Muurschildering met fragment Sint-Servaas
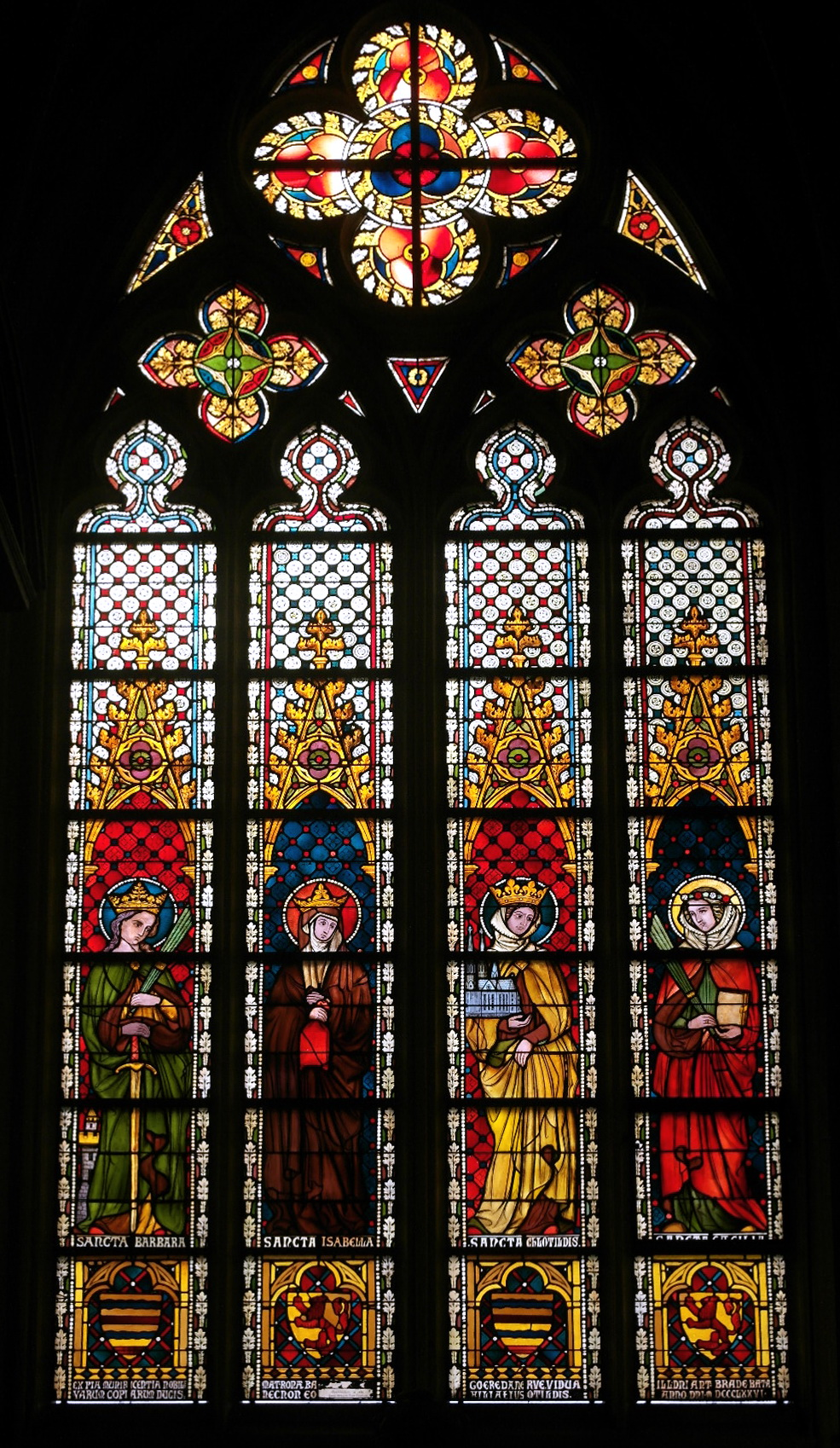
Glas-in-loodvenster met vier vrouwelijke heiligen

Van de grafzerken kunnen genoemd worden de grote zerk van kanunnik Henricus van Oel? († 1528), met een fraai wapenschild, een miskelk met hostie en op de hoeken de vier evangelistensymbolen. De ruim drie meter lange zerk van "wapenknaap" Johan van Oederbrueck heeft een Nederlandstalig grafschrift dat slechts ten dele leesbaar is omdat de zerk deels onder het altaar ligt. Wellicht het interessantste graf is dat van Willem Sandsland, een kapitein der infanterie in het Staatse leger, die bij het Beleg van Maastricht (1673) gewond raakte en aan de gevolgen daarvan overleed. Zijn zerk is bezaaid met wapenschilden en een Franstalig(!) grafschrift. Een fraai epitaaf van zwart en wit marmer is bevestigd onder het linker venster. Het bevat een reliëf van een geestelijke, kanunnik Willem Lipsen, geknield voor een kruisbeeld, aangespoord door een engel. Daarboven hangt een groot wapenschild.
Het barokaltaar tegen de oostwand draagt een geschilderd retabel met een voorstelling van de gekruisigde Christus tegen een zwaar bewolkte lucht en Maria Magdalena aan de voet van het kruis. Het altaarstuk is geschilderd in de stijl van de Vlaamse School uit het midden van de 17e eeuw. Op de pijler tussen de twee kapelopeningen hangt een schilderij van de heilige Barbara (Vlaams, ca. 1700). Tussen de vensters is een neogotische console met een bijpassend baldakijn bevestigd, met daartussen een beeld van Sint-Barbara, de patroonheilige van de kapel. Het gepolychromeerde houten beeld uit omstreeks 1500 is waarschijnlijk Nederrijns. De heilige is traditioneel afgebeeld met een torentje op haar linkerhand.

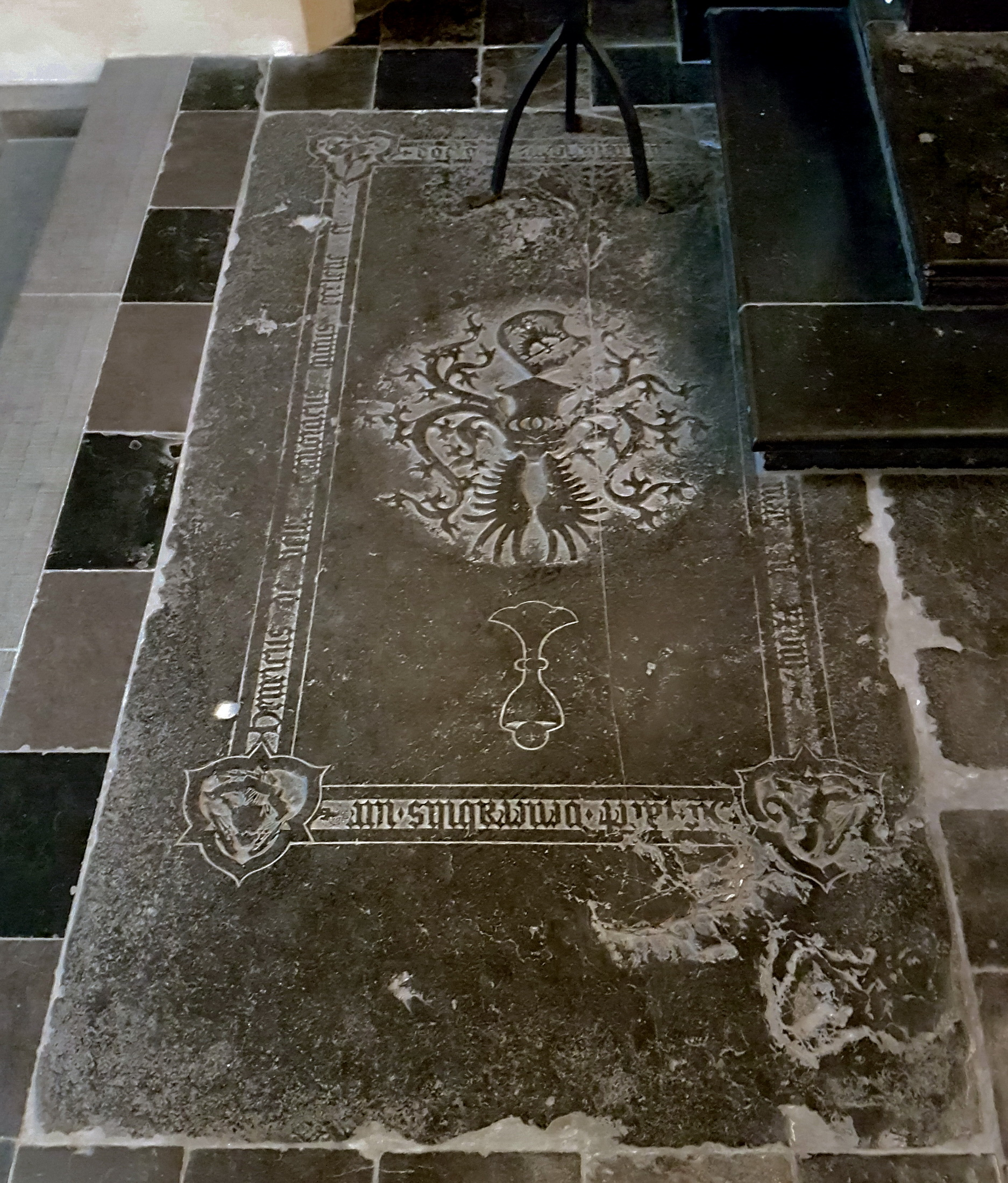
Grafzerk kanunnik Henricus van Oel († 1528)
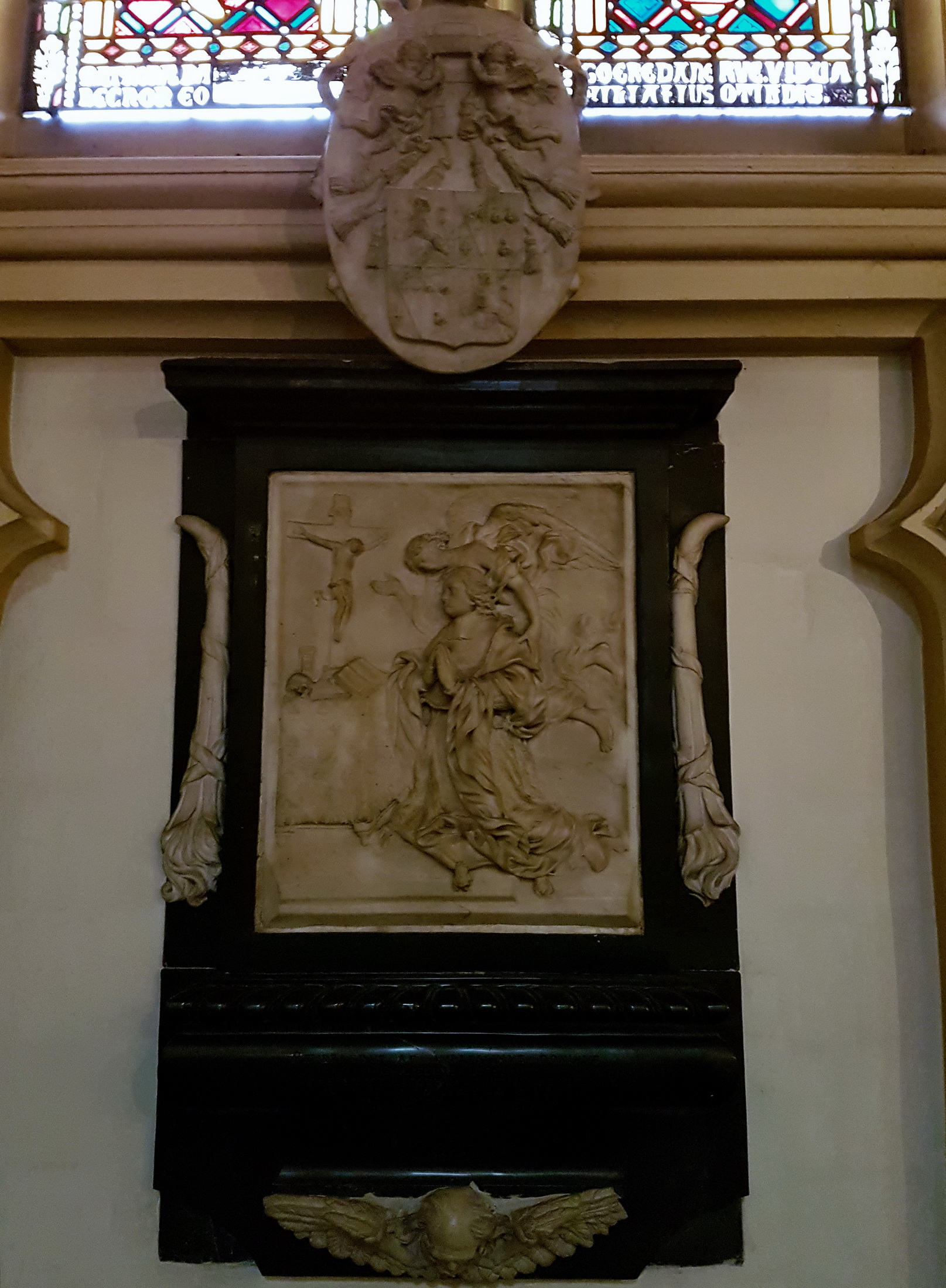
Epitaaf deken Lipsen
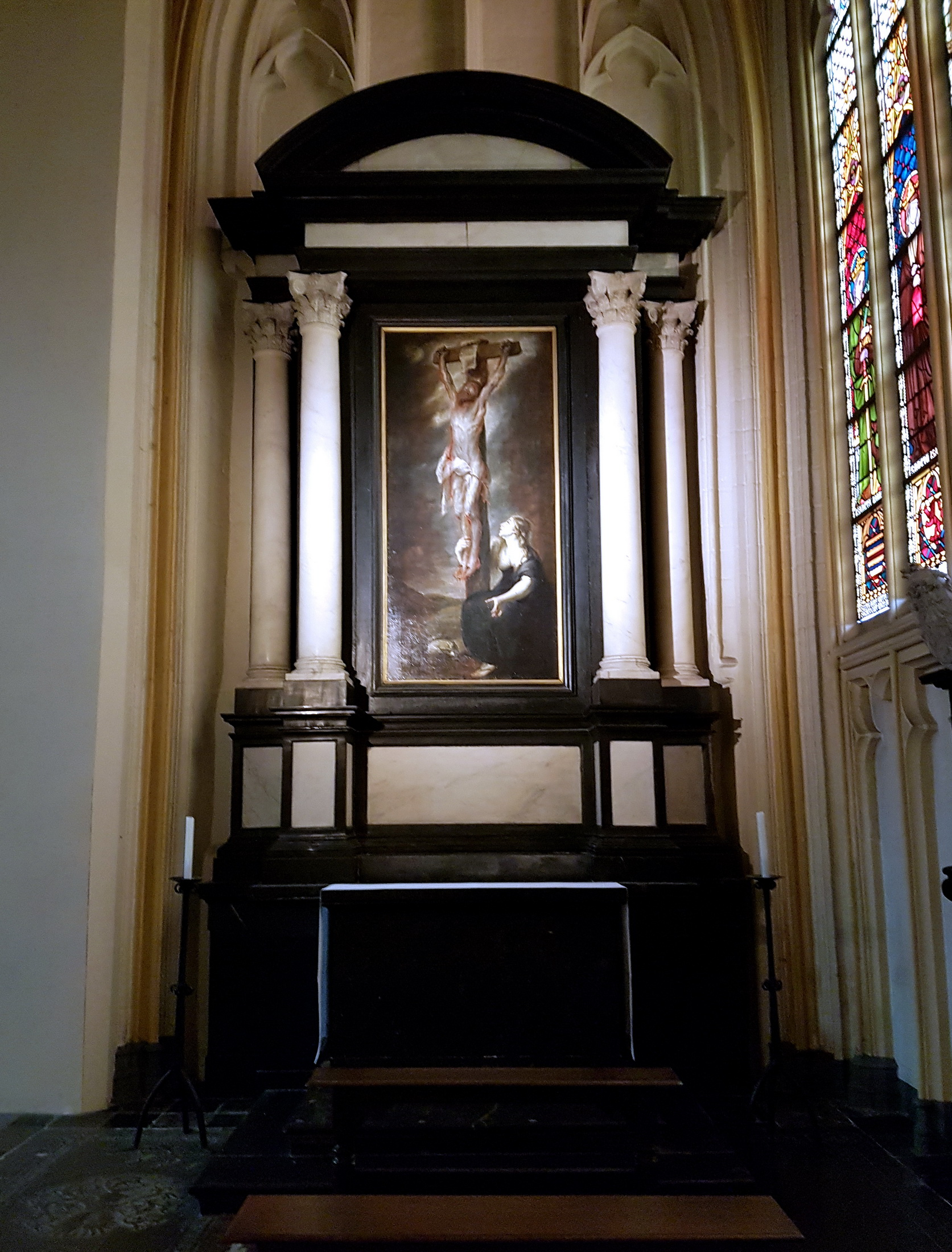
Barokaltaar met 17e-eeuws altaarstuk
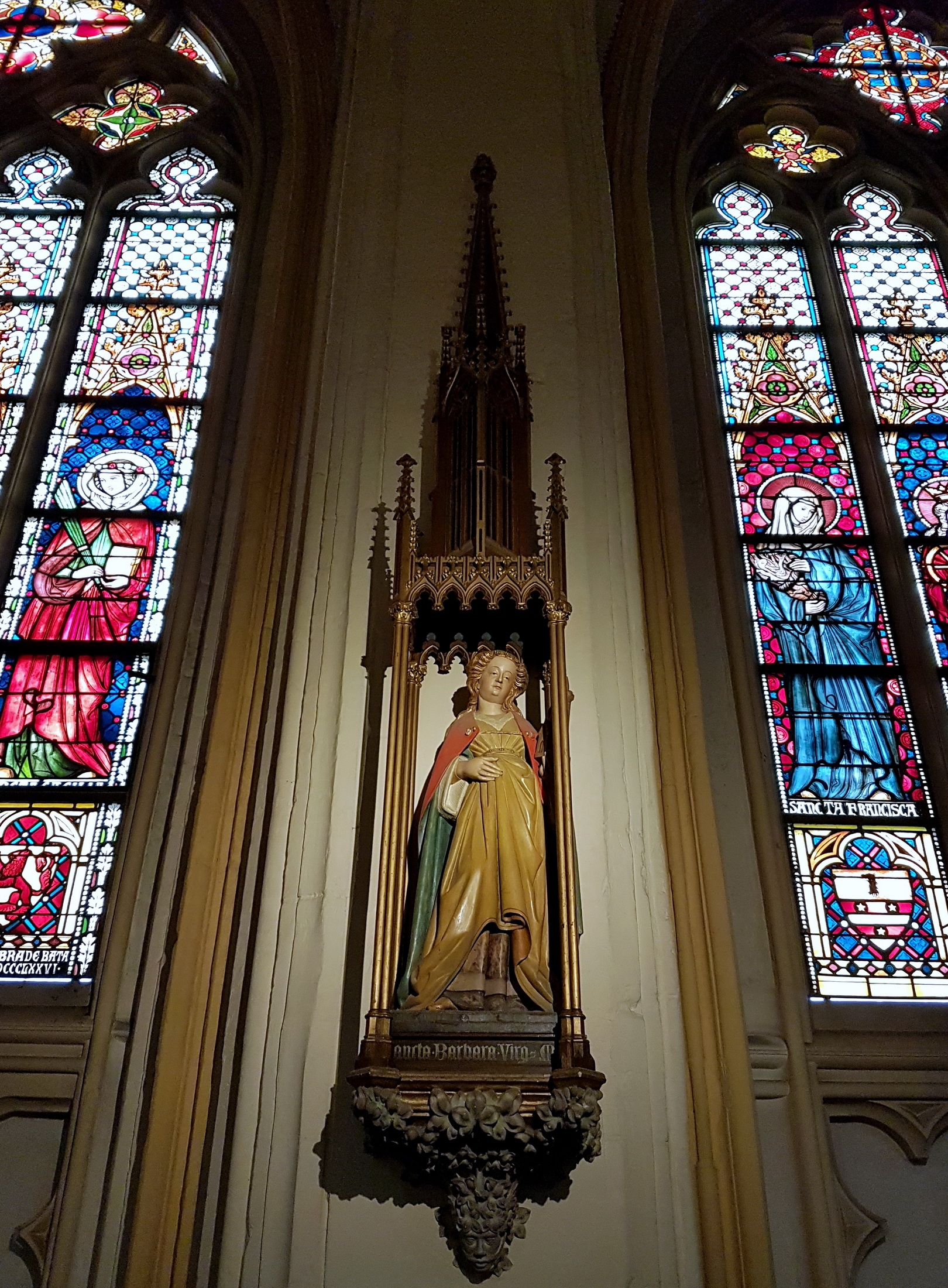
Sint-Barbarabeeld met neogotisch baldakijn

### Kapel van Onze-Lieve-Vrouw van Smarten

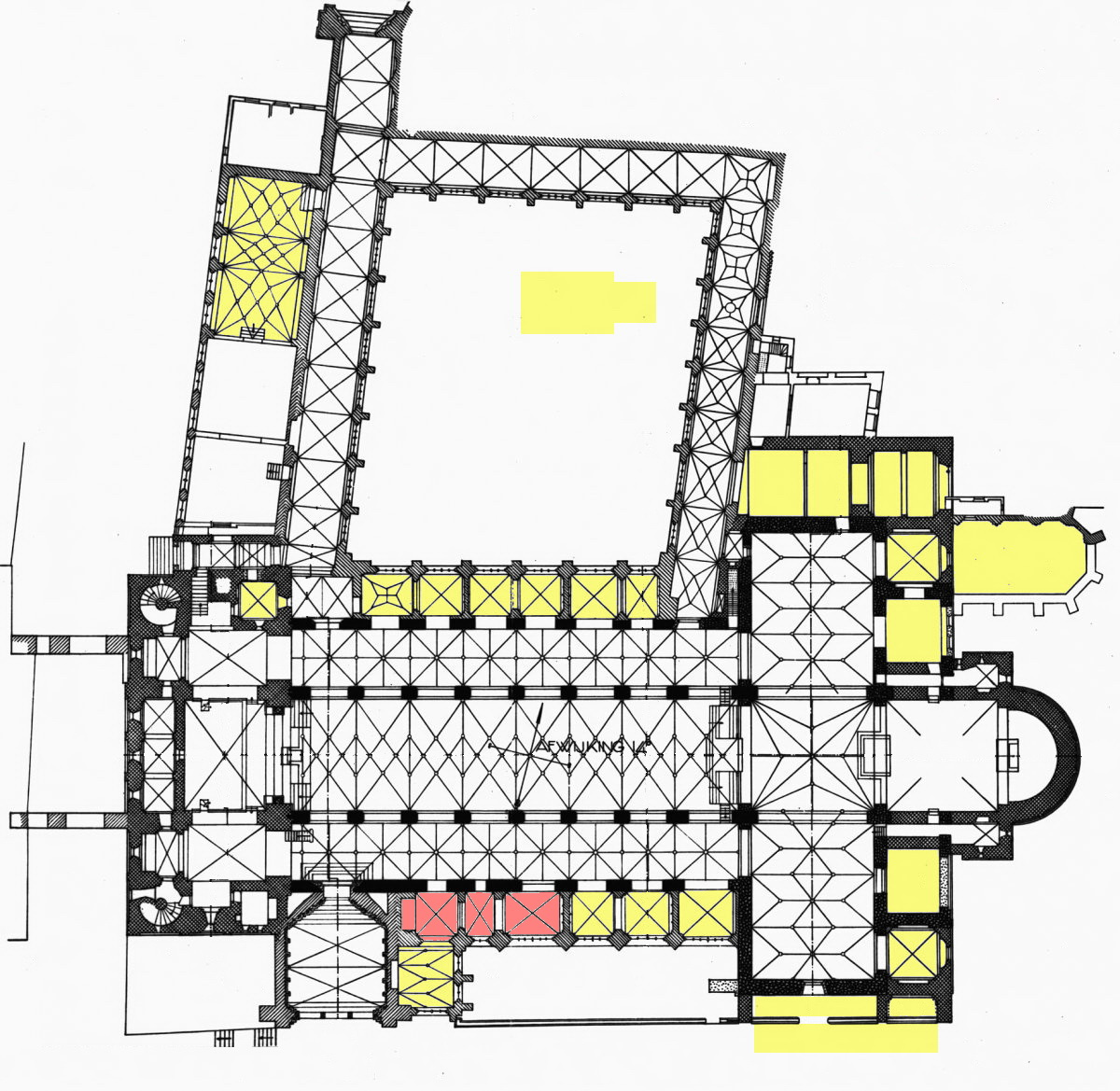
Locatie van de kapel

Westelijk van de Sint-Barbarakapel ligt een kapel die gewijd is aan Onze-Lieve-Vrouw van Smarten, vroeger kapel van Onze-Lieve-Vrouw-ter-Nood of Nood Godskapel genoemd. Begin 19e eeuw kwam in deze kapel de broederschap van Onze Lieve Vrouw van Bijstand in den Nood samen, later broederschap van de Zeven Weeën genaamd. De kapel is met drie traveeën de grootste zijkapel in de Sint-Servaaskerk. Doordat de traveeën van ongelijke grootte zijn, hebben de arcadeopeningen naar de zijbeuk toe niet eenzelfde breedte. De kruisribgewelven hebben sluitstenen in de vorm van een rozet. In de westwand bevindt zich een hoge, spitsbogige nis van 310 cm breedte en 135 cm diepte. Opvallend is dat de Cuypers-schilderingen op de oostwand niet overeenkomen met de decoraties op foto's van voor de restauratie in de jaren tachtig. Van de glas-in-loodvensters uit 1876 stelt het grote raam de zeven smarten van Maria voor: de opdracht van Jezus in de tempel, de vlucht naar Egypte, het zoek raken van Jezus in de tempel, de ontmoeting van Maria met Jezus op de kruisweg, Maria onder het kruis, Maria die het dode lichaam van Jezus na de kruisafname omhelst, en de graflegging van Jezus. Het achtste tafereel (rechtsboven) toont Maria met zeven zwaarden die haar hart doorboren. Het tweede raam is veel smaller en stelt de heilige Catharina van Siena en Theresia van Ávila voor.

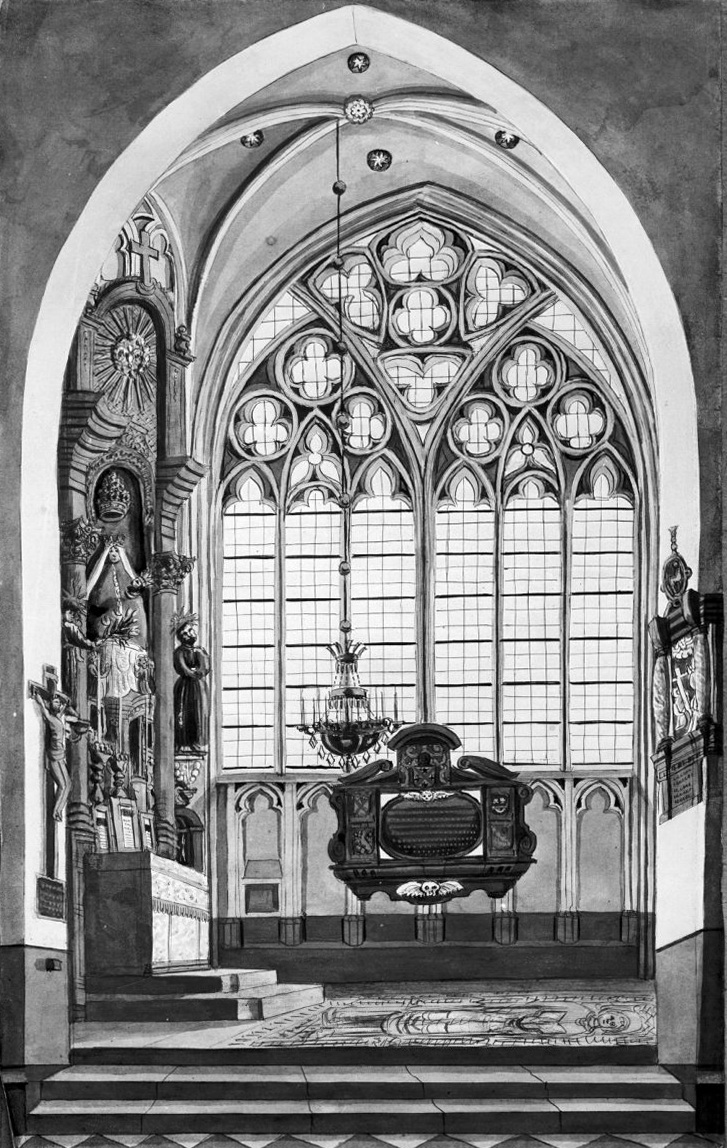
De kapel in de 19e eeuw (Ph. van Gulpen)
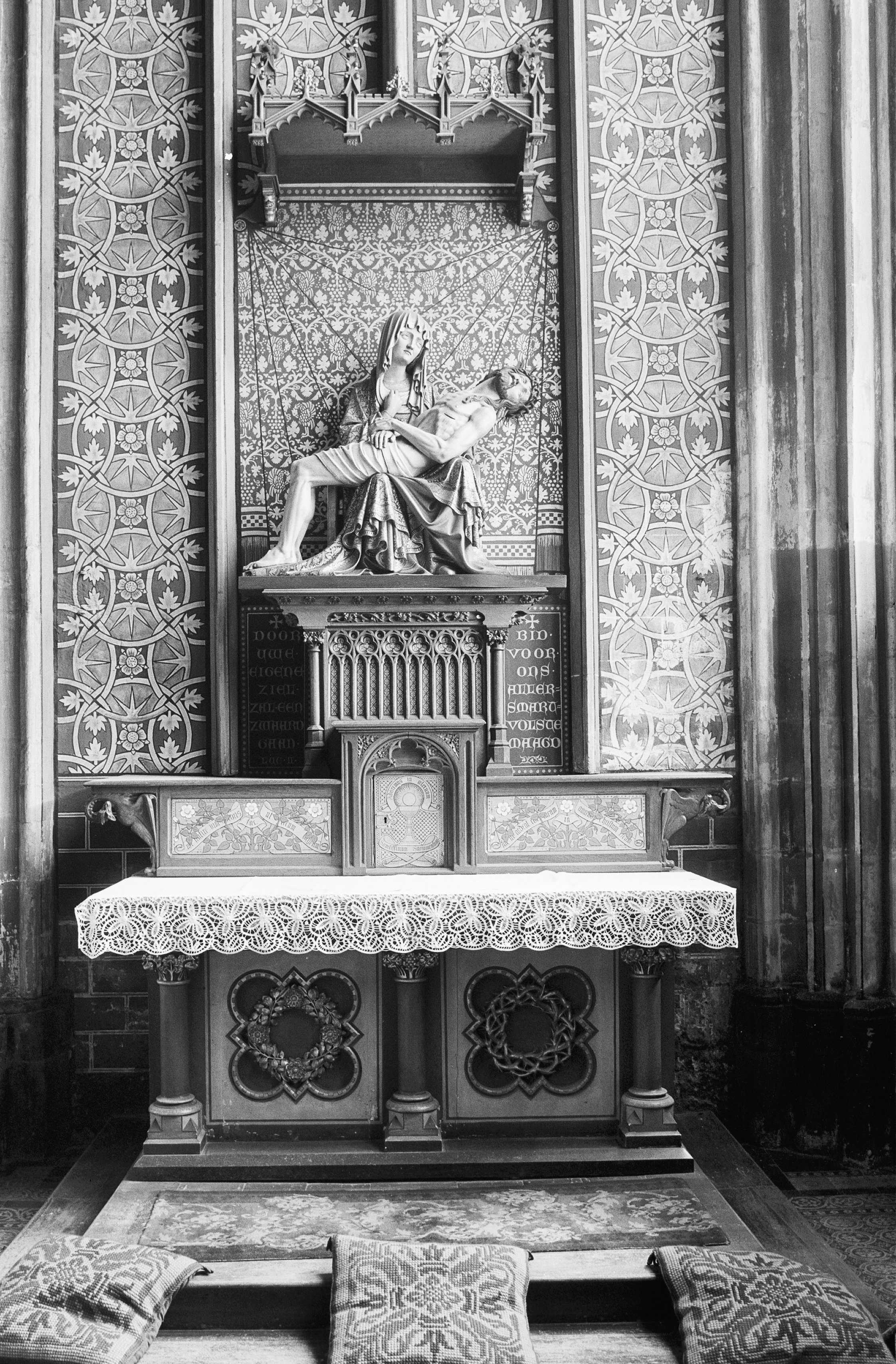
Vóór de verwijdering van de Cuypers-decoratie, 1985
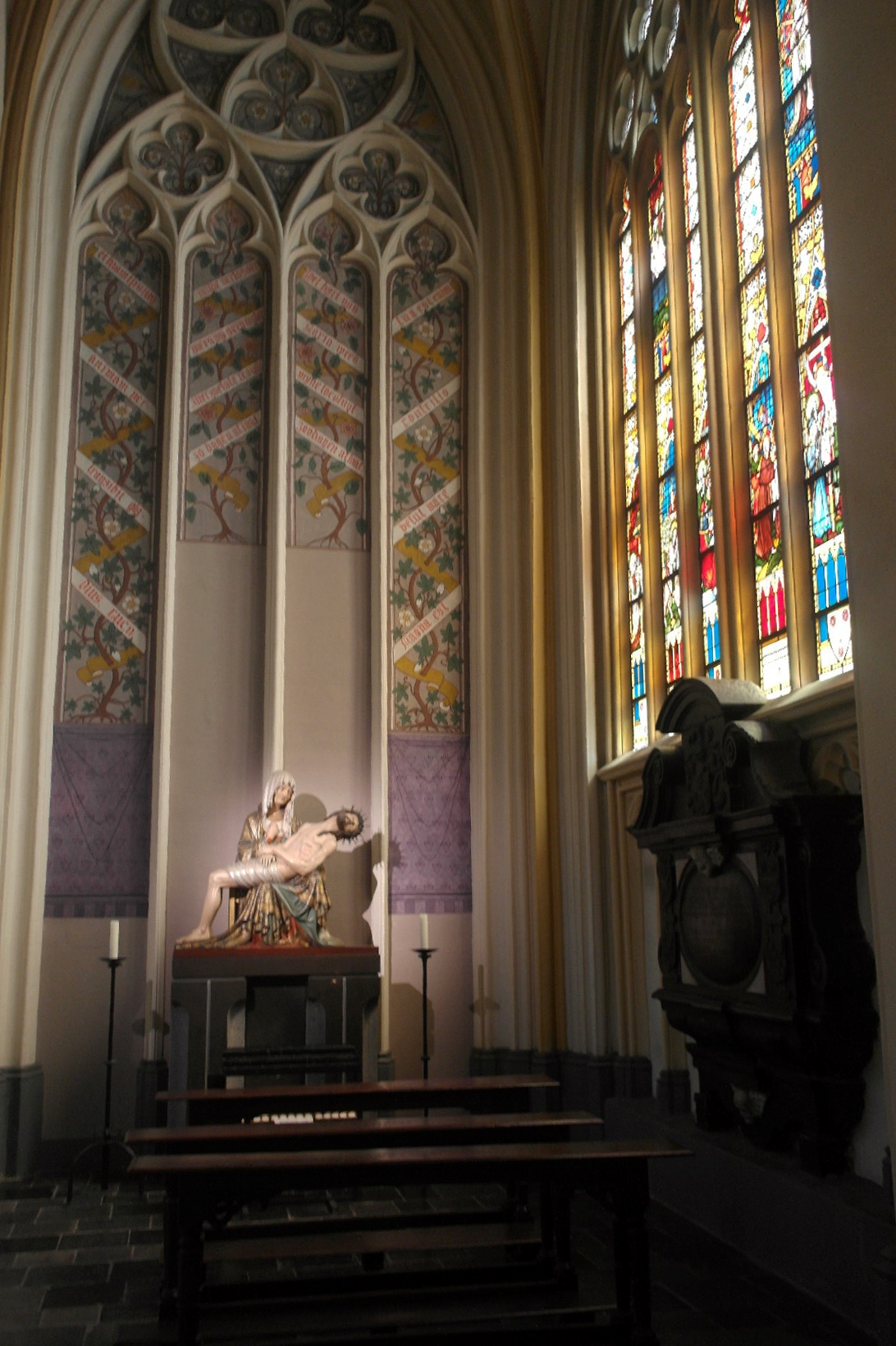
Na de restauratie, 2016
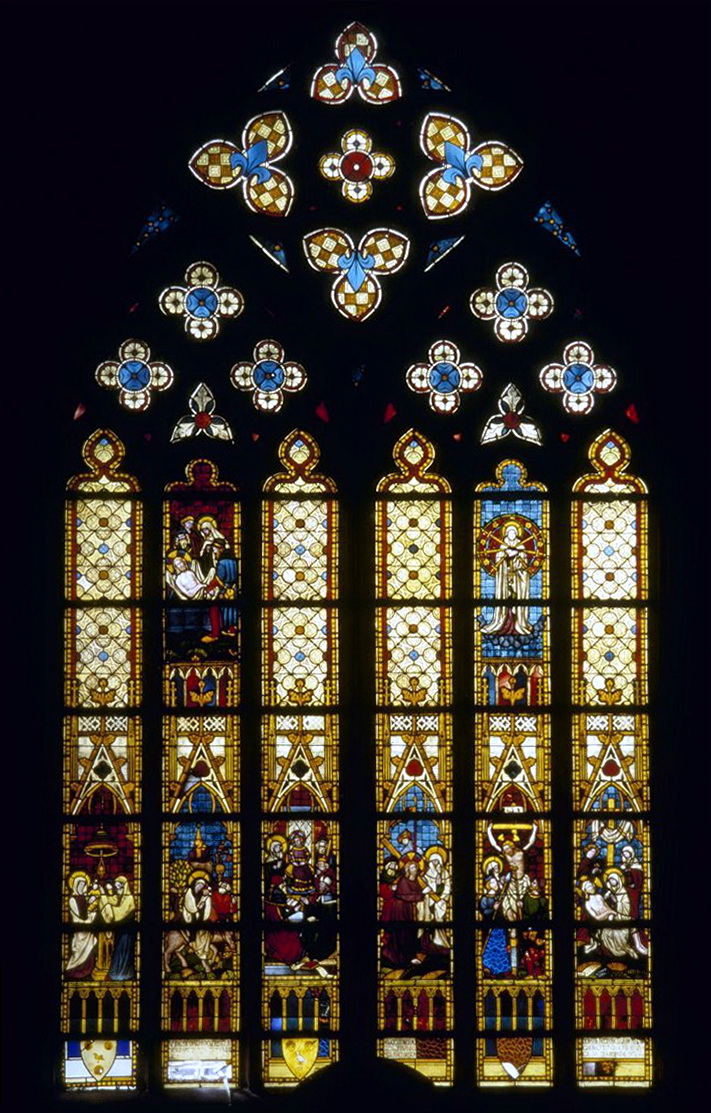
Raam met de Zeven Smarten van Maria, 1876

Het epitaaf van zwart en wit marmer van kanunnik Godefridus Thisius († 1604) is aan een pijler bevestigd bij de ingang van de kapel. Het monument bestaat uit drie delen. Het middelste deel bevat vijf albasten reliëfs: een knielende kanunnik, de Drie-eenheid en de Maagd Maria. Onder het linker venster bevindt zich het epitaaf van kanunnik Engelbert Boonen († 1661), niet te verwarren met de proost Engelbert Boonen († 1629), waarschijnlijk een familielid. Het classicistisch vormgegeven monument bestaat voornamelijk uit ornamenten van zwart marmer met twee witmarmeren cherubijnen.
Op een modern vormgegeven altaar tegen de oostwand staat een 15e-eeuwse piëta, waarschijnlijk afkomstig uit een Duits atelier. Het beeld is sterk gerestaureerd, omdat het in het verleden was verminkt, wellicht om de naakte Christus bij bepaalde gelegenheden te kleden. Dat laatste is te zien op een 19e-eeuwse tekening van Philippe van Gulpen. Onder het smalle venster in de middentravee is een klein altaar ingericht met een kopie van de icoon van Onze-Lieve-Vrouw van Altijddurende Bijstand.

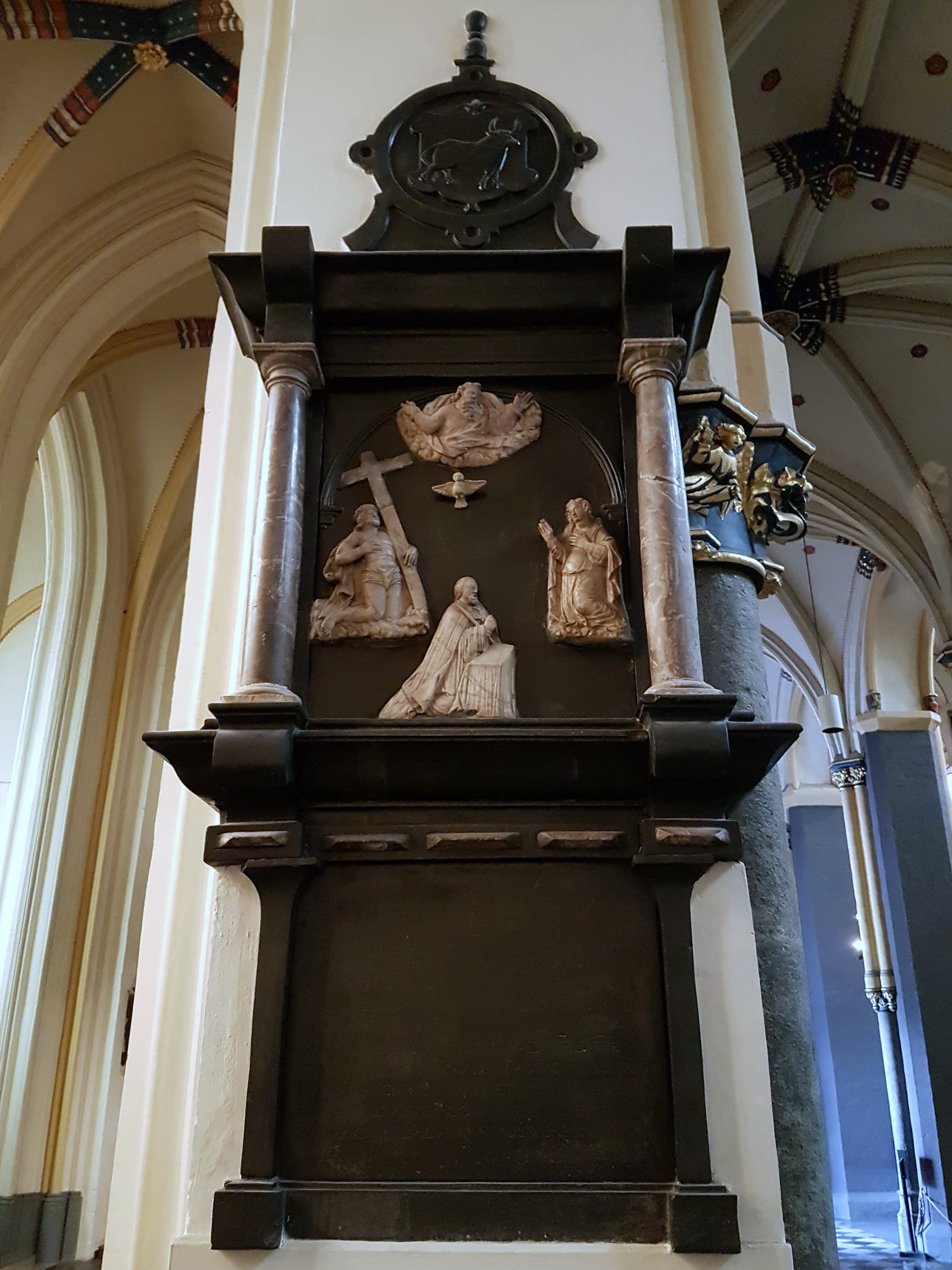
Epitaaf Godefridus Thisius, 1604
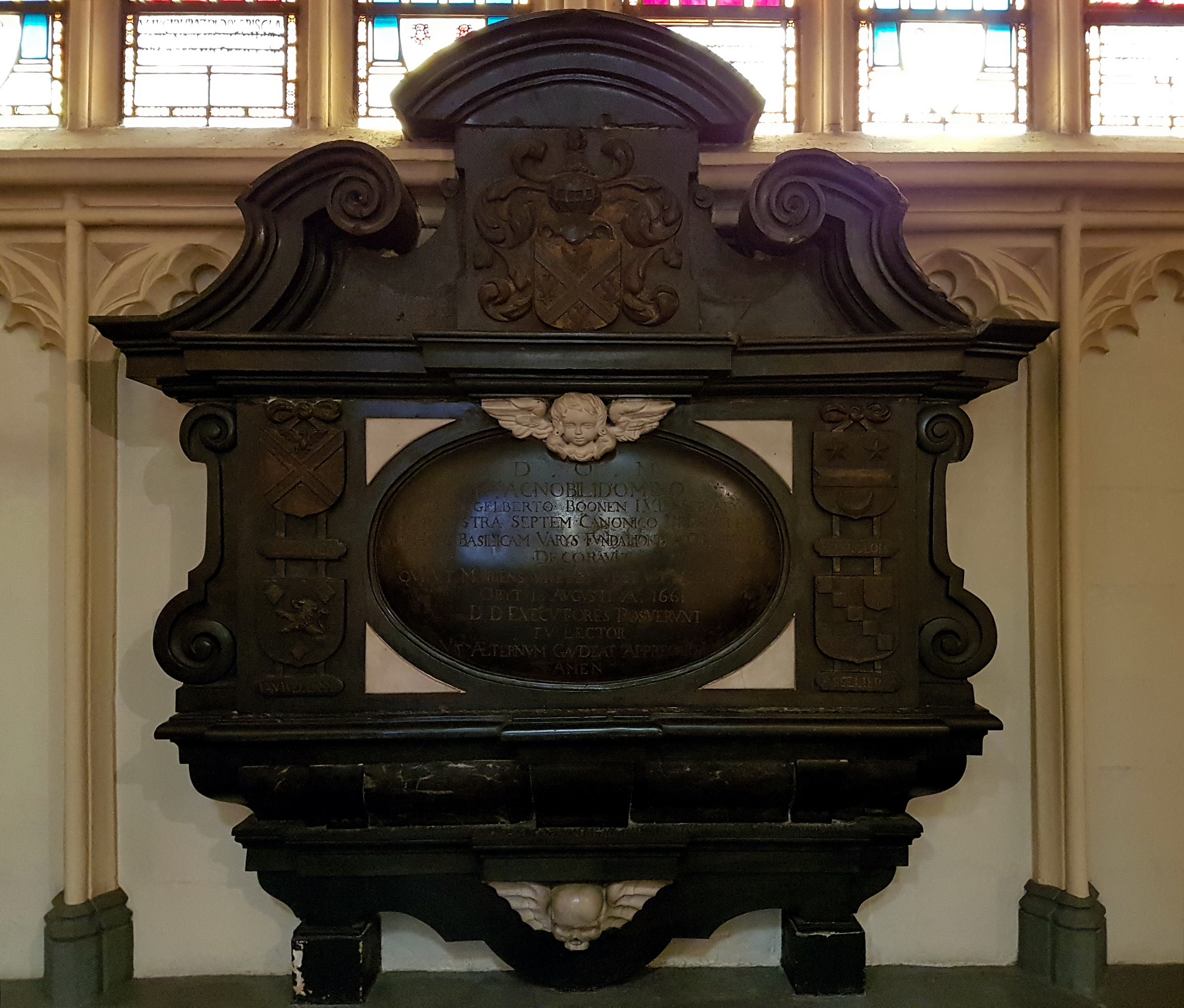
Epitaaf Engelbert Boonen, 1661
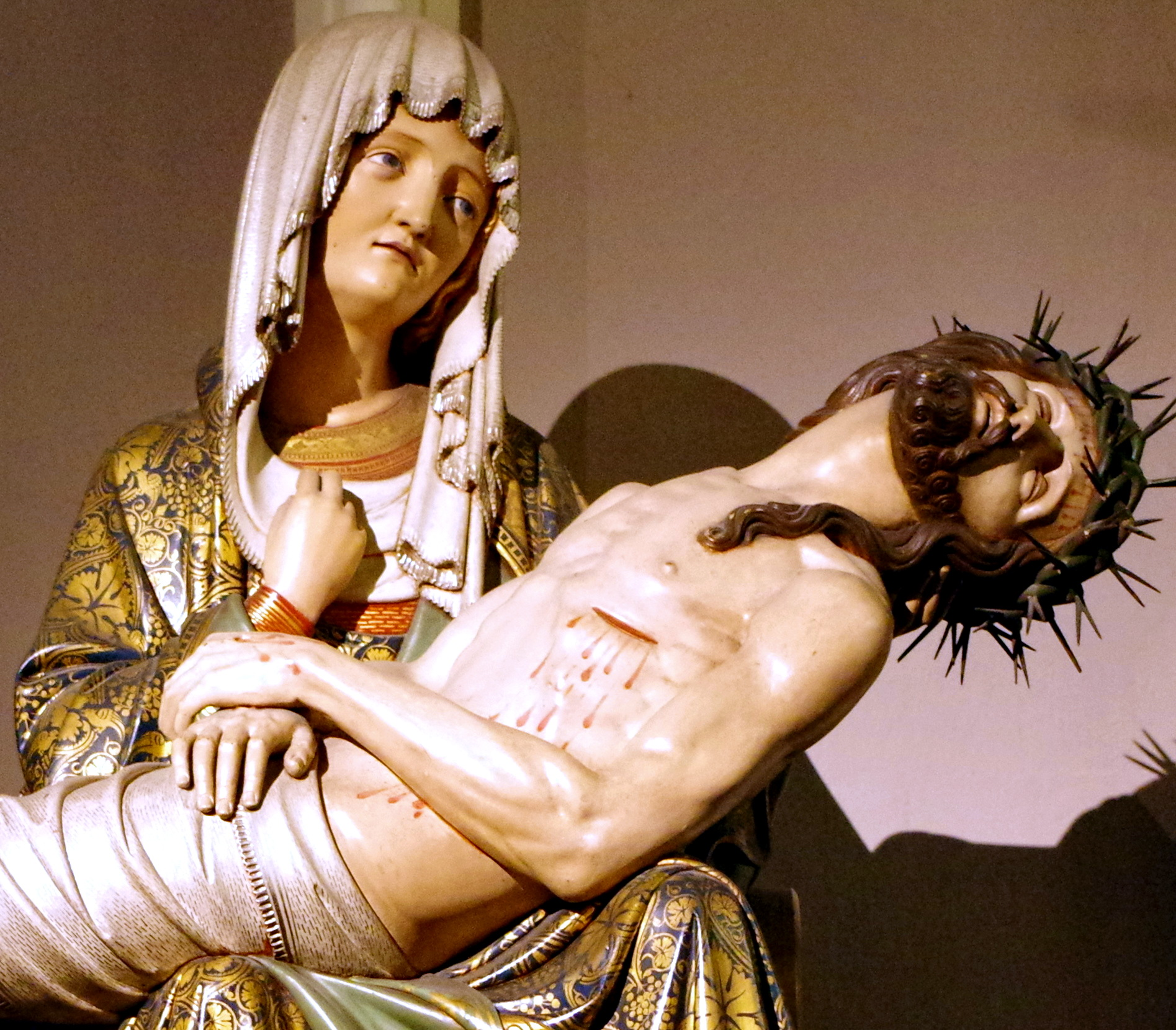
Detail piëta, 15e eeuw
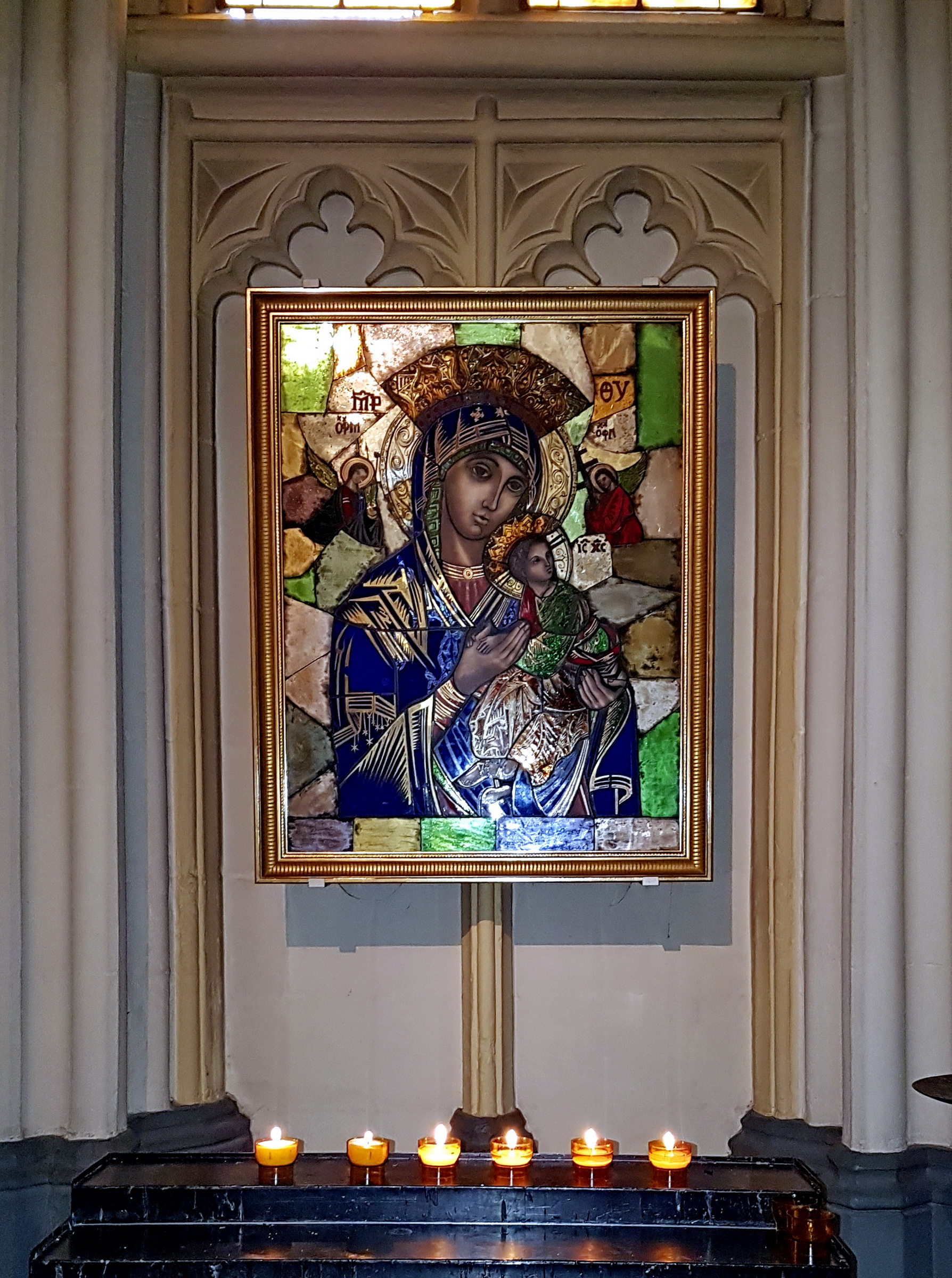
OLV van Altijddurende Bijstand

Tegen de westwand van de kapel staat een barokke biechtstoel van Daniël van Vlierden uit 1706. Daarboven hangt het doek Roeping van Sint-Hubertus, dat gesigneerd is door Joannes Wery, die vooral als zilversmid bekend is (of een familielid daarvan). Aan de muur tussen de kapelingangen hangen een tweetal schilderijen, waaronder een Heilige Familie poserend in een klassieke omgeving. Dit schilderij is in het verleden toegeschreven aan Francisco Pacheco. De classicistische architectuur en het wapperende rode gordijn doen eerder denken aan de in Luik geboren schilder Gerard de Lairesse. Een ander schilderij stelt de bewening van Christus voor en is geschilderd in de trant van Antoon van Dyck.

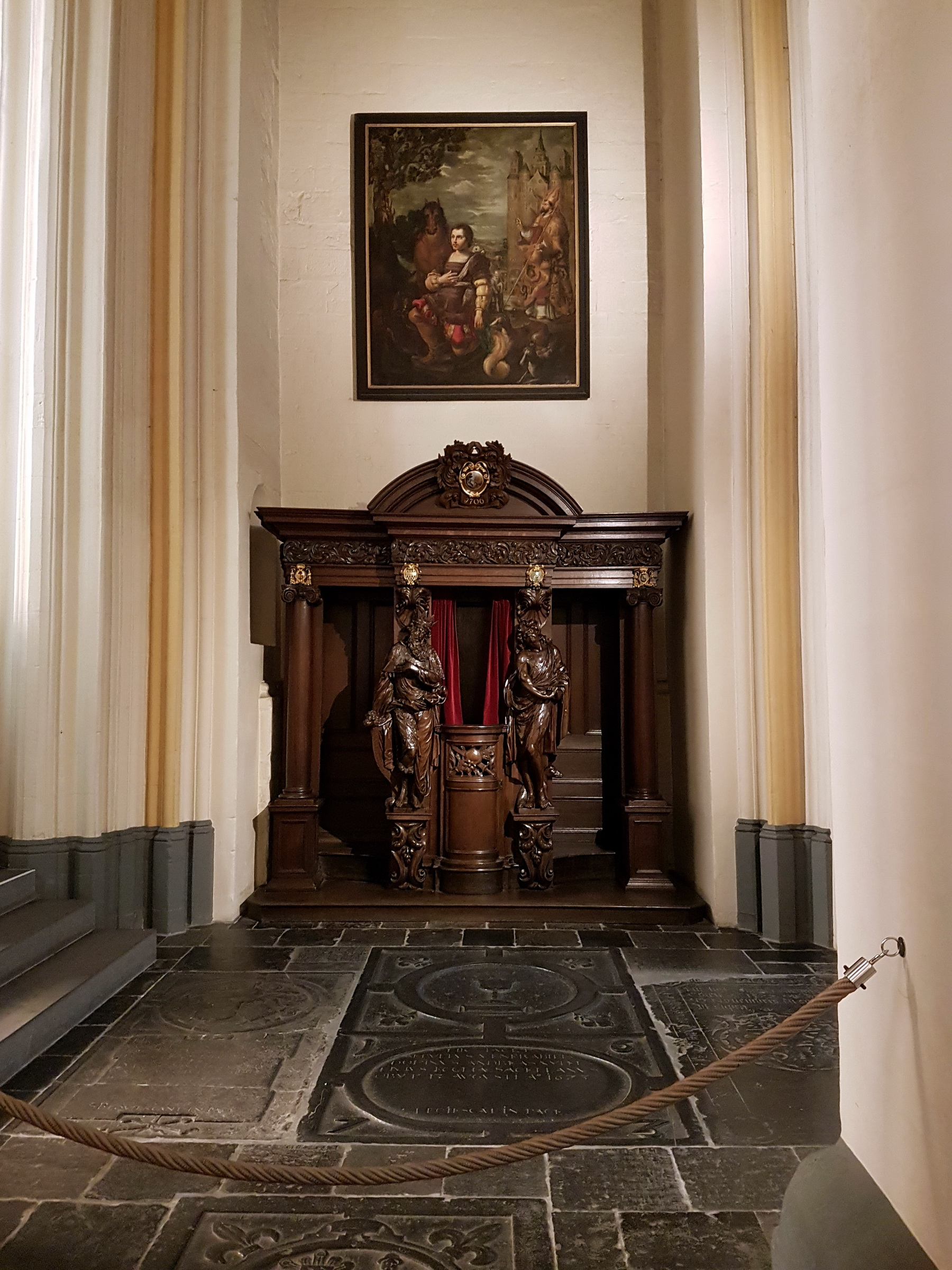
Preekstoel en schilderij
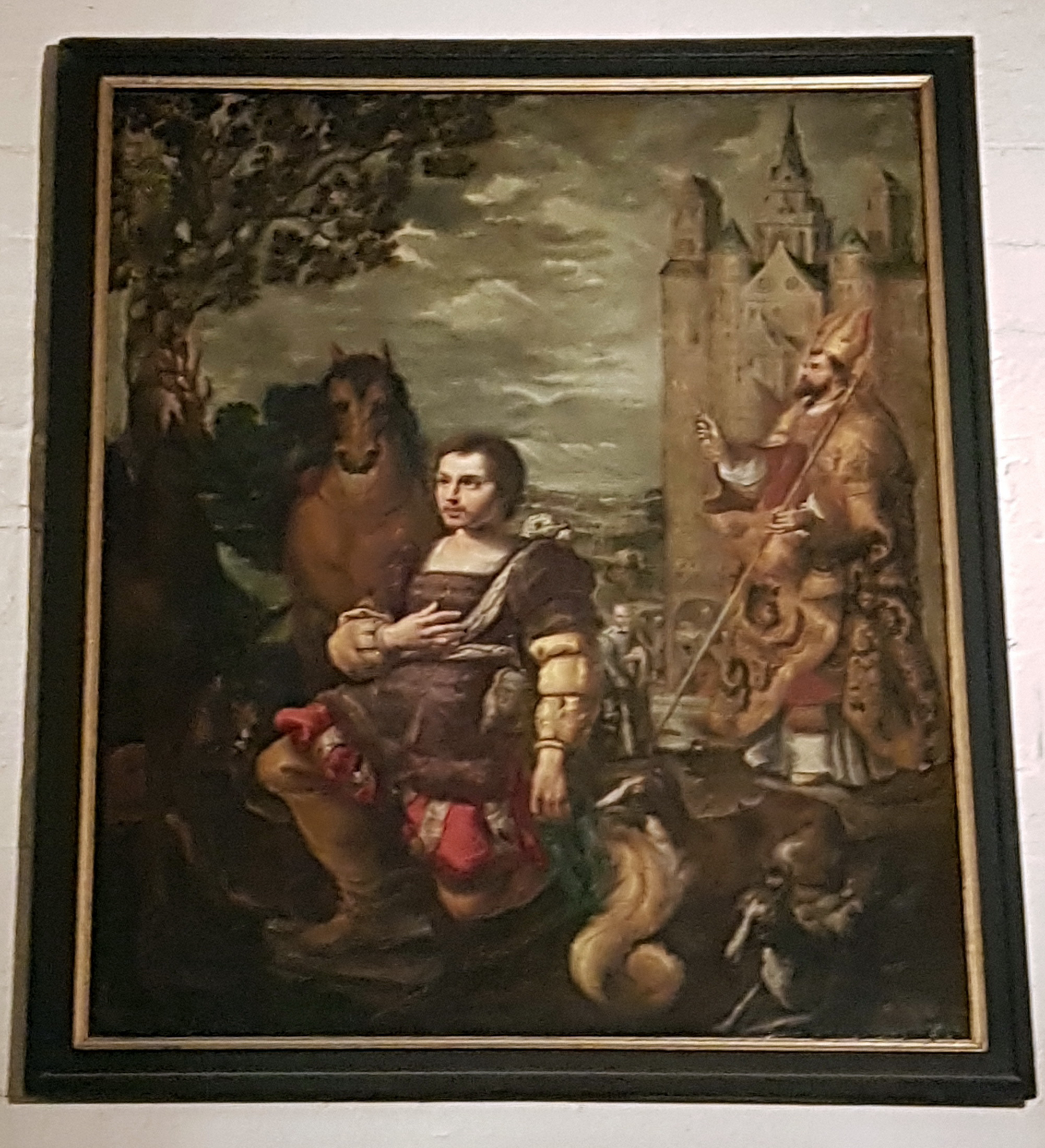
Roeping van St-Hubertus
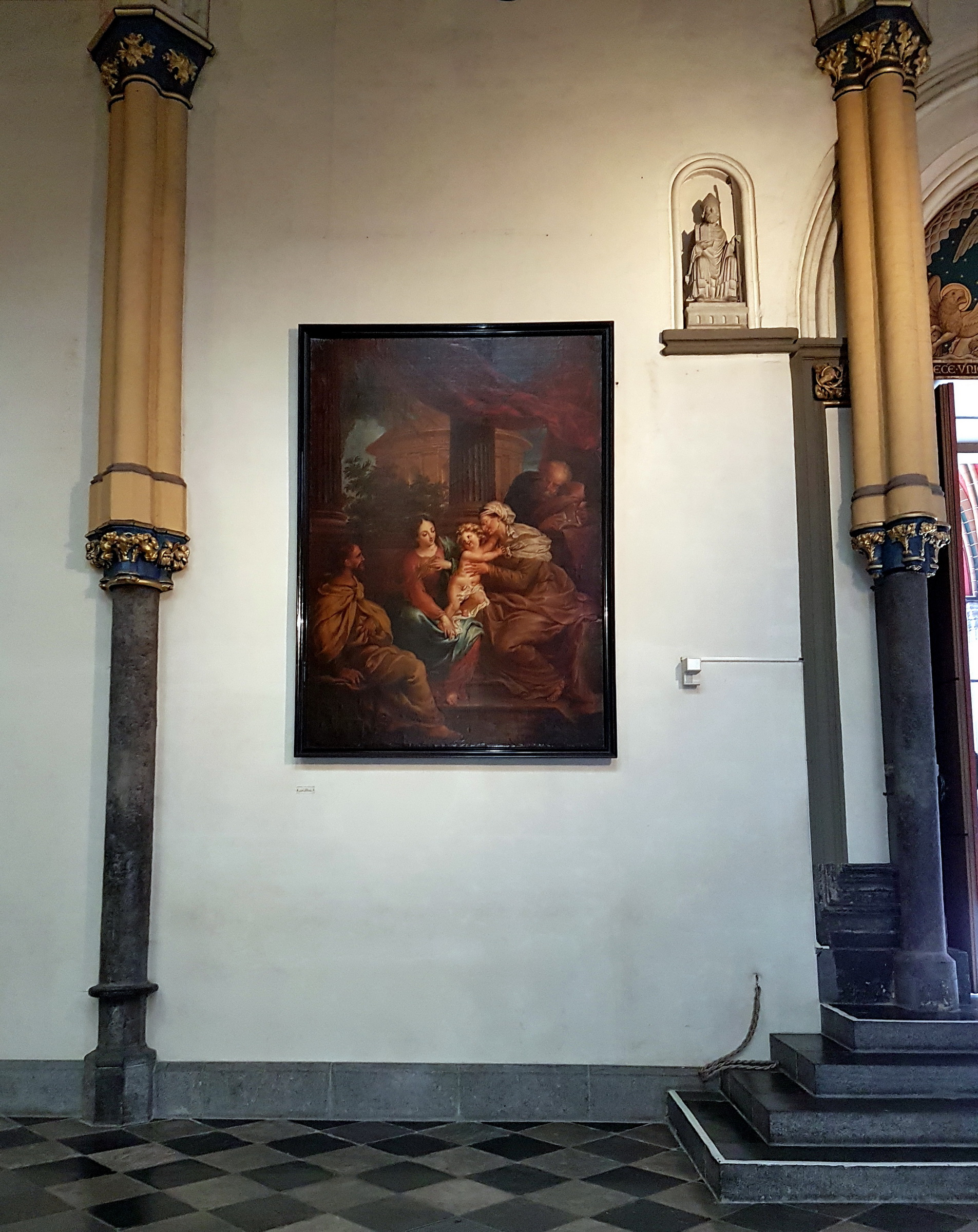
Heilige Familie
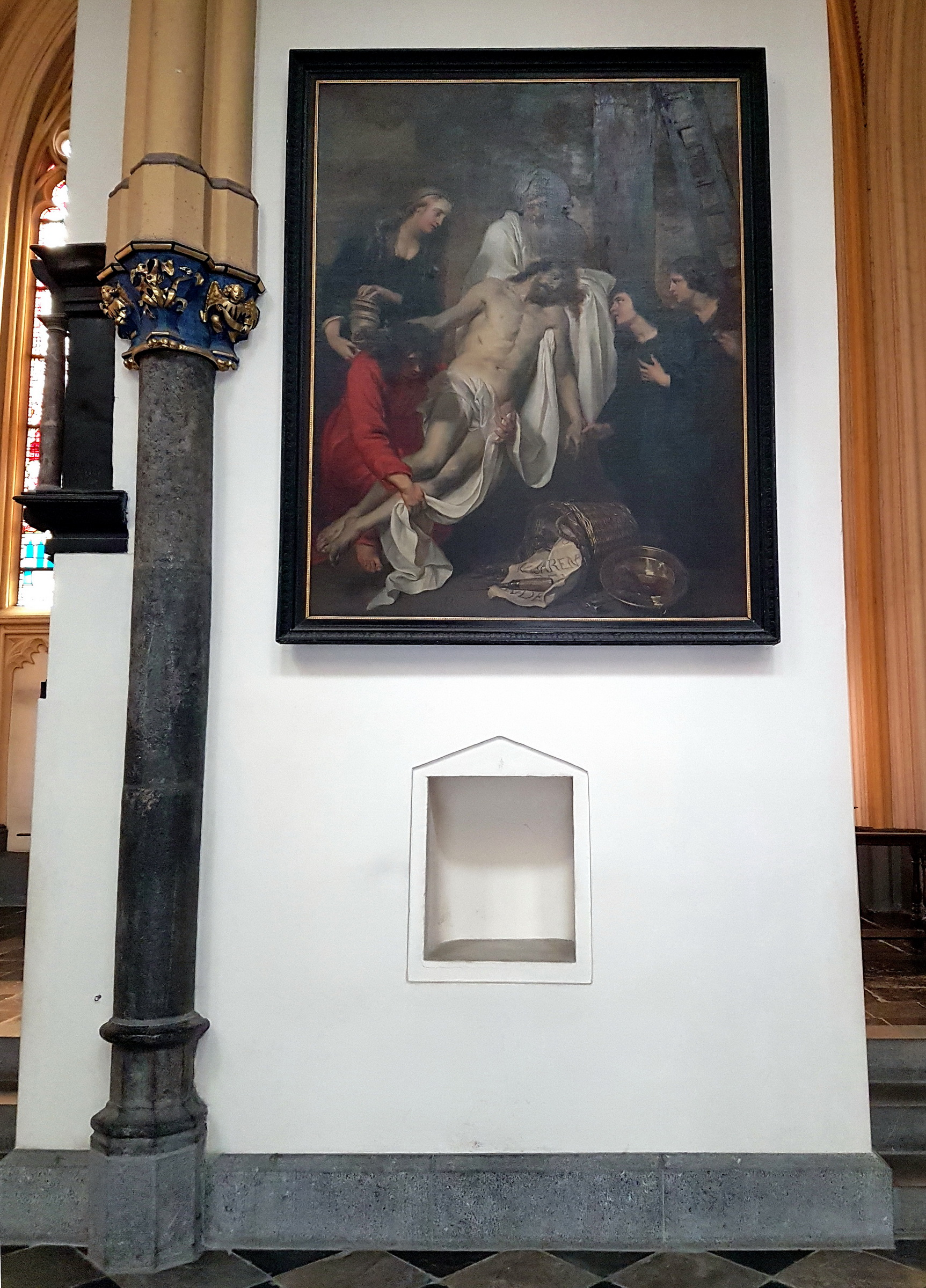
Bewening van Jezus

### Doopkapel

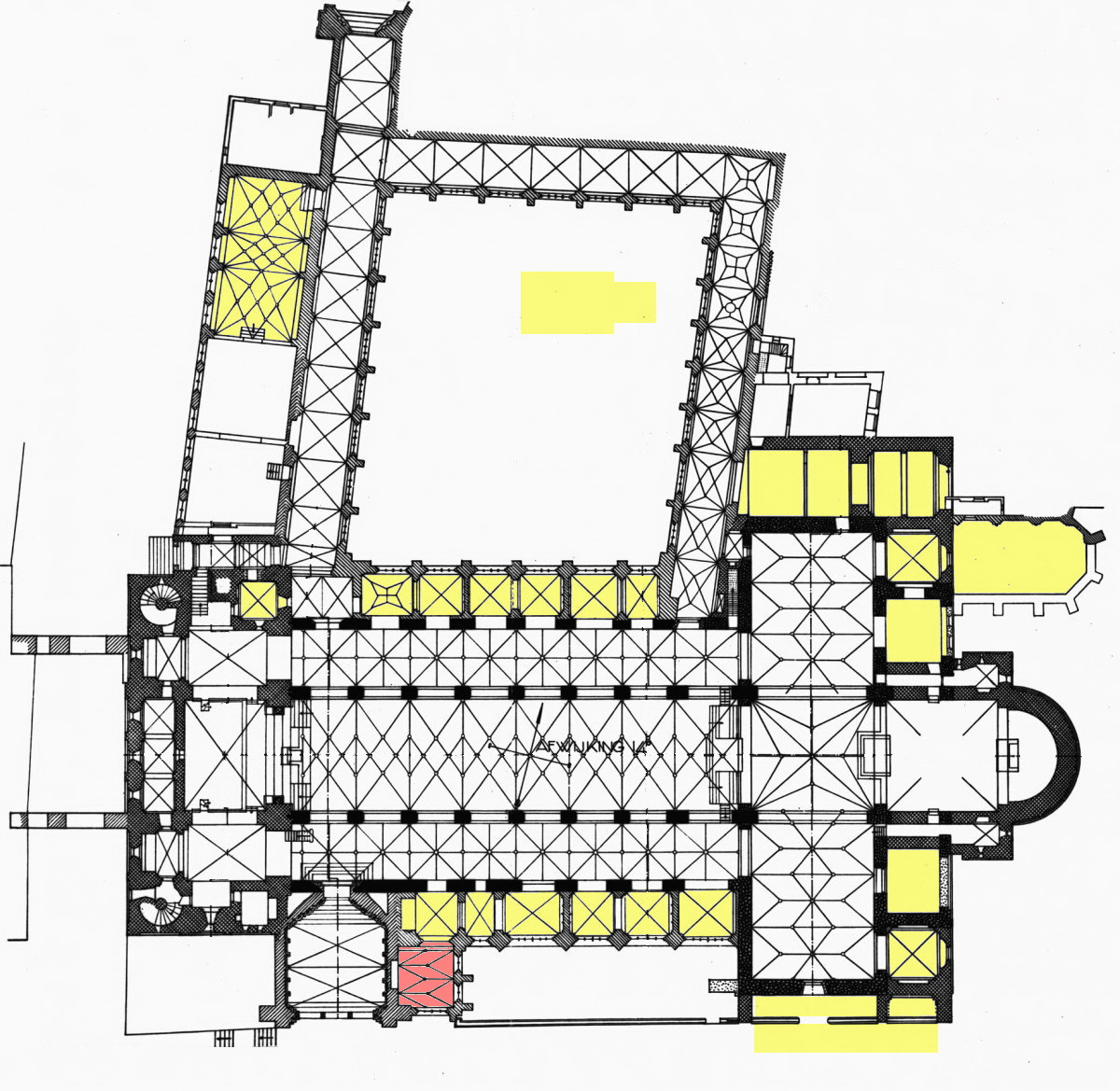
Locatie van de kapel

De doopkapel, vroeger Sint-Catharinakapel genoemd, is in feite de zuidelijke uitbouw van de hiervoor besproken kapel. Een Catharina-altaar naast het Bergportaal wordt al in 1285 genoemd, maar mogelijk was dit een pijleraltaar nabij het genoemde portaal. Het is niet bekend wanneer de kapel de functie van doopkapel kreeg. De toegang wordt afgesloten door een houten hek met barok snijwerk, afkomstig uit de Dominicanenkerk. De kapel is overkluisd met een netgewelf met gewelfribben die steunen op gebeeldhouwde kraagstenen met engelen. In de westmuur bevindt zich een brede, rechthoekige nis, waar vroeger een doorgang naar het Bergportaal was. In de kapel bevinden zich twee 15e-eeuwse grafzerken van kanunniken, beide met familiewapen, evangelistensymbolen en een Latijns randschrift. De meest zuidelijke grafzerk is van kanunnik Godfried van Chiny († 1438), waarschijnlijk een zoon van Godfried II van Heinsberg en Daelenbroeck, en een oom van Jan van Heinsberg, proost van Sint-Servaas (ca. 1411-1419) en daarna bisschop van Luik. De andere zerk is van kanunnik Johannes van Pietersheim († 1428).
De kapel werd in 1988-89 gerestaureerd, waarbij onder andere het muurwerk en het glas in lood werden hersteld en de neogotische uitmonstering van Cuypers plaatsmaakte voor een reconstructie van de oorspronkelijke gotische decoratie. De drie glas-in-loodramen, omstreeks 1878 vervaardigd door Frans Nicolas, zijn daarbij gehandhaafd. Het grote venster in de zuidgevel heeft als onderwerp de doop van Jezus in de Jordaan en de prediking van Johannes de Doper. In de oostgevel bevinden zich twee kleinere vensters met abstracte motieven. In de kapel staat een 15e-eeuws geelkoperen doopvont in de vorm van een kelk met een ronde kuip, gedragen door een achtkantige schacht op een ronde voet. Het neogotische deksel is een geschenk van de familie De Stuers en werd in 1908 door Edelsmidse Brom in Utrecht vervaardigd. In de kapel hangt een 17e-eeuws schilderij dat eveneens de doop van Jezus in de Jordaan voorstelt.

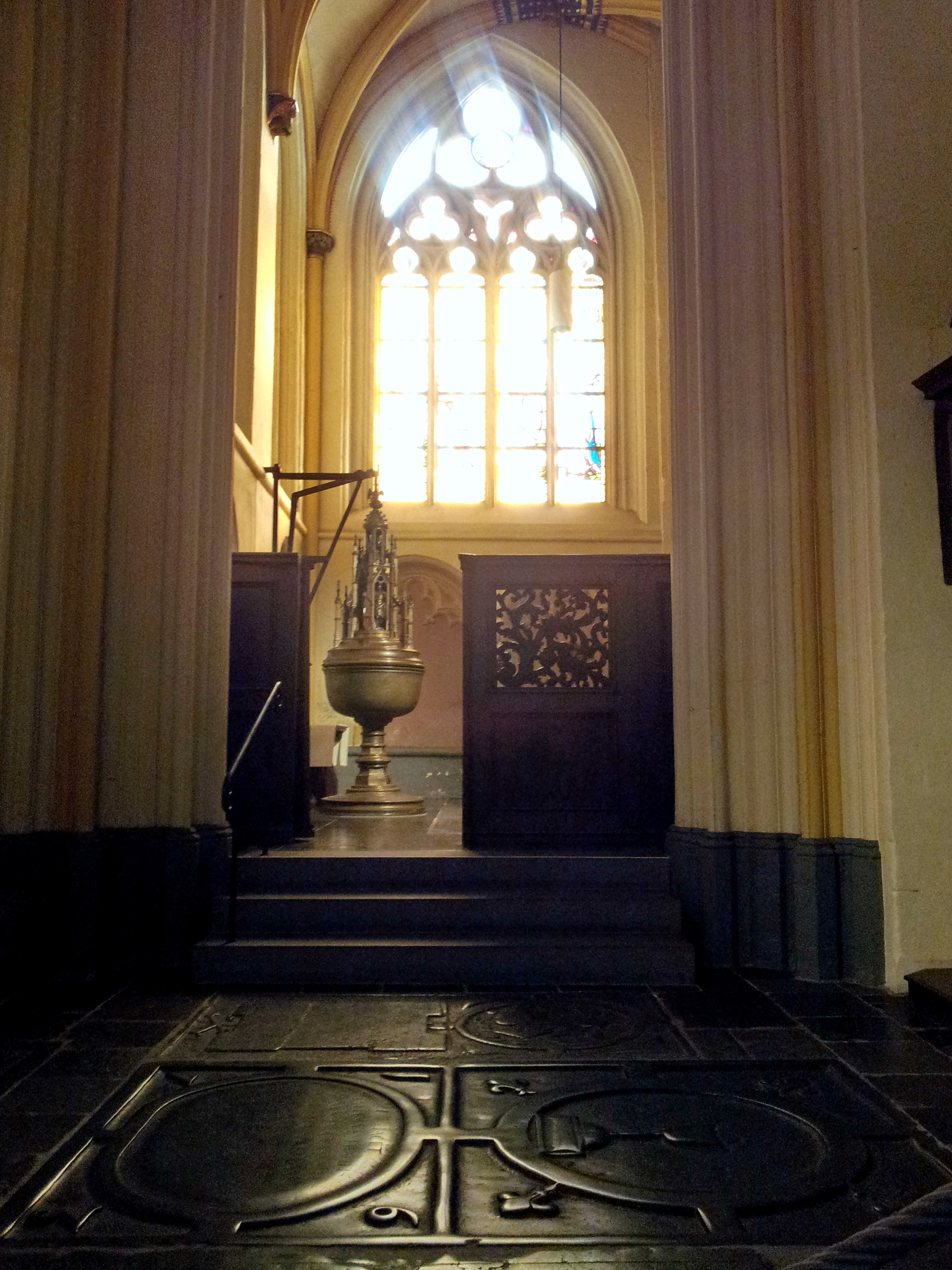
Entree doopkapel met half geopend hek
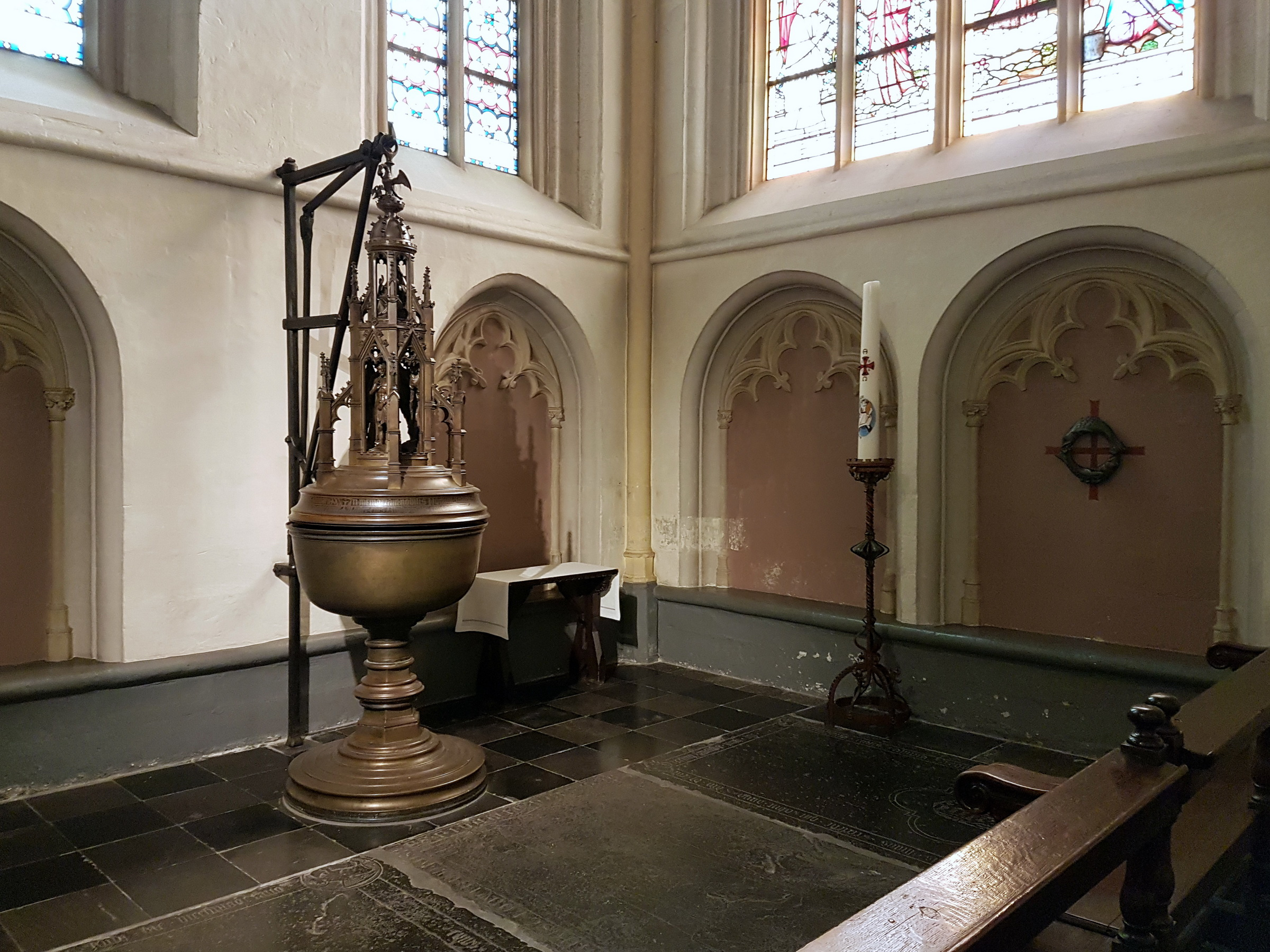
Overzicht kapel met doopvont en grafzerken
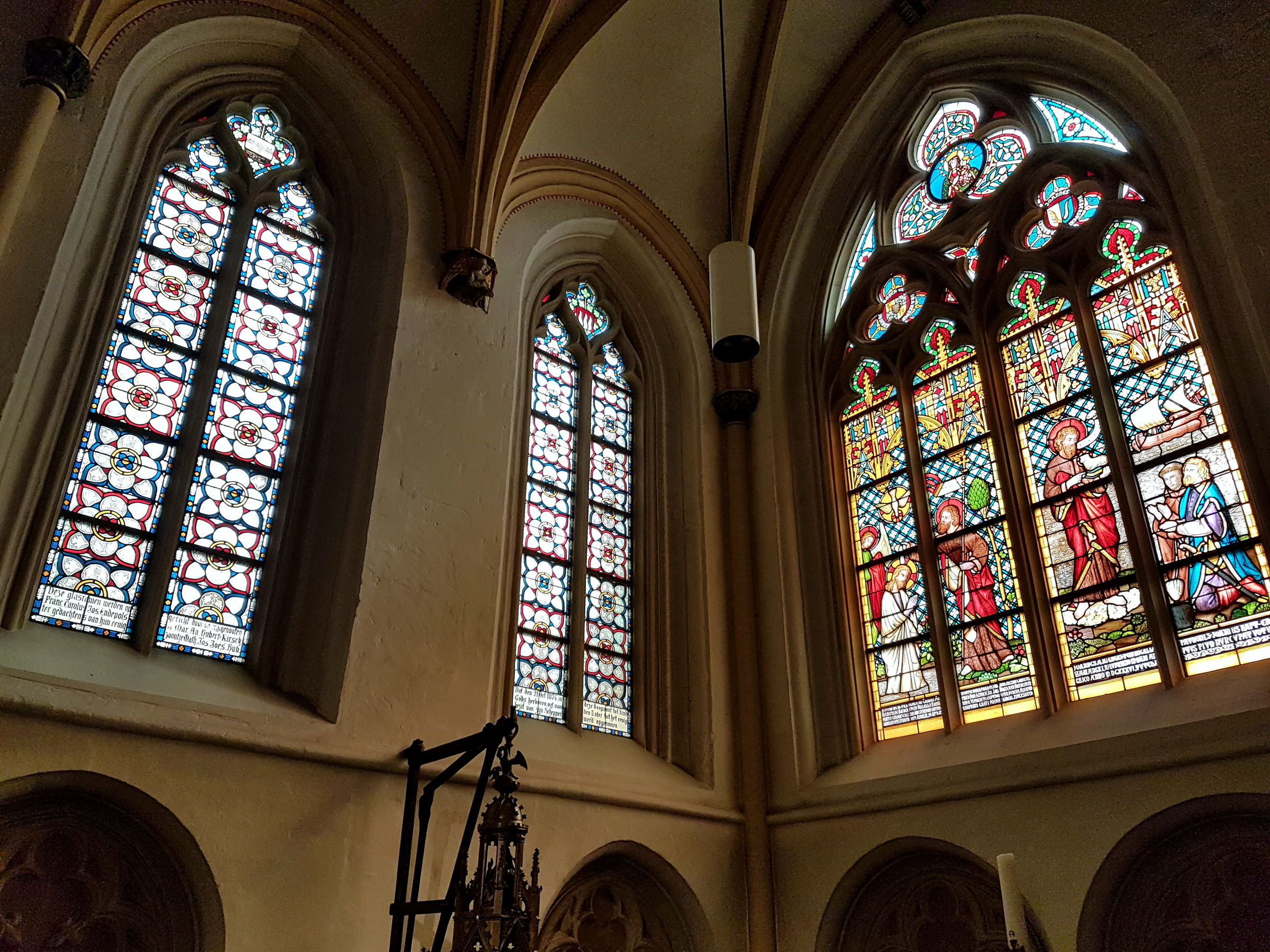
Glas-in-loodramen uit 1878
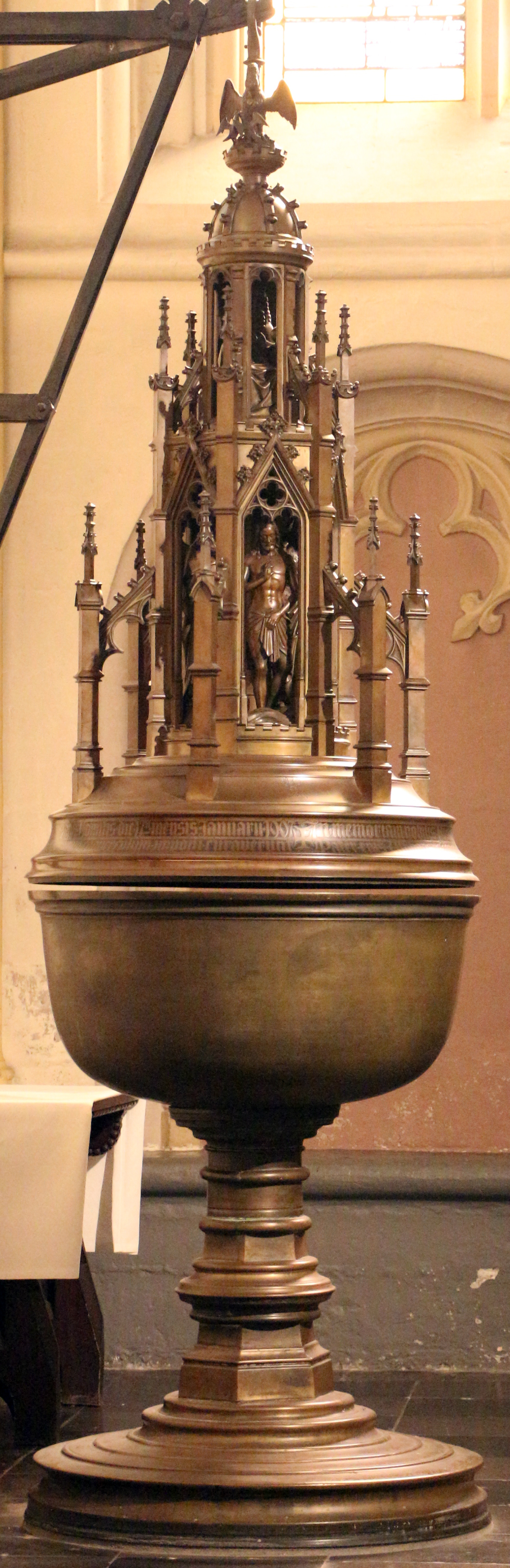
15e-eeuws doopvont met neogotisch deksel

## Proostenkapel in het westwerk

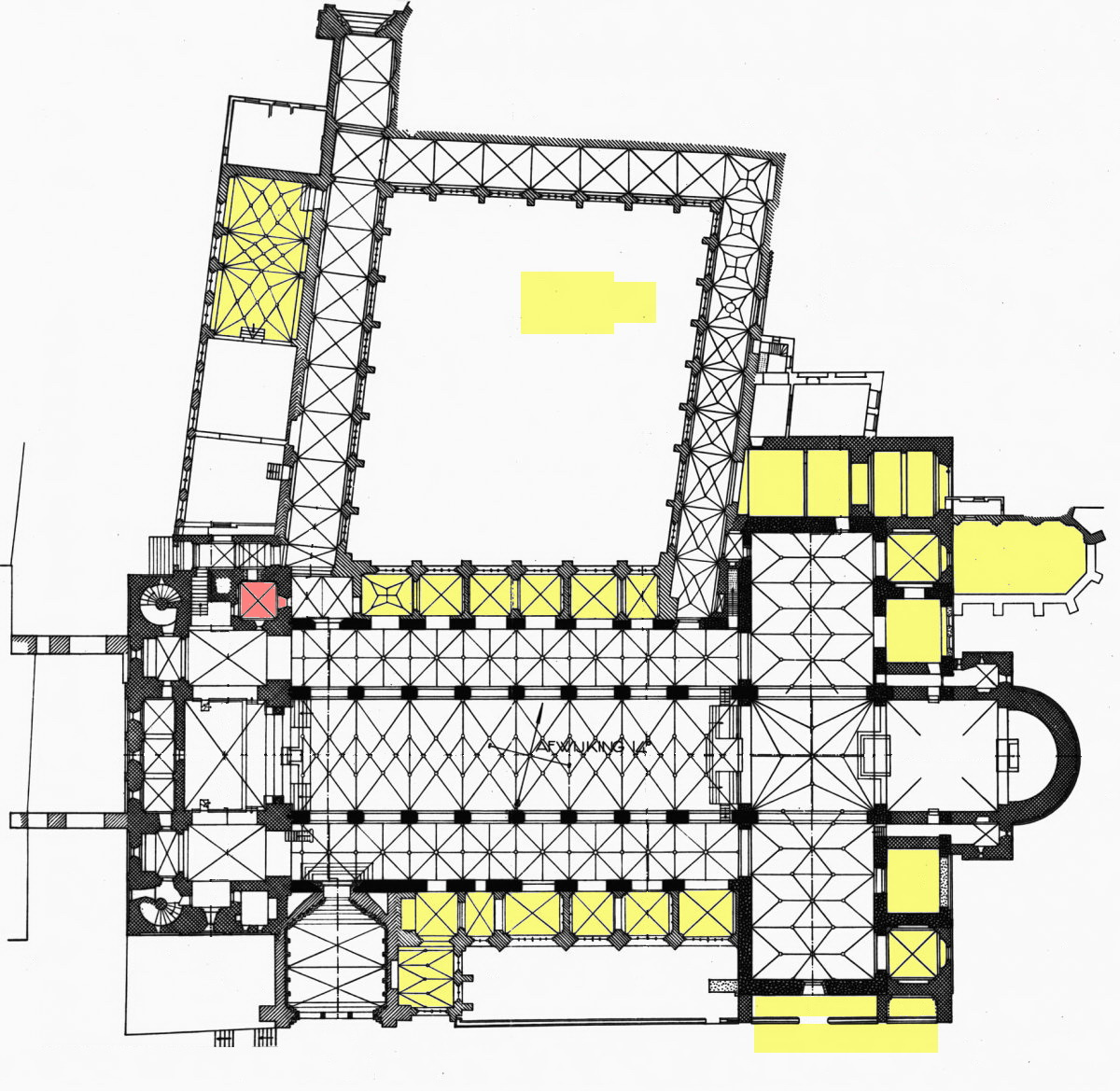
Locatie van de kapel

De proostenkapel of Sint-Agathakapel was de privékapel van de proost van het Sint-Servaaskapittel. De kapel bevindt zich op de galerijverdieping van het westwerk, op de noordoostelijke hoek. Vroeger was aan de noordelijke westwerkboog een houten, overdekte loopbrug bevestigd, die het westwerk verbond met de proosdij van Sint-Servaas, waardoor de proost ongezien de straat Sint Servaasklooster kon oversteken.
De proostenkapel heeft een rechthoekige plattegrond met een halfronde apsis, eigenlijk een apsidiool. Deze is vanaf de pandhoftuin van de kruisgang te herkennen als een uitstulping in de oostelijk westwerkmuur. De mergelstenen apsidiool contrasteert met de donkere kolenzandsteen die elders in het westwerk is gebruikt, wat erop kan duiden dat deze later is aangebracht. Van buitenaf is onder het halve kegeldak een rondboogfries te zien; boven het dak een kruisvormige lichtopening. In de ronding van de apsidiool en in de noordmuur bevinden zich rondboogvenstertjes met kleurloos glas. In het interieur zijn ter weerszijden van de apsidiool rondbogige nissen in de muren uitgespaard. Het koor heeft een tongewelfje en een half koepelgewelf; de traveeën zijn gedekt met romaanse kruisgewelven. Afhankelijk van waar men de westelijke begrenzing van de kapel situeert, zijn er aansluitend aan het koor één of twee traveeën.
Kunsthistorisch van groot belang zijn de twaalfde-eeuwse figuratieve kapitelen, die ook elders in de westwerkgalerij te vinden zijn. Aan weerszijden van het koor is op het ene hoekkapiteel een man op een krukje die groente snijdt te zien, een figuur met een kruik en eentje met een plantstok die oogst en tegelijkertijd brood eet, en op het andere vogels met stenen in hun klauwen die een man wegdragen. Het vierzijdige kapiteel dat naar het westkoor is gericht toont aan de noordzijde gebladerte, aan de westzijde twee vogels, aan de zuidzijde Terra die twee draken zoogt, en aan de oostzijde Astomi (mythologische wezens die niet eten of drinken, maar aan plantaardig voedsel ruiken). Het daar tegenoverliggende halfkapiteel aan de noordwand heeft een veel aardser onderwerp: werkers in een wijngaard. De twee meest westelijke kapitelen tonen twee van elkaar afgewende struisvogels die in gebladerte achter zich bijten en een mythische peridexionboom tussen twee tweekoppige draken, waarvan de achterste koppen in hun eigen vleugels bijten.
De kapel werd in het verleden aangeduid als Karelskapel, omdat hier een altaar gewijd aan Karel de Grote zou hebben gestaan, wat door sommigen wordt bestreden. Omstreeks 1200 was het altaar gewijd aan de heilige Agatha; in 1369 werd het genoemd als een van de "zeven oude altaren" van de kerk. Het huidige altaar in de proostenkapel bevat de originele altaarsteen van het Maria-altaar in het westkoor. De steen, die bij de restauratie in de jaren 1980 onder het hoofdorgel vandaan kwam, bevat in gotische minuskels het opschrift Jhesus-Maria.

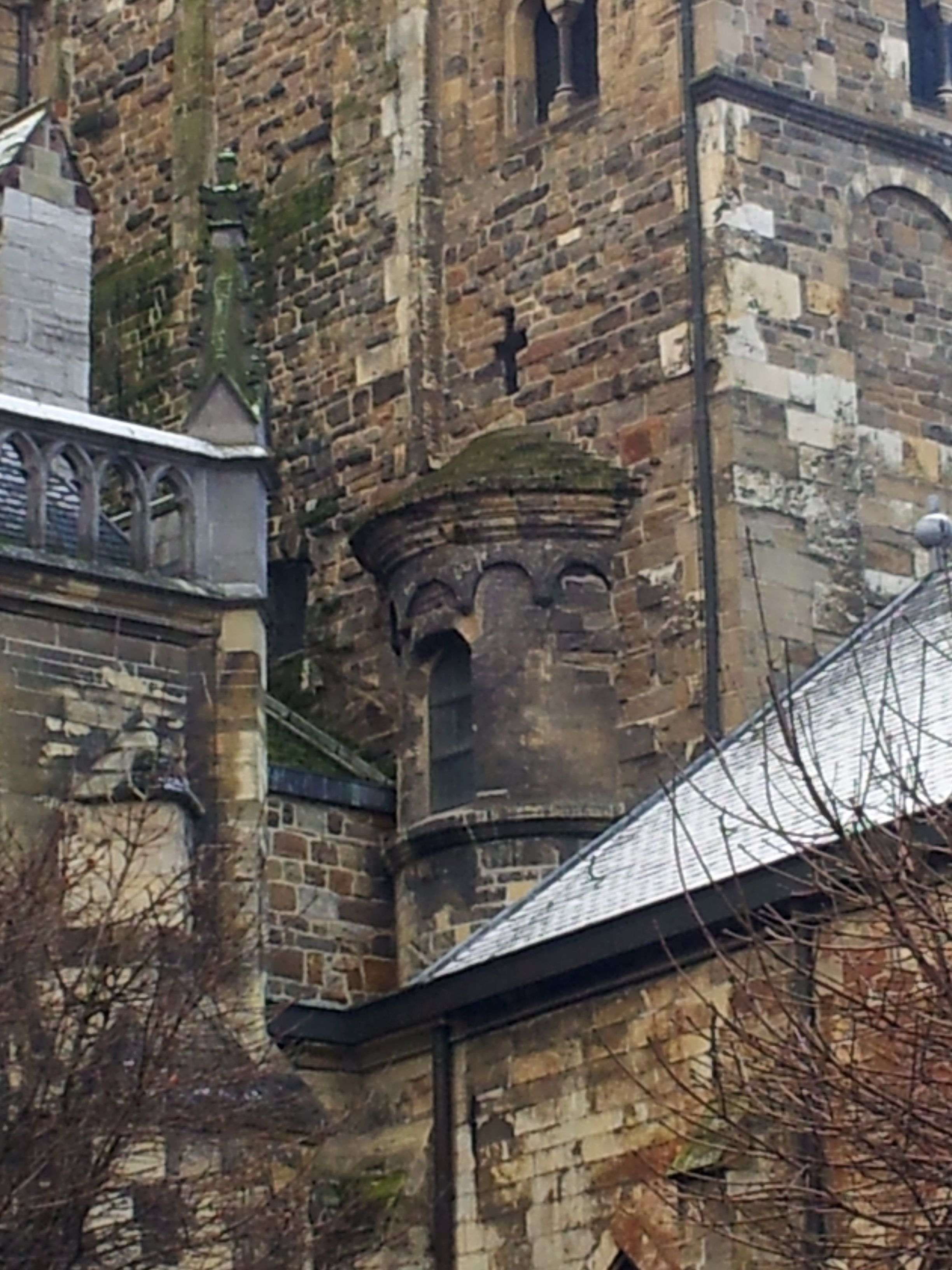
Apsidiool proostenkapel, gezien vanaf de pandhof
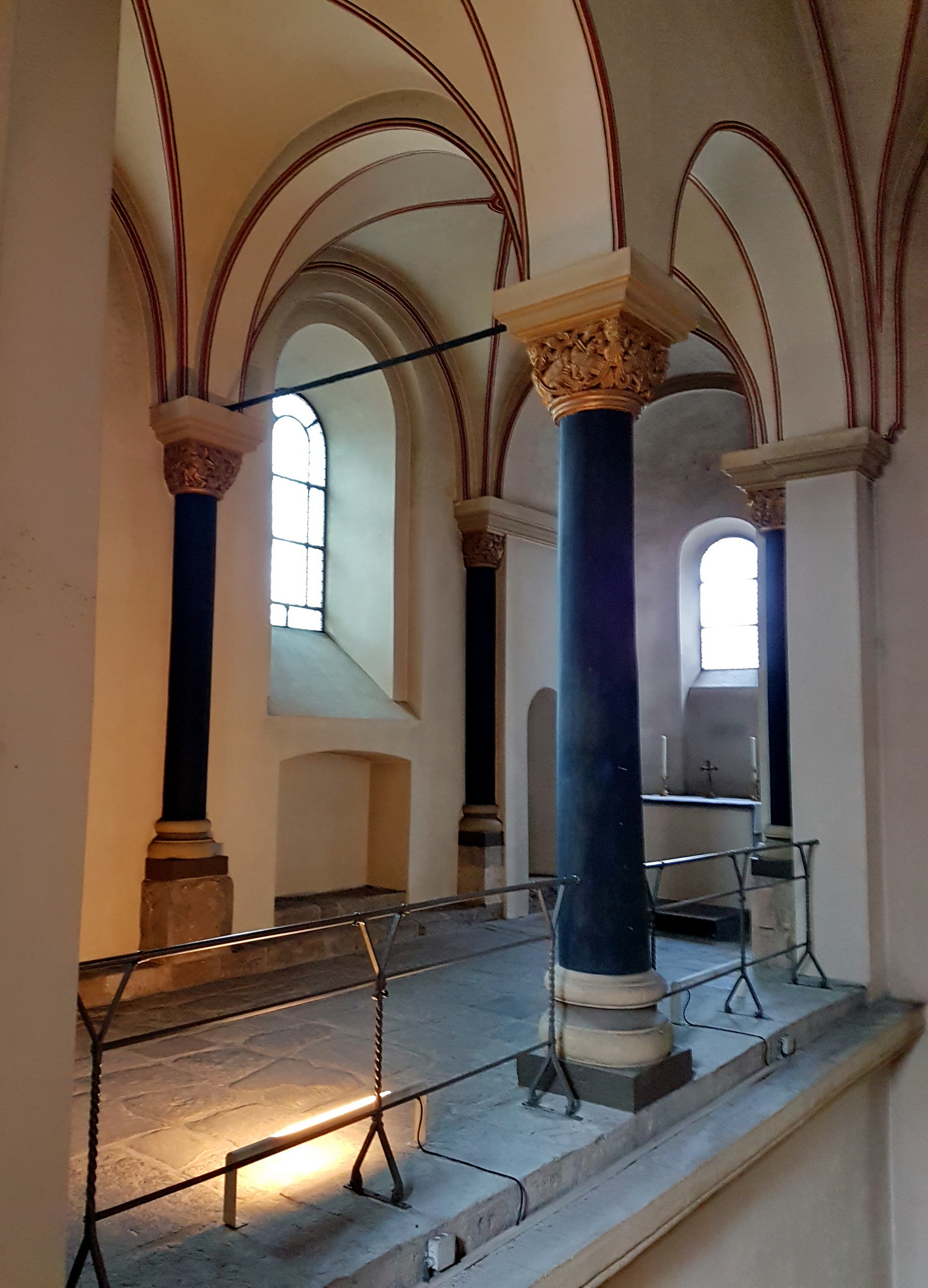
Westwerkgalerij met proostenkapel
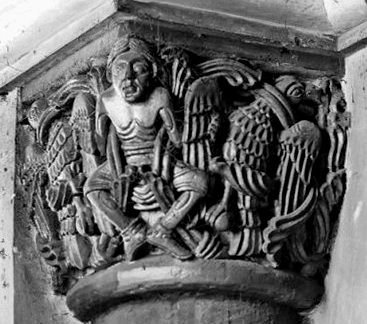
Hoekkapiteel met vogels die een man wegdragen
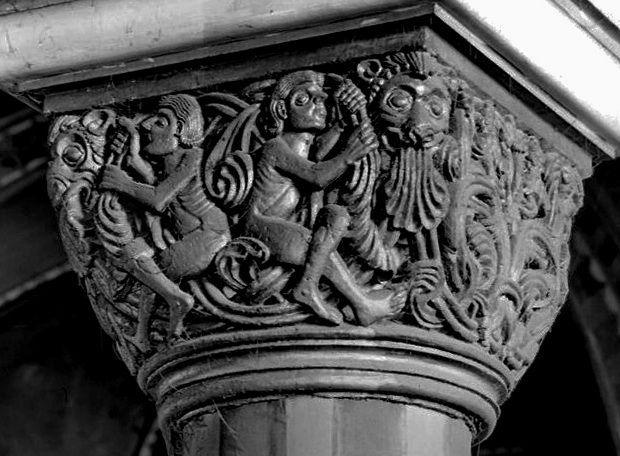
Vierzijdig kapiteel met Astomi die aan planten ruiken

## Kruisgangkapellen

### Sint-Servaaskapel

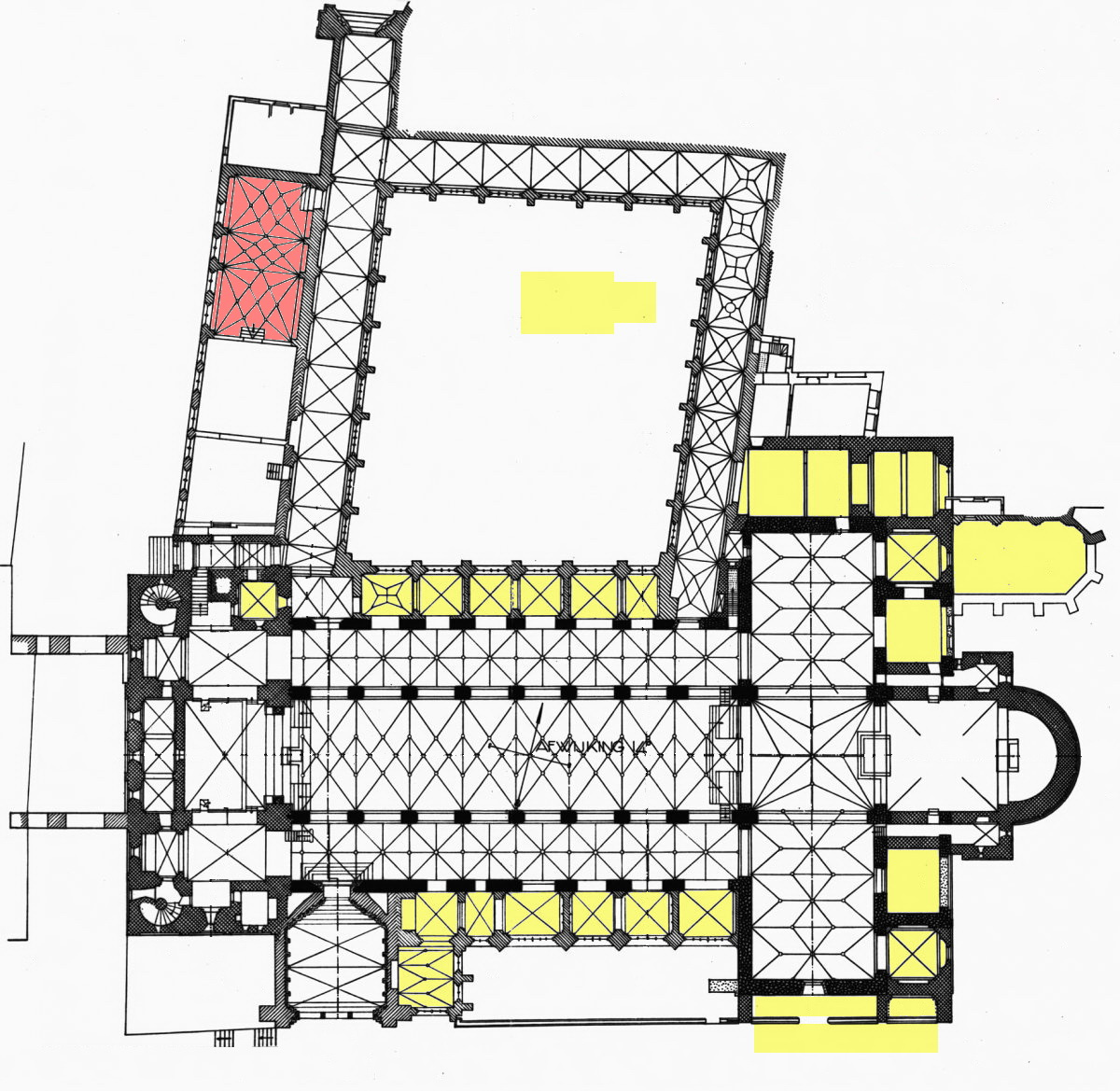
Locatie van de kapel

De aan de westelijke kloostergang gelegen Sint-Servaaskapel deed tot de opheffing van het kapittel in 1797 dienst als refter en was van 1895 tot 1982 de schatkamer van de Sint-Servaaskerk. Vanaf 1984 is de ruimte in gebruik als dagkapel van de basiliek. De eind 19e eeuw grotendeels gereconstrueerde kapel heeft een beschilderd ribgewelf en gebeeldhouwde consoles met engelen die passiewerktuigen tonen. De neogotische vensters zijn ook hier van Frans Nicolas & Zonen. Blikvanger is het Maastrichts passieretabel, een laatgotisch altaarretabel dat in een nis aan de zuidgevel van de kapel hangt. De nis vormt tevens een doorgang naar de sacristie. De kapel bevat verder diverse andere waardevolle beelden en schilderijen, waaronder een 15e-eeuws beeld van een Madonna met Kind ("Madonna met de druiventros") en een schilderij dat de pestepidemie in Maastricht van 1632-'33 als onderwerp heeft.

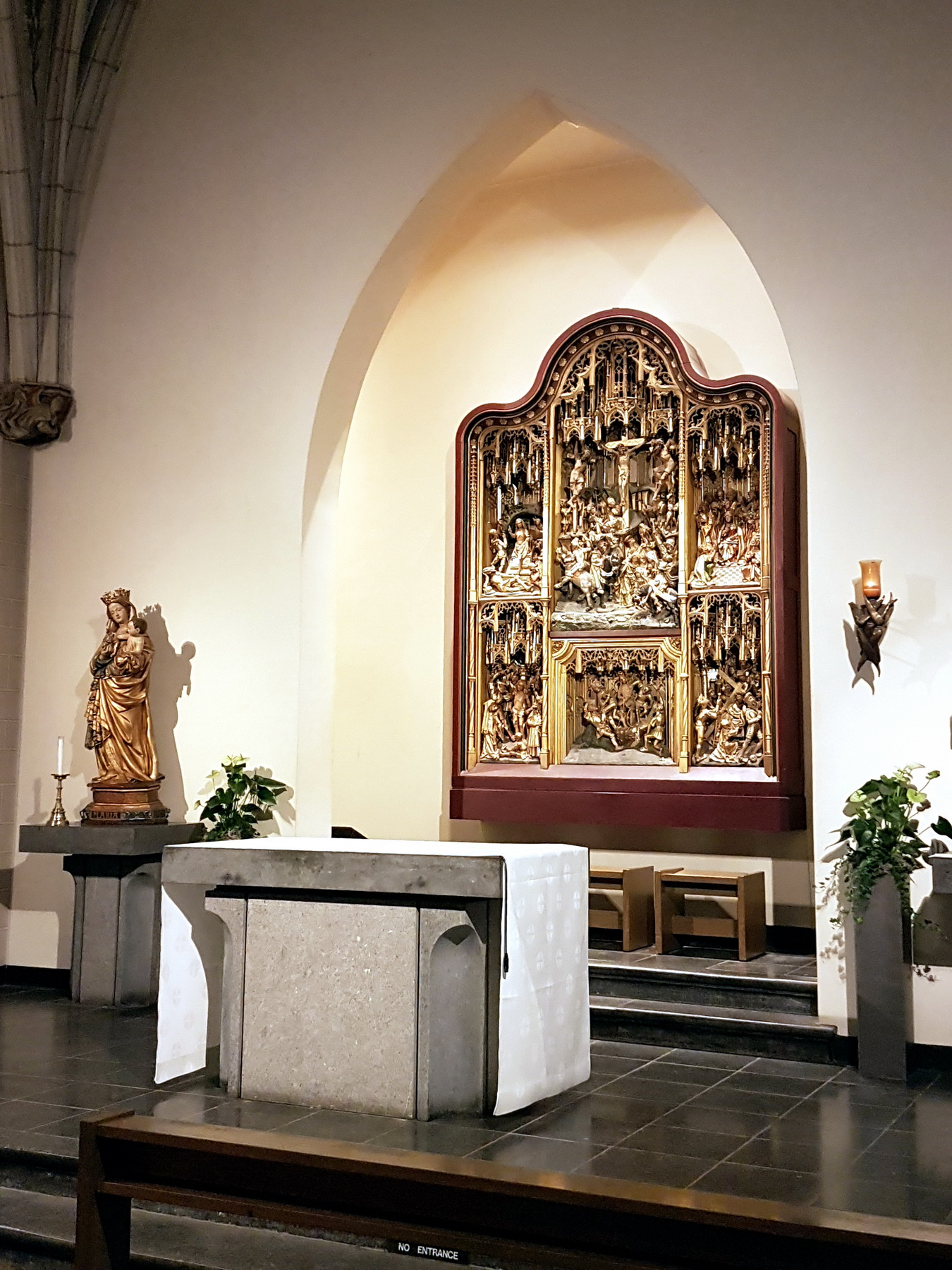
Zicht op het priesterkoor met passieretabel
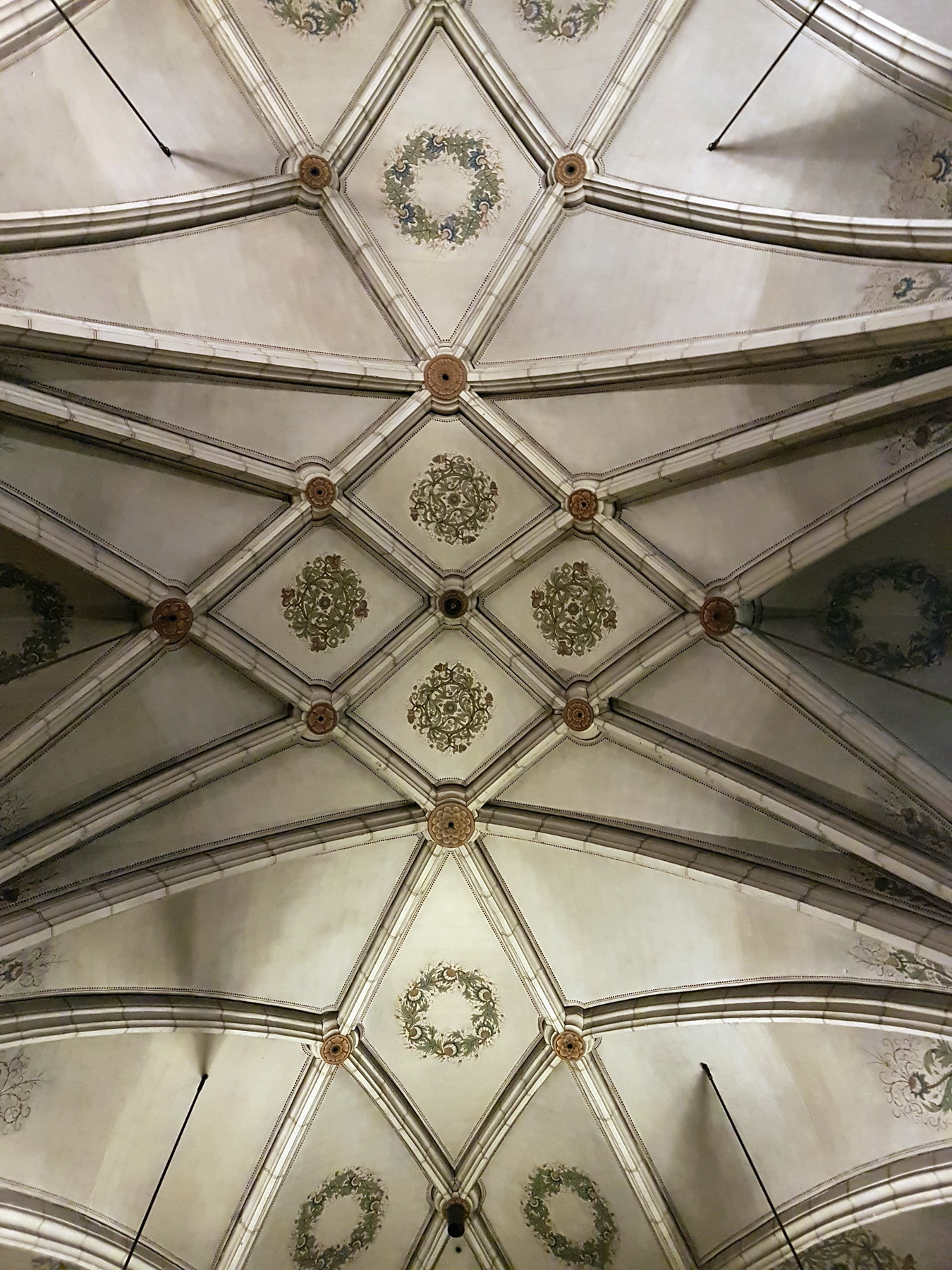
Gotisch gewelf met bloemenkransen
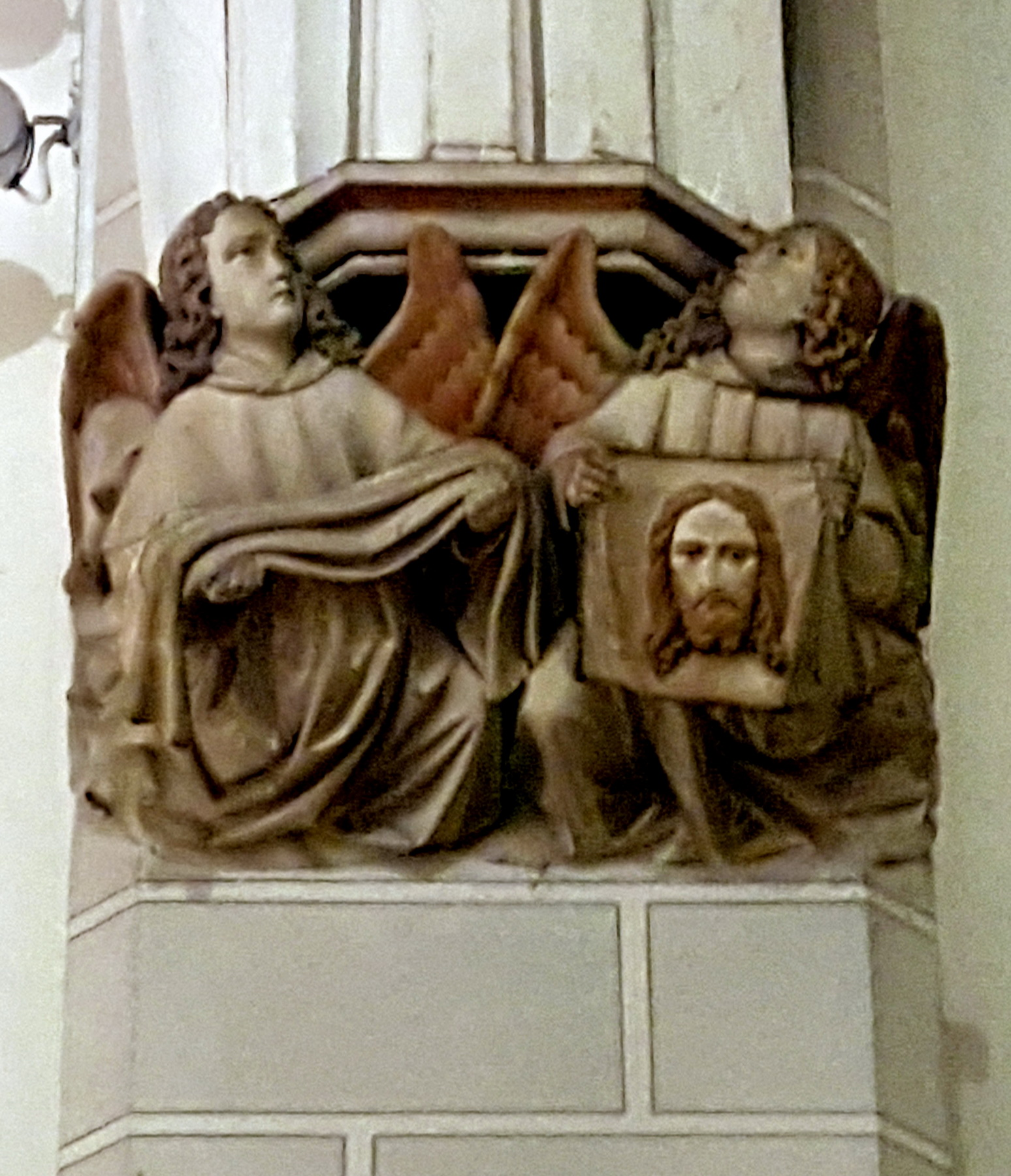
Gebeeldhouwde console met engelen
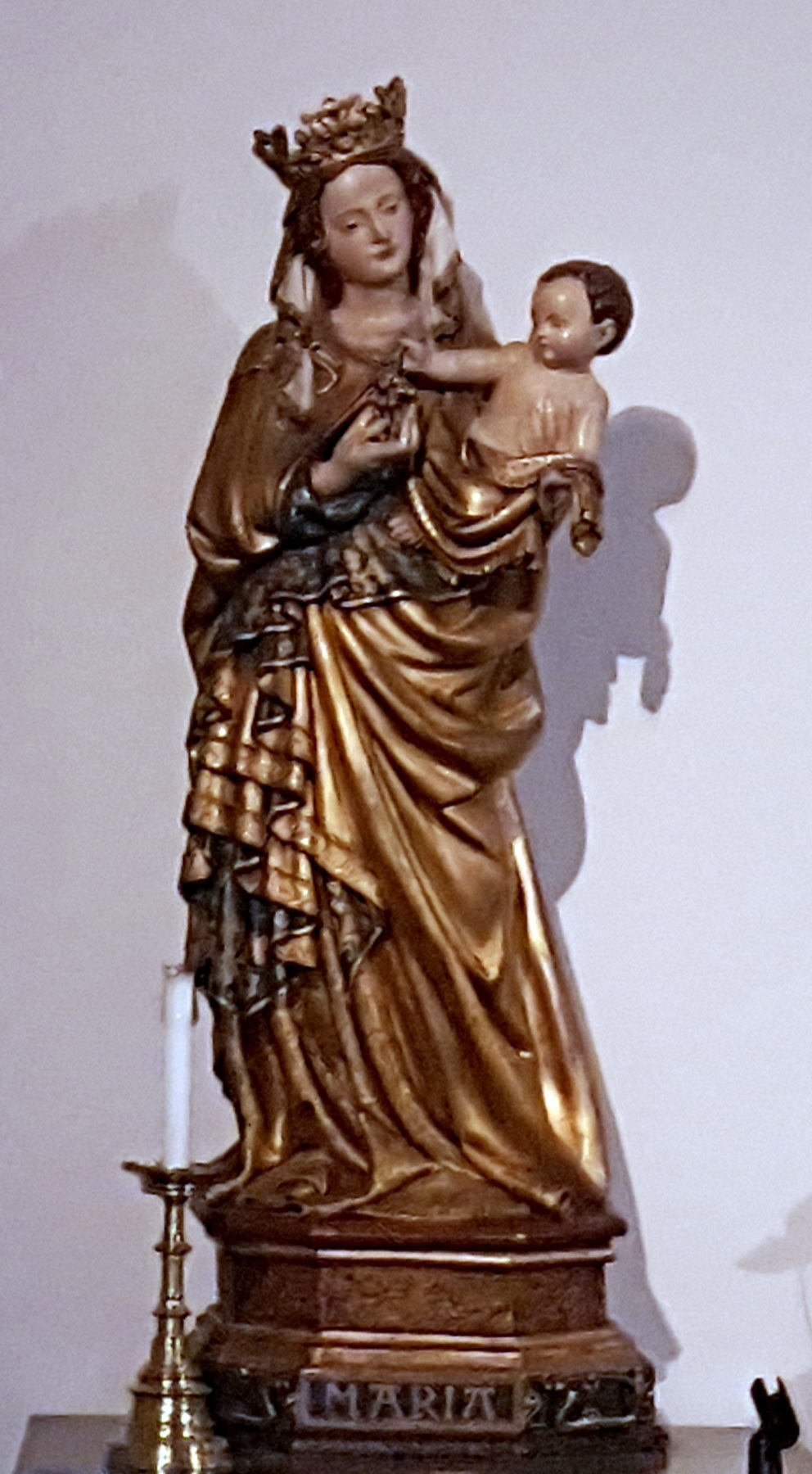
Madonna met de druiventros, 15e eeuw

### Dubbelkapel

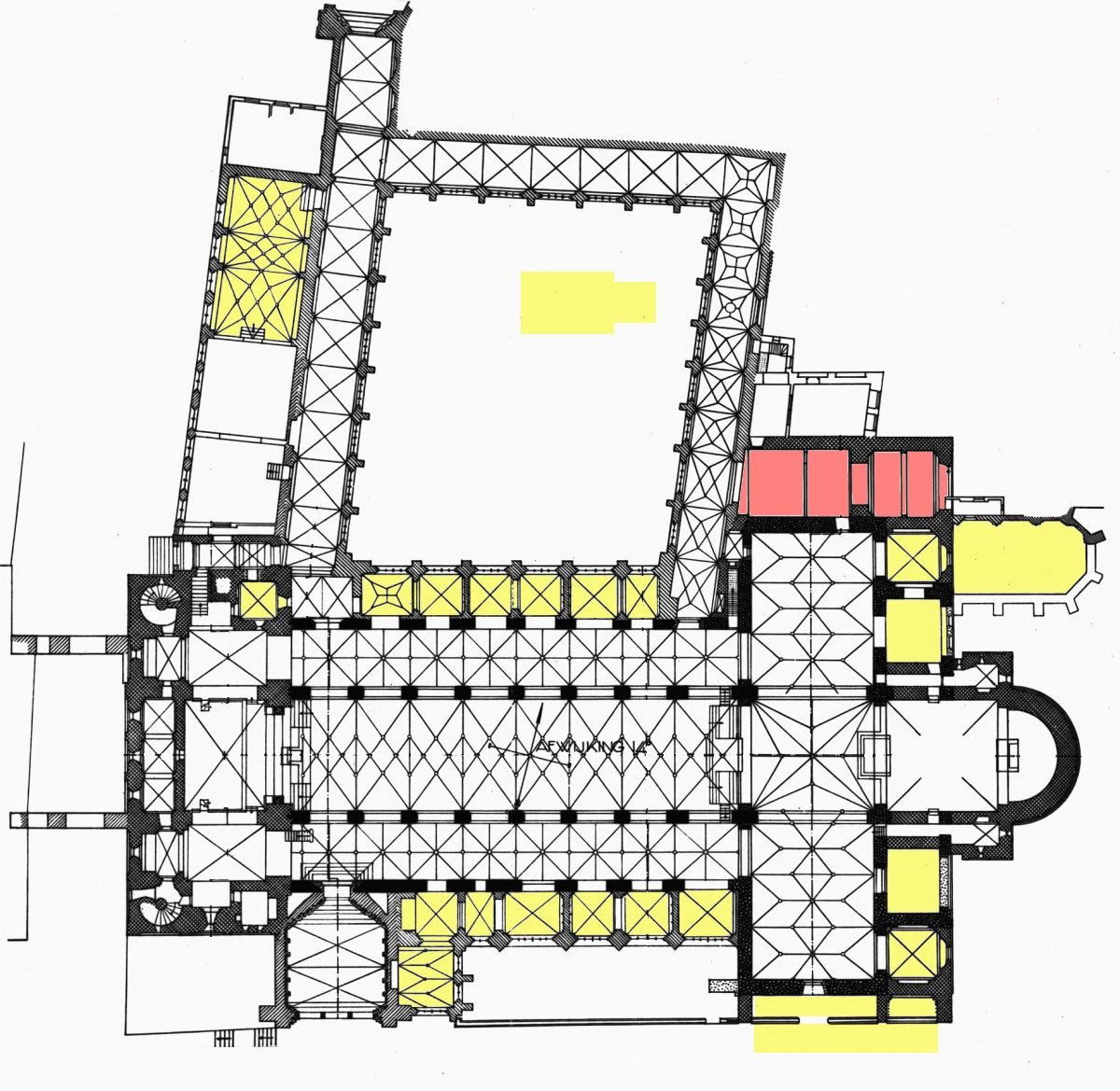
Locatie van de kapel

De Dubbelkapel, vroeger aangeduid als kapittelzaal of stiftskapel, sluit aan op de noordzijde van het noordertransept van de kerk en dateert uit dezelfde bouwfase (derde kwart 11e eeuw). De kapel is met de afmetingen van tweemaal 8,5 x 21,5 m (binnenmaten) de grootste kapel in het Sint-Servaascomplex, hoewel waarschijnlijk alleen de oostelijke ruimte van de bovenverdieping als kapel in gebruik was. Dit was de privékapel van de deken van het kapittel, met een altaar gewijd aan de drie koningen (in 1372) en aan Maria en Karel de Grote (16e eeuw). Vanaf het Vrijthof is de zware, vrijwel raamloze gevel van kolenzandsteen te zien, met slechts op het niveau van de bovenkapel een drietal kleine rondboogvensters, waarvan het middelste iets groter. Daarboven is een opening in de vorm van een Grieks kruis aangebracht.
De ingang van de kapel bevindt zich in de oostelijke gang van de kruisgang en wordt gevormd door een 4 m brede rondboog. De benedenkapel bestaat uit een voor- en achterruimte en wordt gedekt door een tongewelf. In de voorste ruimte bevindt zich een spiltrap naar het souterrain, waar opgravingsresten van een ouder kerkgebouw en kanunnikengraven te bezichtigen zijn. De drie grafzerken in de oostelijke ruimte zijn tijdens de laatste restauratie hiernaartoe verplaatst. De bovenkapel is bereikbaar via een hardstenen wenteltrap in het traptorentje naast de zijruimte. De bovenverdieping heeft dezelfde indeling als de benedenverdieping. De achterruimte is ingericht als priesterkoor. In de oostmuur bevinden zich de drie genoemde rondboogvensters in muurnissen, die zich voortzetten op de zijmuren. De Dubbelkapel is tegenwoordig niet meer in gebruik als kapel; hier is in 1982, na een onderbreking van bijna een eeuw, de kerkschat opnieuw ondergebracht.

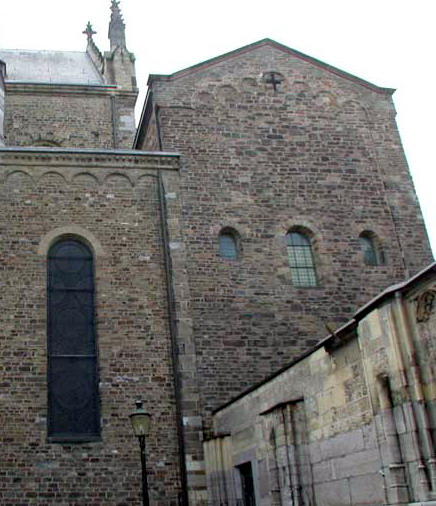
Gevel vanaf het Vrijthof
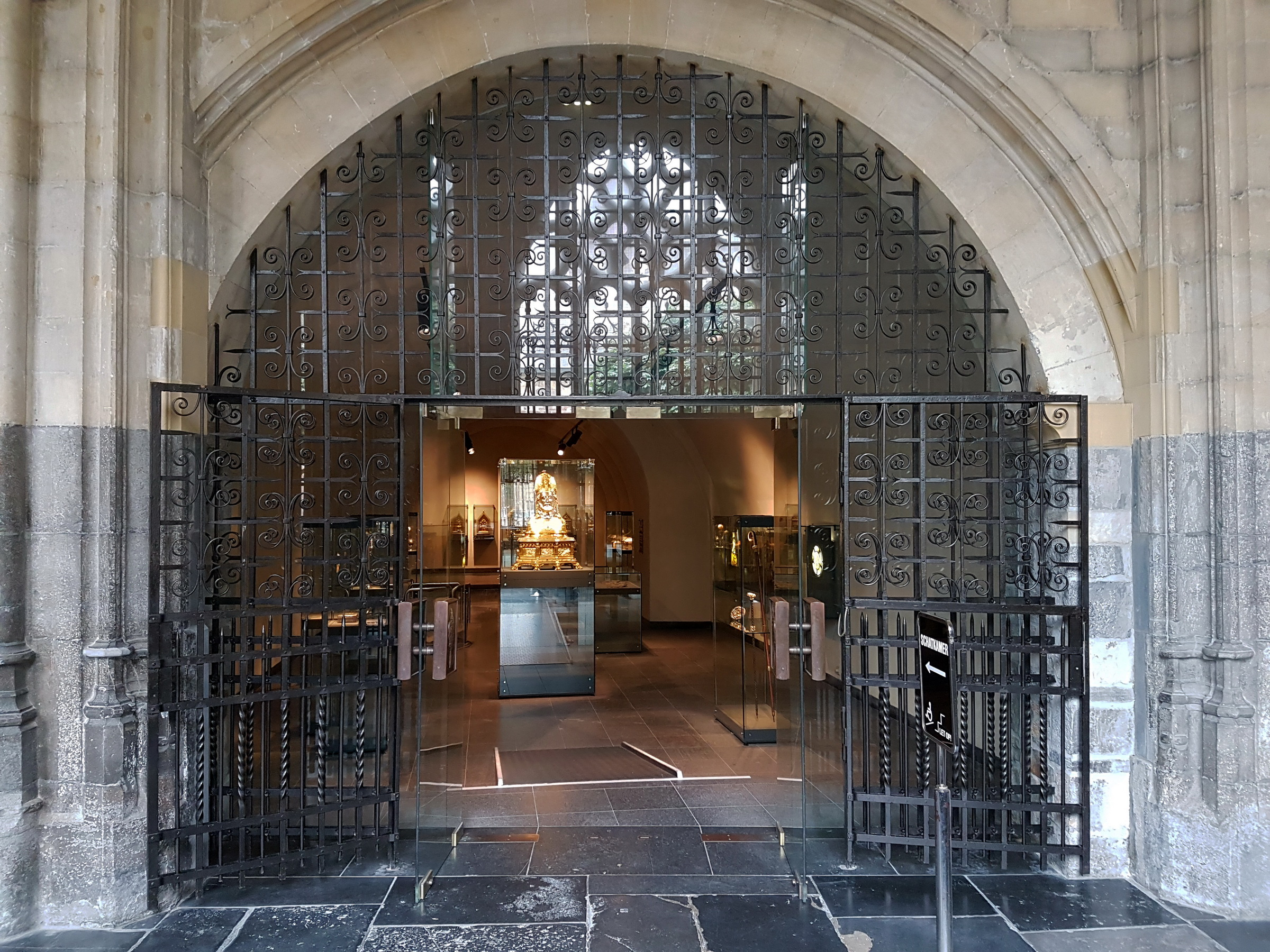
Entree benedenkapel
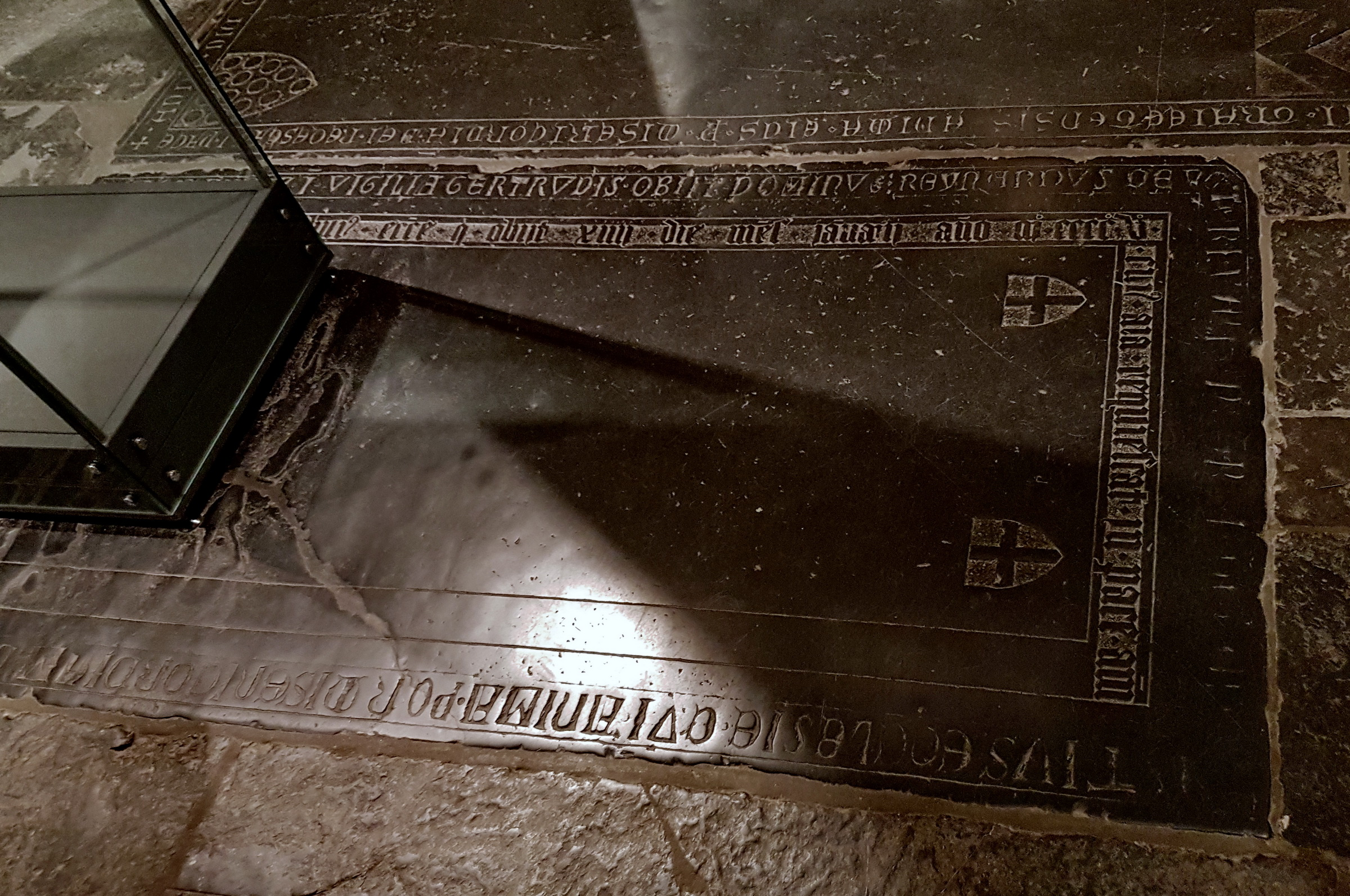
Dubbel gebruikte grafzerk
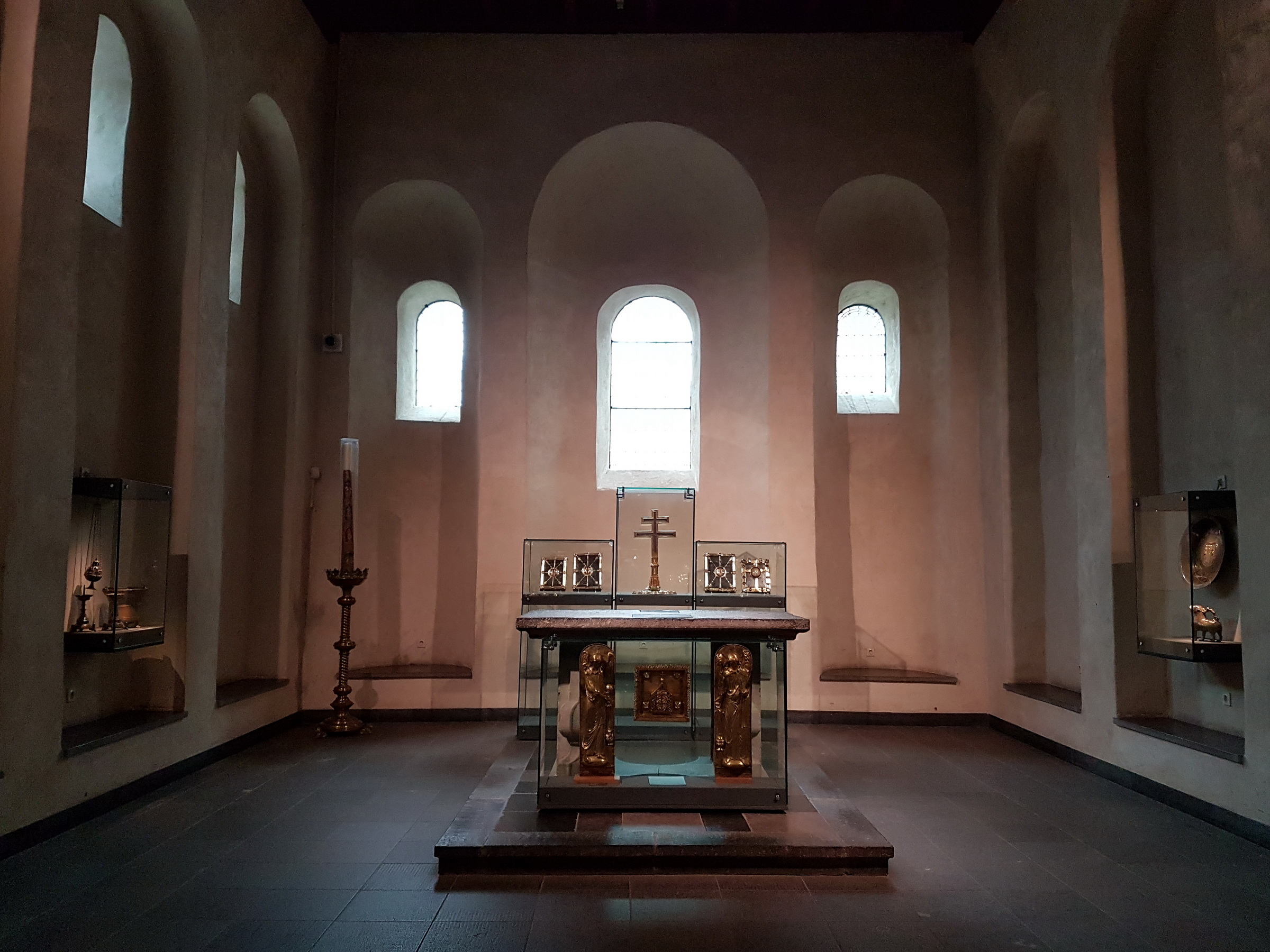
Priesterkoor bovenkapel

## Verdwenen kapellen

### Koningskapel

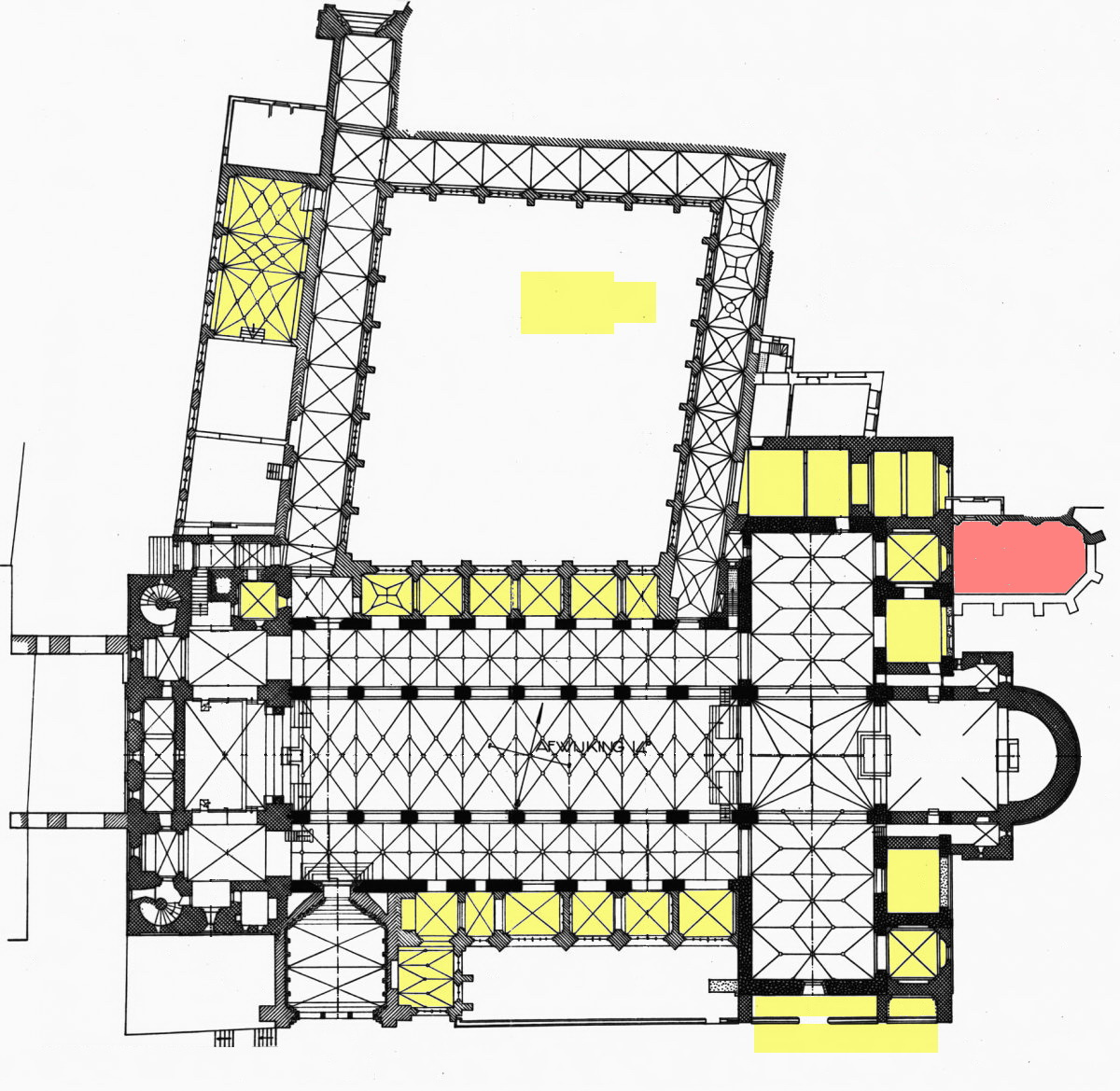
Locatie van de kapel

De Koningskapel was een laatgotische kapel die in 1478 werd ingewijd, na een gulle gift van de Franse koningen Karel VII en Lodewijk XI. De kapelstichting hield mogelijk verband met een miraculeuze genezing, maar was mogelijk ook bedoeld om de Franse invloed bij het Maastrichtse kapittel te vergroten in verband met het Frans-Bourgondische conflict. Bijzonder is dat de bouwtekening van de kapel, of in elk geval een tekening uit de tijd van de bouw, bewaard is gebleven. De kapel deed qua vormgeving enigszins denken aan de Sainte-Chapelle in Parijs, hoewel kleiner en minder ambitieus. Het aan drie zijden vrijliggende bouwwerk van mergel was slechts toegankelijk vanuit de kerk. De kapel was gewijd aan San Salvator (Jezus als Verlosser) en aanvankelijk vooral gericht op Franse pelgrims, die er een Franstalige mis konden bijwonen. Begin 19e eeuw werd de kapel grotendeels gesloopt, op het onderste deel van de noordmuur na. Dit muurrestant is bij de restauratie onder leiding van Cuypers geconsolideerd. Het toegangsportaal tot de kapel werd door Cuypers ingericht als kapel van de HH. Eligius en Marcoen.

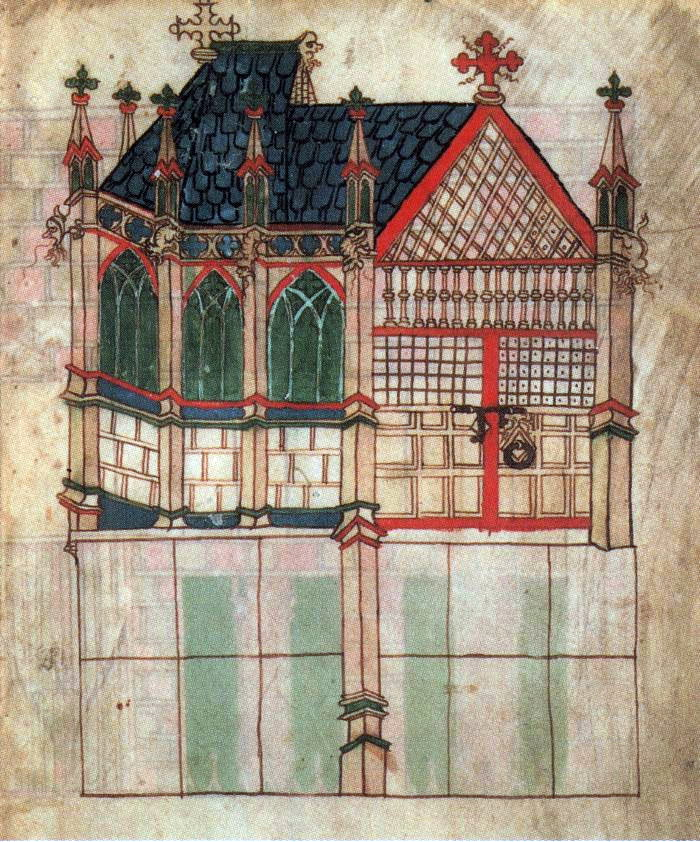
Bouwtekening, ca. 1460
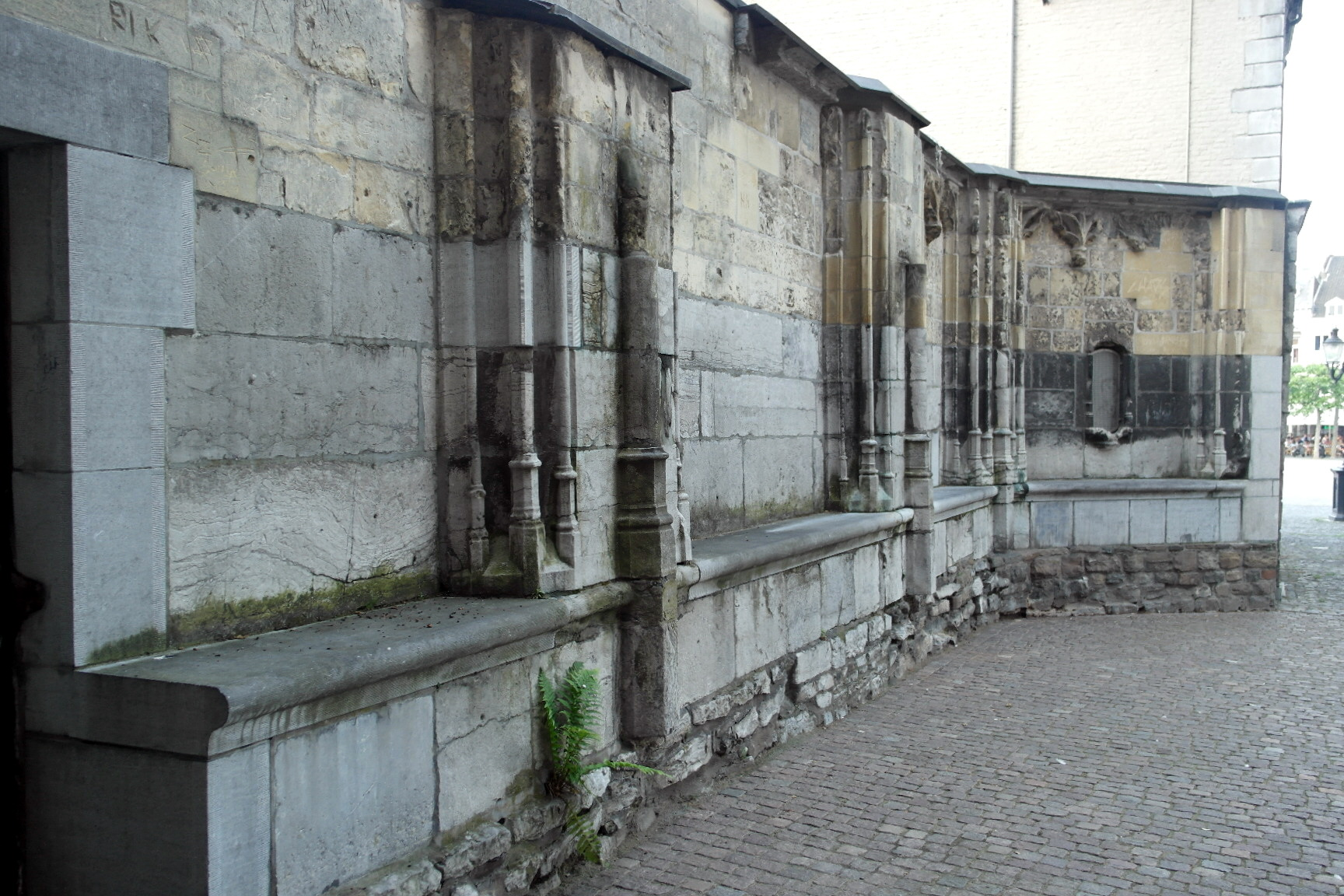
Muurrestant
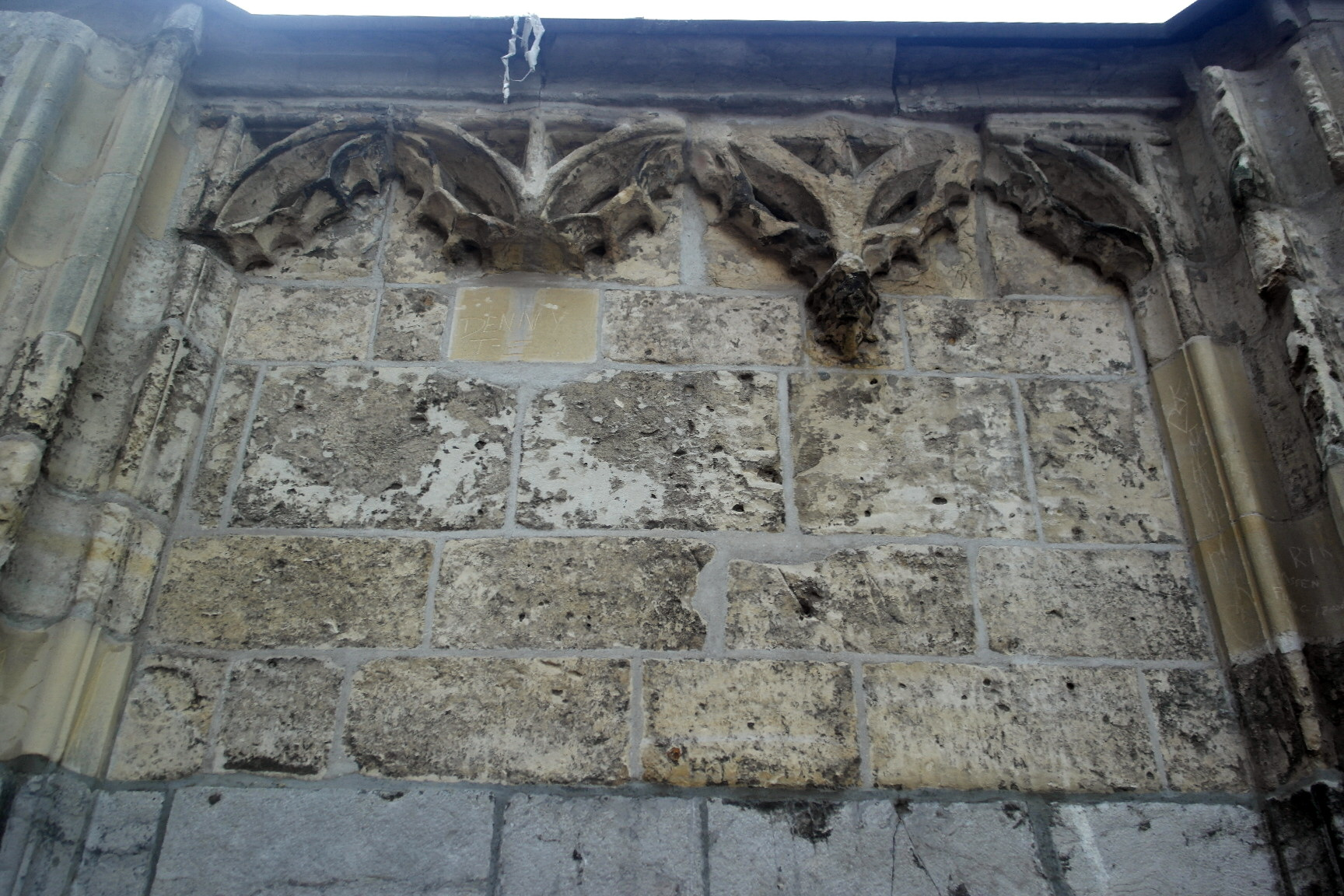
Blindtraceringen
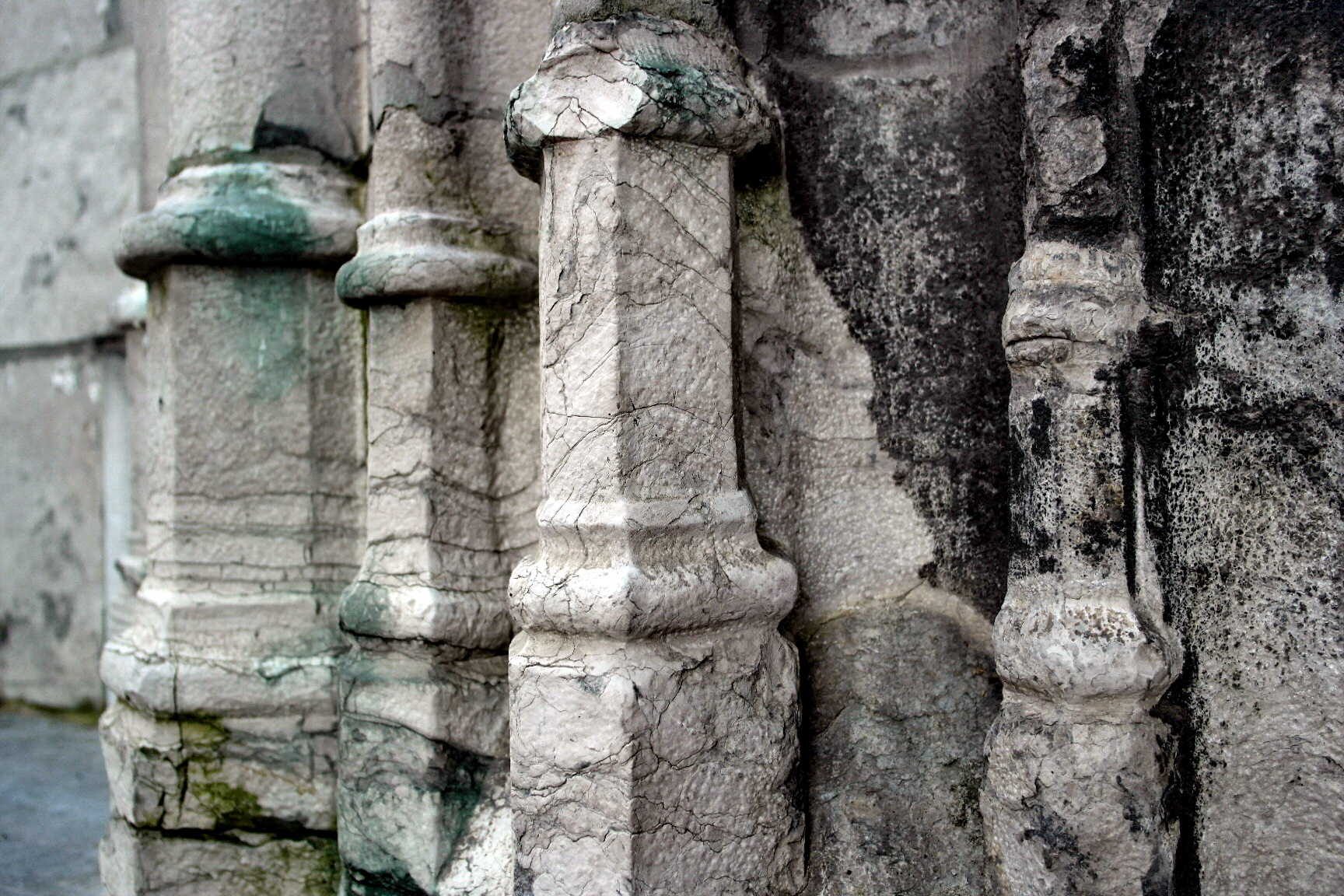
Laatgotische profileringen

### Maternuskapel

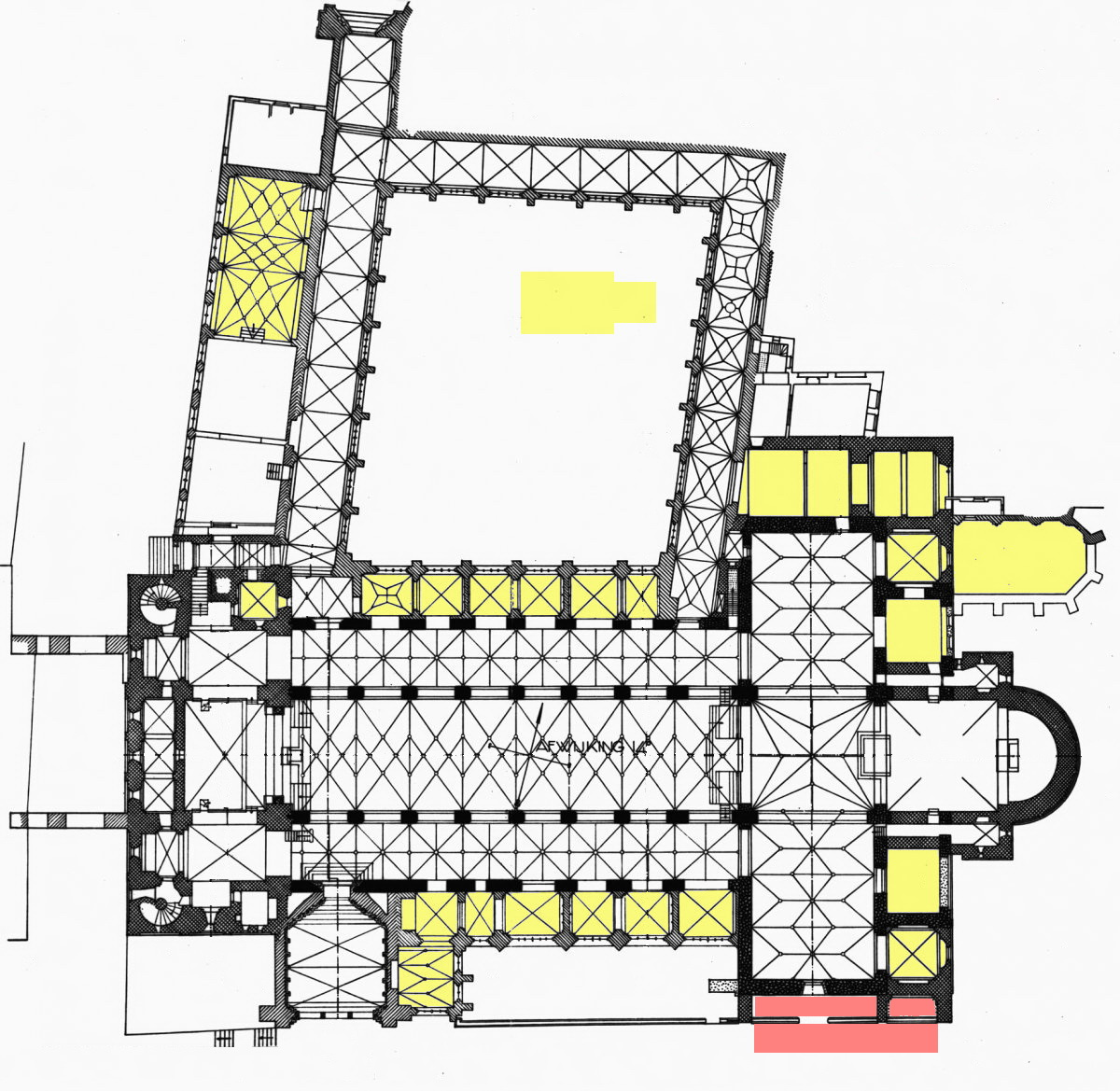
Locatie van de kapel

De niet meer bestaande Sint-Maternuskapel werd pas vanaf de 19e eeuw zo aangeduid; daarvoor sprak men van de antiqua of veteri capella. Het betrof een half-vrijstaande kapel die zich aan de zuidzijde van het zuidertransept bevond, naast de kapel van het Heilig Aanschijn. De kapel was de zuidelijke evenknie van de Dubbelkapel, die zich nog steeds aan de noordzijde van het noordertransept bevindt. Beide kapellen kwamen tot stand tijdens de 11e-eeuwse bouwcampagne van proost Humbertus. De kapel was gewijd aan Sint-Maternus, de eerste bisschop van zowel Keulen als Tongeren. In de antiqua capella stond een altaar dat gewijd was aan Johannes de Evangelist, in 1369 aangeduid als een van de "zeven oude altaren" van de kerk. In de laat-13e-eeuwse Ordinarius chori wordt vermeld dat men op 26 december, op de avond voorafgaand aan de feestdag van deze heilige, met kaarsen en onder gezang in processie naar de oude kapel trok, waarna men in de refter de zogenaamde Johanneswijn dronk. In 1412 werd Maria als patrones van de antiqua capella genoemd, maar het is ook hier mogelijk dat de Dubbelkapel werd bedoeld. In 1629 staat er nog een altaar in de kapel, maar hieraan is geen enkele fundatie meer verbonden. De Maternuskapel was waarschijnlijk al vanaf 1691 in gebruik als sacristie. In 1712 werd opdracht gegeven de glas-in-loodvensters van het koor te vervangen door helder glas en de oude vensters te gebruiken in de antiqua capella. In 1810 werd de Maternuskapel afgebroken, naar verluidt wegens bouwvalligheid en ter verbreding van de straat tussen Sint-Servaaskerk en Sint-Janskerk.

### Livinuskapel

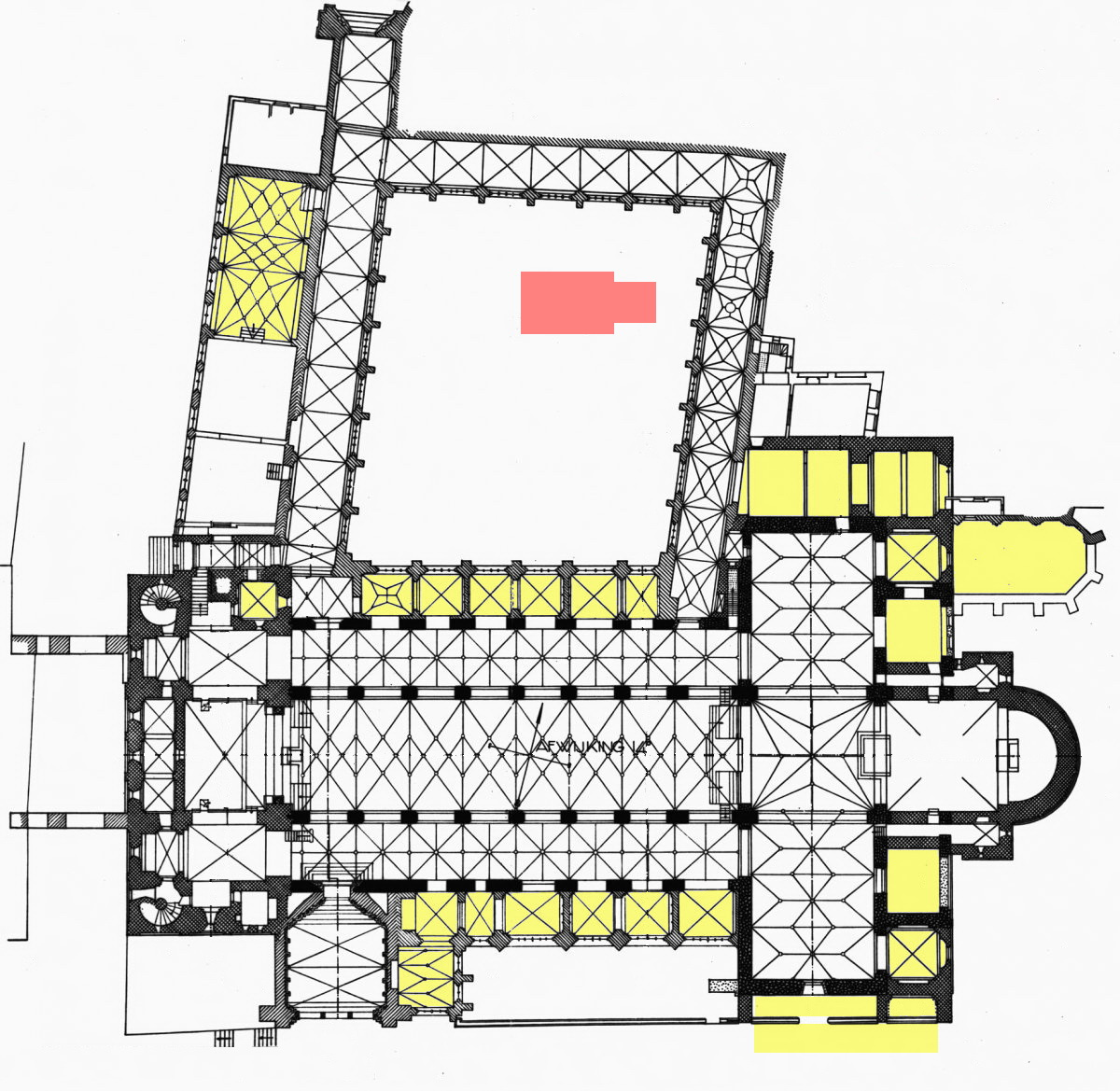
Opgravingslocatie 1953, mogelijk de Livinuskapel

Van een kapel gewijd aan de heilige Livinus van Gent (Sint-Lieven) is in de Sint-Servaaskerk voor het eerst sprake in een schepenbrief van 1327. De kapel is gelegen in ambitu... ante scolam (in de omgang, voor de school). In 1563 is sprake van een altaris Sancti Livini, siti in ambitu (Sint-Livinusaltaar in de omgang). De kapel werd in 1598 genoemd en bestond waarschijnlijk nog in 1609, toen in de kerk de pijleraltaren werden afgebroken en de altaren en daaraan verbonden beneficies werden verplaatst. Het altaar van Karel de Grote werd toen overgebracht naar de Livinuskapel in ambitu. Wanneer de kapel is afgebroken is niet bekend. In de schatkamer van de kerk bevindt zich een zilveren reliekbuste van Livinus uit circa 1400 met daarin een fragment van zijn schedel.
In 1953 en 1954 vond in de pandhof van de Sint-Servaaskerk een archeologische opgraving plaats door de Rijksdienst voor het Oudheidkundig Bodemonderzoek (ROB) onder leiding van P. Glazema. Gevonden werden, naast honderden laat-Romeinse en Merovingische graven, fundamenten van een niet nader gedateerde middeleeuwse kapel. De contouren daarvan zijn in de plattegrond hiernaast bij benadering ingetekend. De vondst werd onmiddellijk in verband gebracht met de Livinuskapel, hoewel daar tot op heden geen bewijs voor bestaat. Van het ROB-onderzoek verscheen destijds alleen een voorlopig verslag. In de in 2023 verschenen uitgebreide publicatie over de pandhofopgraving binnen het kader van het omvangrijke Saint Servatius Project onder leiding van de Leidse mediëvisten Frans Theuws en Mirjam Kars, wordt nauwelijks aandacht besteed aan de Livinuskapel.